# Québec (Stadt)
Québec (französisch [kebɛk] hörenⓘ) bzw. Quebec (englisch [k(w)ɨˈbɛk]), zur besseren Unterscheidung von der gleichnamigen kanadischen Provinz Ville de Québec bzw. Quebec City genannt, ist eine französischsprachige Großstadt im Osten Kanadas. Sie liegt am Nordufer des Sankt-Lorenz-Stroms bei der Mündung der Rivière Saint-Charles und vor dem Beginn des Sankt-Lorenz-Ästuars. Prägende geographische Punkte sind die markante Verengung des Stroms, die der Stadt ihren Namen gab, sowie das rund hundert Meter über dem Strom aufragende Hochplateau Colline de Québec, auf dem der historische Kern und das Zentrum der Stadt liegen.
Ursprünglich lebten an dieser Stelle Sankt-Lorenz-Irokesen in einem Dorf namens Stadacona. 1543 scheiterte ein erster von Jacques Cartier geleiteter Kolonialisierungsversuch. Am 3. Juli 1608 gründete der Seefahrer Samuel de Champlain einen Handelsposten, aus dem sich die Stadt Québec entwickelte. Drei Jahre nach der Eroberung durch englische Abenteurer gelangte Québec 1632 wieder in französischen Besitz. Weitere britische Eroberungsversuche in den Jahren 1690 und 1711 schlugen fehl. 1759 gelang es den Briten schließlich, nach einer zweieinhalbmonatigen Belagerung und der Schlacht auf der Abraham-Ebene die Stadt einzunehmen. 1867 wurde Québec zu einer Provinzhauptstadt Kanadas. In der zweiten Hälfte des 19. Jahrhunderts verlor Québec die Position eines führenden Wirtschaftszentrums an Montreal. Im 20. Jahrhundert entwickelte sich Québec zum unbestrittenen wirtschaftlichen Zentrum des Ostens der Provinz Québec.
Architektonisch gilt Québec aufgrund seiner gut erhaltenen Altstadt mit zahlreichen Gebäuden überwiegend französischer Prägung teils aus dem 17. Jahrhundert als die europäischste Stadt Nordamerikas. Der obere Teil der Altstadt ist von Stadtmauern umgeben, die von einer Zitadelle ergänzt werden. Québec ist somit die einzige amerikanische Stadt nördlich von Mexiko, die über Befestigungsanlagen verfügt. 1985 erklärte die UNESCO diese und die ganze Altstadt zum Welterbe.
Mit 549.459 Einwohnern (2021) ist Québec die zweitgrößte Stadt der gleichnamigen Provinz und deren Hauptstadt, außerdem ist es die elftgrößte Stadt Kanadas. Die Metropolregion Communauté métropolitaine de Québec, die die südlich des Sankt-Lorenz-Stroms gelegene Stadt Lévis einschließt, zählt 839.310 Einwohner (2021). 
In der Wirtschaft dominiert der Dienstleistungssektor, wobei die öffentliche Verwaltung überdurchschnittlich stark vertreten ist. Québec ist Regierungs- und Parlamentssitz der Provinz Québec. Der Tourismus ist von großer Bedeutung, er erwirtschaftete 2019 mit insgesamt 8,162 Millionen Besuchern einen Umsatz von 2,011 Milliarden Dollar in der touristischen Region Québec. Die Industrie ist auf forschungsintensive Spitzentechnologie ausgerichtet. Die früher vorherrschende holzverarbeitende Industrie spielt nur noch eine marginale Rolle.

## Geographie

### Lage

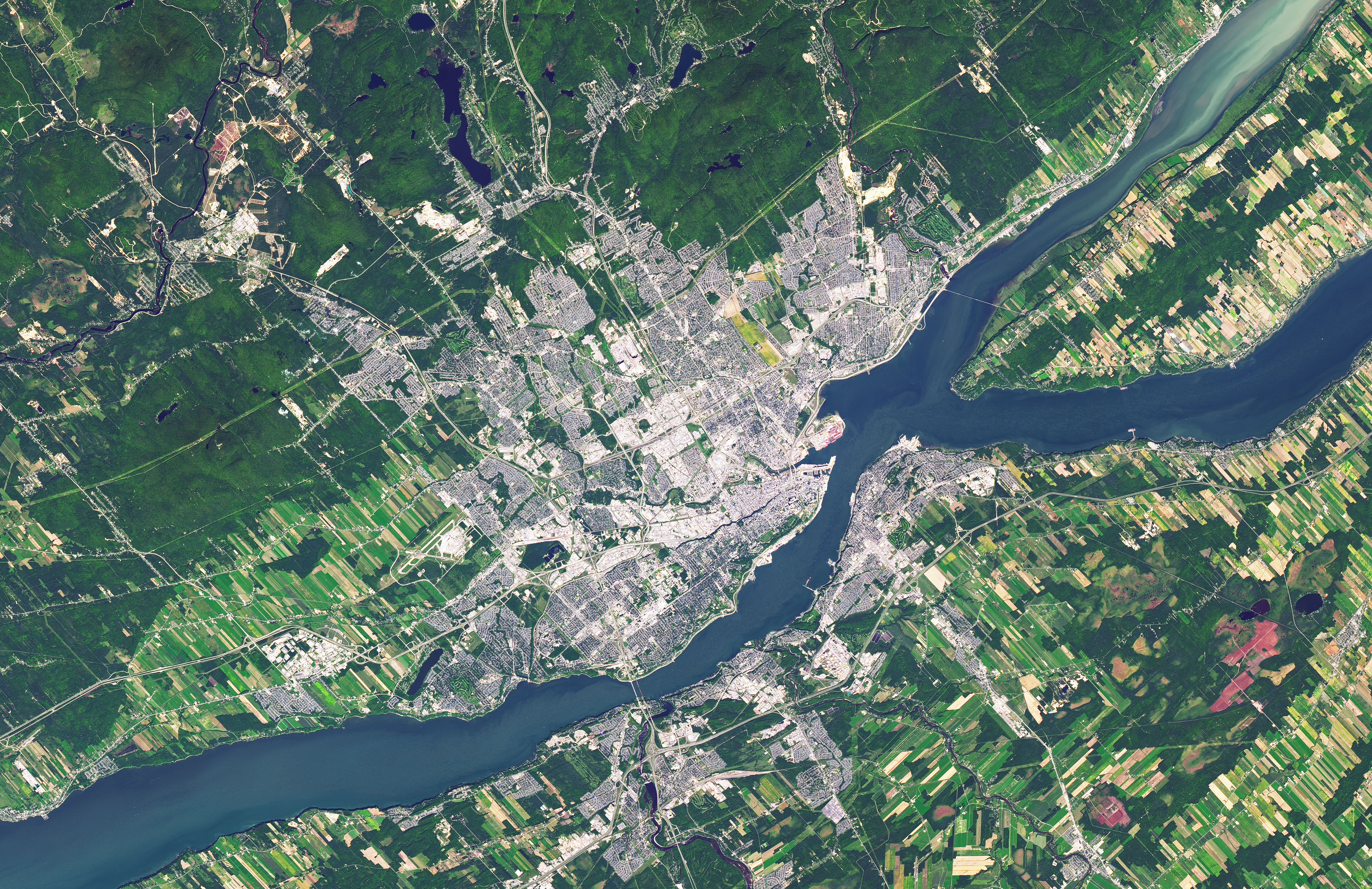
Satellitenfoto mit Québec und Lévis

Die Stadt liegt im Süden der nach ihr benannten Provinz Québec, etwa 120 Kilometer nordwestlich der Grenze zum US-Bundesstaat Maine. Montreal befindet sich 233 Kilometer entfernt im Südwesten, die Bundeshauptstadt Ottawa 378 km in westsüdwestlicher Richtung. In Richtung Süden sind es 498 km zur US-amerikanischen Großstadt Boston, in ostsüdöstlicher Richtung 644 km nach Halifax.

### Gewässer
Québec liegt am Nordufer des Sankt-Lorenz-Stroms, dem drittgrößten Fluss Nordamerikas (gemessen an der Abflussmenge). Der Strom ist oberhalb der Stadt zweieinhalb bis drei Kilometer breit und verengt sich im Bereich des Stadtzentrums auf etwas mehr als einen Kilometer. Anschließend teilt er sich in zwei Arme, welche die Île d’Orléans umgeben. Nach dieser Insel beginnt der über 350 km lange und bis zu 60 km breite Sankt-Lorenz-Ästuar. Da die Rinne die Fließgeschwindigkeit stark erhöht und die Gezeiten aufgrund des geringen Höhenunterschieds zum Atlantischen Ozean noch deutlich spürbar sind (1,8 bis 3,1 m Unterschied zwischen Ebbe und Flut), ist der Engpass von Québec eine für die Schifffahrt anspruchsvolle Stelle.
Wichtigster Nebenfluss ist der vollständig auf Stadtgebiet liegende Rivière Saint-Charles. Er entspringt im Lac Saint-Charles am nördlichen Stadtrand, zieht sich – vor allem im Oberlauf stark mäandrierend – in Richtung Südosten und mündet nach 35 Kilometern in den Sankt-Lorenz-Strom. Sein Einzugsgebiet, das mehrere weitere Flüsse umfasst, ist das am dichtesten besiedelte in der Provinz Québec. Ein kleiner Teil des Stadtgebiets im äußersten Nordwesten gehört zum Einzugsgebiet des Rivière Jacques-Cartier. Der Unterlauf des Rivière Montmorency bildet die östliche Stadtgrenze, der Südwesten der Stadt wird durch den Rivière du Cap Rouge und den Lac Saint-Augustin entwässert. Auf dem 454,1 km² großen Stadtgebiet gibt es insgesamt 230 Stillgewässer und 695 km Fließgewässer.

### Topographie und Geologie

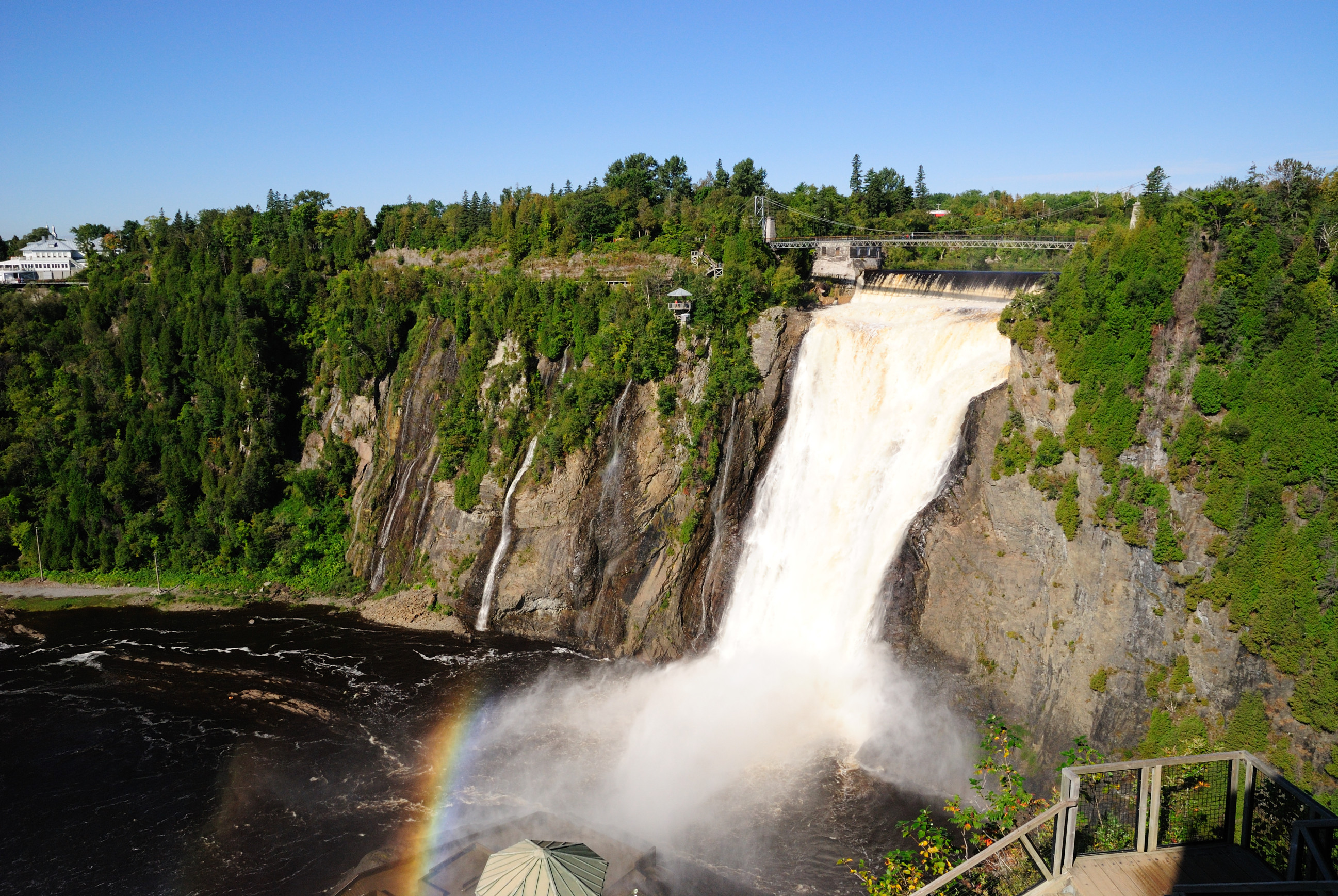
Montmorency-Fall

Auf dem Stadtgebiet treffen drei geologische Regionen fast aufeinander und sind nur wenige Kilometer voneinander entfernt. Entlang dem Nordufer des Sankt-Lorenz-Stroms erhebt sich die Colline de Québec. Dieses 13 Kilometer lange und ein bis vier Kilometer breite Hochplateau war für die Entstehung und Entwicklung der Stadt von entscheidender Bedeutung. Es reicht vom Cap Rouge im Westen bis zum Cap Diamant nahe der Mündung des Rivière Saint-Charles. Das Plateau, das eine Höhe von 110 Metern erreicht (rund hundert Meter über dem umliegenden Gelände), wird von Felshängen begrenzt, die vor allem zum Strom hin steil abfallen. Bei der Colline de Québec handelt es sich um einen der wenigen nördlich des Stroms gelegenen Ausläufer der Appalachen. Der Sockel besteht aus Sandstein und Tonstein, an den Felsvorsprüngen ist Schiefer zu finden.
Das breite, flache Tal des Rivière Saint-Charles ist zusammen mit den angrenzenden Terrassen von Charlesbourg und Beauport Bestandteil des Sankt-Lorenz-Tieflandes. Dort haben sich Sedimentschichten mit einer Dicke von bis zu 60 Metern abgelagert – hauptsächlich Sand und Kies, gelegentlich auch Torf. Vor etwa 11.500 bis 9800 Jahren, in der Endphase der letzten Kaltzeit, lag das Tiefland unter dem Meeresspiegel im Champlainmeer. Dieser seichte Meeresarm des Atlantischen Ozeans verschwand aufgrund der fortschreitenden postglazialen Landhebung. Dabei wurden große Mengen an Sedimenten abgelagert und es bildeten sich zunächst Inseln (darunter die Colline de Québec). Vor rund 9000 Jahren trat ein Süßwassersee an die Stelle des Champlainmeers, der Lac Lampsilis. Dieser bestand etwa 2300 Jahre lang und wich dem Vorläufer des Sankt-Lorenz-Stroms. Seit rund 3000 Jahren entspricht der Strom ungefähr seiner heutigen Gestalt.
Im nördlichen Drittel des Stadtgebiets liegen Ausläufer der Laurentinischen Berge. Sie sind Teil des Kanadischen Schilds, einem riesigen Gebiet mit sehr altem magmatischem Gestein. Die Laurentinischen Berge sind stark erodierte Reste der Grenville-Gebirgsbildung, die sich während des Mesoproterozoikums vor rund 1 bis 1,6 Milliarden Jahren ereignete. Vorherrschend ist Anorthosit, das von Feldspat durchzogen ist. Überdeckt wird dieses dunkle Gestein von Kies- und Sandablagerungen, eine Hinterlassenschaft der Vergletscherungen. Höchste Erhebung der Stadt ist der 485 Meter hohe Mont Bélair. Eine markante Schichtstufe prägt den Übergang zwischen Kanadischem Schild und dem Sankt-Lorenz-Tiefland. So ergießt sich der Rivière Saint-Charles über den 28 Meter hohen Wasserfall Kabir Kouba (Chute Kabir Kouba). Ganz im Osten, wo die Schichtstufe bis fast an den Sankt-Lorenz-Strom heranreicht, überwindet der Rivière Montmorency den 83 Meter hohen Montmorency-Fall (Chute Montmorency), den höchsten Wasserfall der Provinz.

### Nachbargemeinden
Nachbargemeinden sind Saint-Augustin-de-Desmaures und Sainte-Catherine-de-la-Jacques-Cartier im Westen, Shannon und Saint-Gabriel-de-Valcartier im Nordwesten, Stoneham-et-Tewkesbury, Lac-Delage und Lac-Beauport im Norden sowie Sainte-Brigitte-de-Laval und Boischatel im Nordosten. Auf der gegenüberliegenden Seite des Sankt-Lorenz-Stroms, im Süden, liegt die Stadt Lévis. Innerhalb der Stadtgrenzen gibt es drei Enklaven: die Stadt L’Ancienne-Lorette, die nur vier Hektar große Gemeinde Notre-Dame-des-Anges und Wendake (ein Indian reserve der Wyandot).

### Klima
Québec besitzt ein boreales, humides Kontinentalklima, was der effektiven Klimaklassifikation Dfb entspricht. Aufgrund der Ozeannähe übt auch das Seeklima einen gewissen Einfluss aus. Die Sommer sind kurz und feuchtheiß mit einer durchschnittlichen Höchsttemperatur von 25 °C. An einzelnen Tagen können die Temperaturen auch weit über 30 Grad Celsius steigen, wobei durchgehend eine relativ hohe Luftfeuchtigkeit herrscht. Der Winter ist von sehr kaltem, schneereichem und windigem Wetter geprägt, bei länger anhaltenden Frostperioden unter −20 °C. Frühling und Herbst sind mild, es können aber starke Temperaturschwankungen auftreten. Die jährliche Niederschlagsmenge beträgt rund 1190 mm. In den Monaten November bis April fällt durchschnittlich etwa 303 cm Schnee, wobei an 110 Tagen die Schneedecke mehr als 20 cm dick ist. Die Sonnenscheindauer beträgt jährlich 1916 Stunden. Die tiefste jemals gemessene Temperatur betrug −36,1 °C am 2. Februar 1962, die höchste 35,6 °C am 17. Juli 1953. Die größte Regenmenge an einem Tag war 81,2 mm am 14. September 1979, die größte Neuschneemenge 52 cm am 15. Dezember 2003. Der Sankt-Lorenz-Strom friert üblicherweise von Mitte Dezember bis Ende März zu (im Extremfall von Ende November bis Anfang Mai), weshalb die Flussschifffahrt mit Eisbrechern aufrechterhalten werden muss.
|                        | Jan   | Feb   | Mär  | Apr  | Mai   | Jun   | Jul   | Aug   | Sep   | Okt  | Nov   | Dez   |   |         |
| Mittl. Temperatur (°C) | −12,8 | −10,6 | −4,6 | 3,7  | 11,2  | 16,4  | 19,3  | 18,1  | 12,7  | 6,6  | −0,7  | −8,6  | ⌀ | 4,3     |
| Mittl. Tagesmax. (°C)  | −7,9  | −5,6  | 0,2  | 8,3  | 17,0  | 22,3  | 25,0  | 23,6  | 17,9  | 11,1 | 2,9   | −4,2  | ⌀ | 9,3     |
| Mittl. Tagesmin. (°C)  | −17,7 | −15,6 | −9,4 | −1,0 | 5,4   | 10,5  | 13,5  | 12,5  | 7,5   | 2,0  | −4,2  | −12,8 | ⌀ | −0,7    |
|                        |       |       |      |      |       |       |       |       |       |      |       |       |   |         |
| Niederschlag (mm)      | 86,6  | 74,5  | 76,1 | 83,5 | 115,9 | 111,4 | 121,4 | 104,2 | 115,5 | 98,3 | 102,5 | 99,9  | Σ | 1.189,8 |
|                        |       |       |      |      |       |       |       |       |       |      |       |       |   |         |
| Sonnenstunden (h/d)    | 3,2   | 4,3   | 4,9  | 5,7  | 7,0   | 7,8   | 8,1   | 7,5   | 5,4   | 3,9  | 2,6   | 2,6   | ⌀ | 5,3     |
|                        |       |       |      |      |       |       |       |       |       |      |       |       |   |         |
| Regentage (d)          | 17,1  | 14,3  | 13,4 | 12,1 | 15,4  | 13,4  | 13,5  | 13,4  | 13,4  | 14,4 | 16,0  | 18,5  | Σ | 174,9   |
|                        |       |       |      |      |       |       |       |       |       |      |       |       |   |         |
| Luftfeuchtigkeit (%)   | 73    | 73    | 74   | 74   | 74    | 79    | 84    | 85    | 86    | 83   | 81    | 79    | ⌀ | 78,8    |

| −17,7 |

| −15,6 |

| −9,4 |

| −1,0 |

| 5,4 |

| 10,5 |

| 13,5 |

| 12,5 |

| 7,5 |

| 2,0 |

| −4,2 |

| −12,8 |

| −17,7 |

| −15,6 |

| −9,4 |

| −1,0 |

| 5,4 |

| 10,5 |

| 13,5 |

| 12,5 |

| 7,5 |

| 2,0 |

| −4,2 |

| −12,8 |

### Fauna und Flora

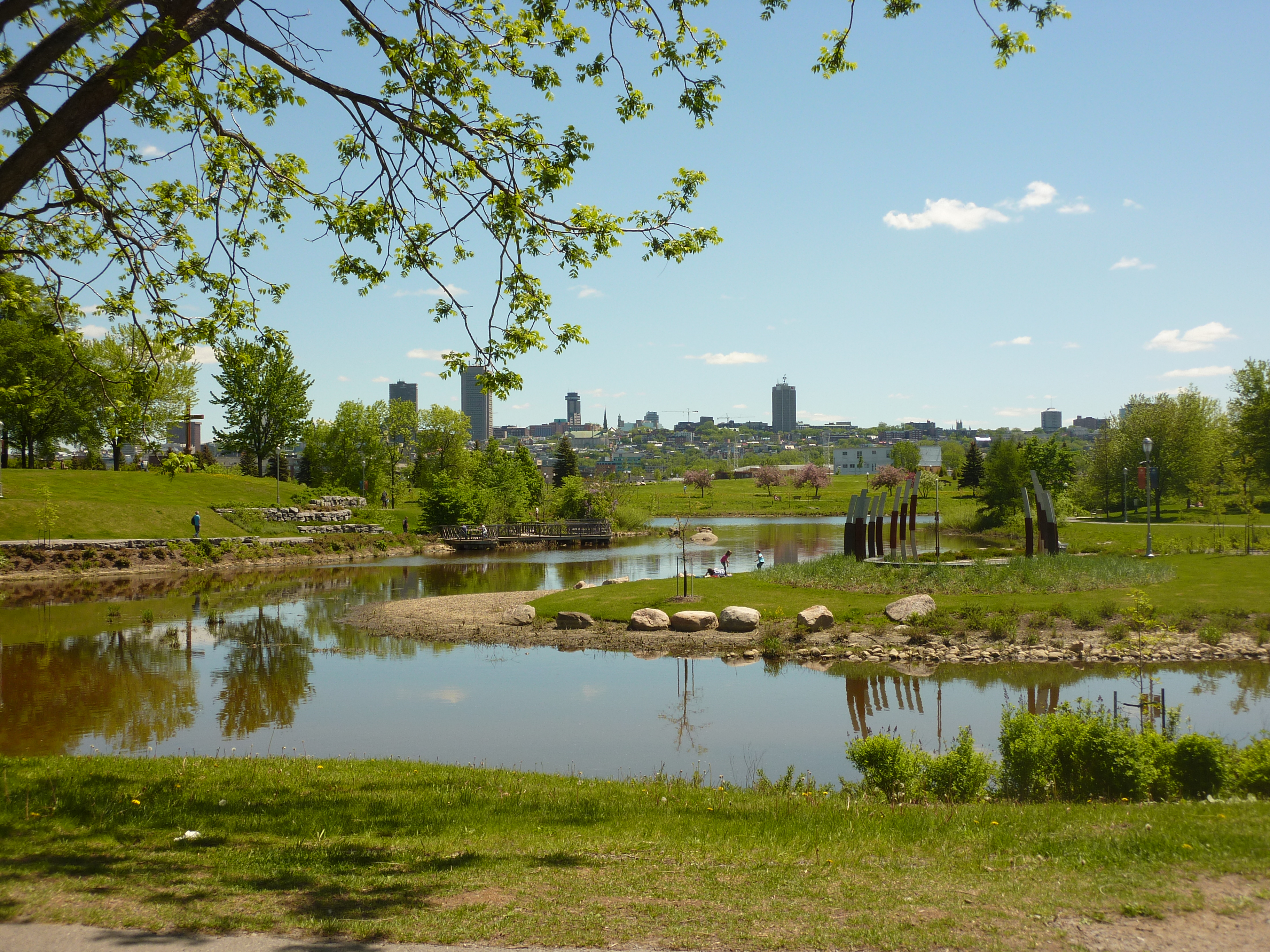
Urbane Parklandschaft am Rivière Saint-Charles

Etwas mehr als 35 % des Stadtgebiets ist bewaldet, wobei die Wälder überwiegend den nördlichen, auf dem Kanadischen Schild gelegenen Teil bedecken. Vor der europäischen Besiedlung gab es nur wenige unbewaldete Flächen. Die ursprüngliche Vegetation unterschied sich je nach Bodenbeschaffenheit und klimatischen Bedingungen, in der Regel mit Laubwald im Süden und Nadelwald im Norden. Auf der Colline de Québec herrschten Zucker-Ahorne vor, daneben gab es Linden, Buchen und Ulmen. In tiefer gelegenen, feuchteren Lagen waren Rot-Ahorne zu finden, an trockenen Standorten Roteichen und Weymouth-Kiefern. Dem Rivière Saint-Charles entlang erstreckten sich vor allem Birkenwälder, aufgelockert durch verschiedene weitere Laubbäume. Im Norden herrschen noch heute Kiefernwälder vor, mit vereinzelten Gelb-Birken. Insgesamt gibt es auf Stadtgebiet 30 Natur- und Landschaftsschutzgebiete.
Da die Wälder oft unmittelbar an die Siedlungen angrenzen, haben sich zahlreiche Tierarten an das Leben in urbaner Umgebung angepasst. Zu den am weitesten verbreiteten Säugetierarten gehören Grauhörnchen, Rothörnchen, Streifen-Backenhörnchen, Streifenskunks, Baumstachler, Bisamratten, Waschbären, Nerze, Waldmurmeltiere, Rotfüchse, Schneeschuhhasen, Elche, Weißwedelhirsche und verschiedene Neuweltmäuse. Gelegentlich werden auch Wölfe und Kojoten sowie Schwarzbären gesichtet. Die Herpetofauna (die Gesamtheit der Amphibien und Reptilien) weist eine geringe Biodiversität auf und ist durch Urbanisierung sowie Land- und Forstwirtschaft stark gefährdet. Insgesamt werden nur 20 verschiedene Arten gezählt. Hingegen ist die Avifauna (Gesamtheit der Vogelarten) aufgrund der unterschiedlichen Lebensräume von einer großen Vielfalt geprägt. Zwar existiert kein systematisches Inventar, doch wurden bisher mindestens 324 Arten nachgewiesen. Vor allem der Sankt-Lorenz-Strom weist eine vielfältige Ichthyofauna auf: Es kommen bis zu 71 Fischarten vor, wobei Dorsche, Flussbarsche, Hechte und Saugkarpfen am häufigsten sind. Die Diversität in den Nebenflüssen ist deutlich geringer.

## Geschichte

### Namensherkunft

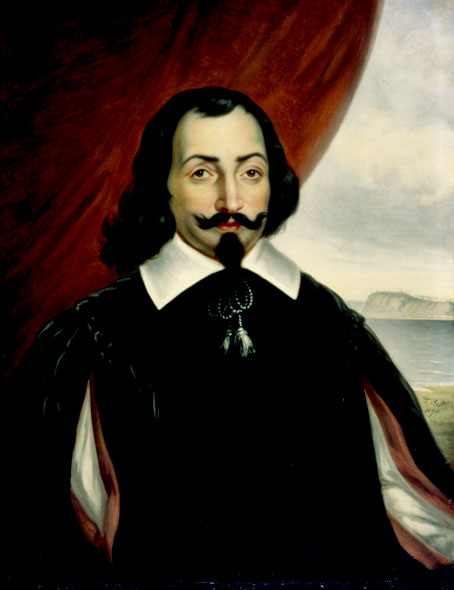
Champlain, wie man sich ihn um 1870 vorstellte

Der Name der Stadt ist indigenen Ursprungs und nimmt Bezug auf die Verengung des Sankt-Lorenz-Stroms, an der sie gegründet wurde. In der Sprache der Algonkin bedeutet er „dort, wo sich der Fluss verengt“. Die Algonkin sprechen den Namen in ihrer Sprache Kephek aus, die weiter östlich ansässigen Mi’kmaq Gepeg. Gemäß einer weniger verbreiteten Theorie soll kepek eine Aufforderung der nördlich dieser Gegend lebenden Innu gewesen sein, Samuel de Champlain möge von seinem Schiff heruntersteigen. Champlain selbst schlug 1618 vor, die Stadt zu Ehren des französischen Königs, Ludwigs XIII., Ludovica zu nennen. Eingaben, wonach nach der Gründung der Kanadischen Konföderation und der Schaffung der Provinz Québec im Jahr 1867 die Stadt in Stadacona umbenannt werden sollte, blieben erfolglos.
In älteren Dokumenten finden sich abweichende Schreibweisen: Quebecq (1601), Kébec (1609), Quebec (1613). Auch die Bezeichnung der Einwohner wurde oft unterschiedlich geschrieben: Kébécois (1935), Québeccois (1835), Quebecois (1754), Québécois (1775), Québecquois (1825), Québécuois (1910), Quebequois (1754) und gelegentlich Stadaconien. Die Graphie von 1775 ist heute verbindlich.
Im Französischen wird zwischen der Stadt Québec und der Provinz Québec unterschieden, indem dem Provinznamen – wie bei Länder- und Regionennamen üblich – der bestimmte Artikel vorangestellt wird: le Québec.

### Frühgeschichte und Entdeckung
Die ältesten Spuren menschlicher Besiedlung finden sich im Bereich der Place Royale in der Unterstadt. Dort entdeckte Steinwerkzeuge sind rund 5000 Jahre alt und stammen aus der archaischen Periode und der frühen Woodland-Periode. Die Fertigung der Werkzeuge durch ortsansässige Jäger, Sammler und Fischer erfolgte aus vor Ort verfügbaren Gesteinsarten. Ebenfalls in der archaischen Periode, vor rund 4000 Jahren, siedelten Menschen am Ostufer des Lac Saint-Charles.
Unter der Place Royale fand man Keramik aus der Woodland-Periode, die vor etwa 2400 bis 450 Jahren entstanden war. Um 500 n. Chr. begannen die Regionen um Québec und Montreal verschiedene Keramikstile zu entwickeln, was als Hinweis auf Gruppen oder Stämme mit verschiedenen Identitäten gilt. In eine ähnliche Richtung, nämlich der ethnischen Differenzierung und der zunehmenden Landwirtschaft, deuten Funde von Pfeifenköpfen (und damit die Produktion von Tabak) hin. Diese Pfeifenköpfe waren vor 700 noch selten, später aber häufig und weit verbreitet. Der nordöstliche Teil der späteren Oberstadt dürfte von der Mitte des 14. bis zur Mitte des 16. Jahrhunderts besiedelt gewesen sein.

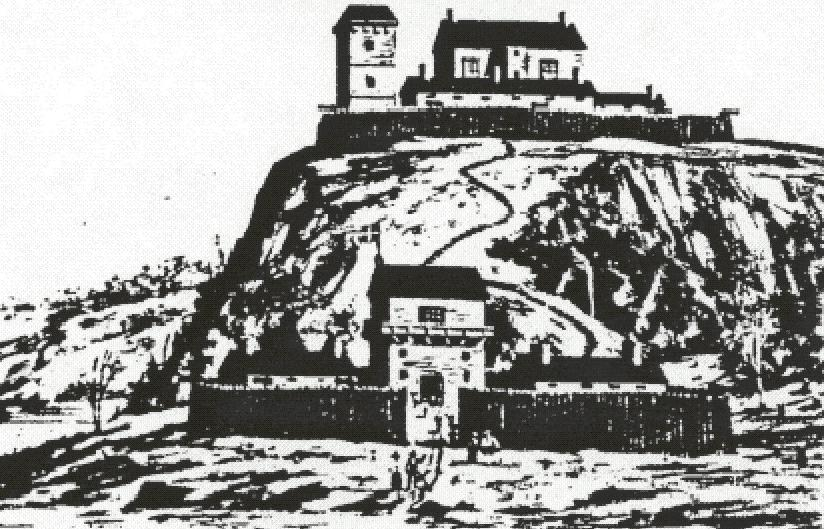
Skizze von Charlesbourg-Royal aus dem Jahr 1542

Der französische Seefahrer Jacques Cartier erhielt 1534 von König Franz I. den Auftrag, eine Nordwestpassage nach Asien zu suchen. Seine erste Expedition führte ihn bis zur Insel Anticosti, er stieß aber noch nicht weiter in den Sankt-Lorenz-Ästuar vor. Mit einer zweiten Expedition fuhr er 1535 den Strom hinauf, erreichte am 7. September das heutige Stadtgebiet und entdeckte am Unterlauf der Rivière Saint-Charles das Dorf Stadacona, eine rund 500 Einwohner zählende Siedlung der Sankt-Lorenz-Irokesen. Nach einer Erkundungsfahrt stromaufwärts zur Île de Montréal überwinterte Cartier in Stadacona. Als er im Mai 1535 nach Europa aufbrach, ließ er den irokesischen Häuptling Donnacona nach Frankreich entführen, wo dieser vier Jahre später starb.
1541 beauftragte der König Jean-François de La Rocque de Roberval mit dem Aufbau einer Kolonie. La Roque übertrug Cartier die Ausführung des Plans. Dessen dritte Expedition sollte nicht nur eine dauerhafte französische Präsenz in der Neuen Welt schaffen, sondern auch das sagenumwobene Königreich Saguenay finden. Etwa 350 Kolonisten trafen im August 1541 in Stadacona ein. Aufgrund von Feindseligkeiten fuhren sie einige Kilometer stromaufwärts und gründeten am Cap Rouge die Siedlung Charlesbourg-Royal. Überfälle der Sankt-Lorenz-Irokesen, ein strenger Winter und Skorbut machten den Kolonisten zu schaffen. Im Juni 1542 kehrten sie desillusioniert nach Frankreich zurück. Eine zweite Gruppe mit 200 Siedlern unter La Roques Kommando war zwei Monate zuvor nach Charlesbourg-Royal aufgebrochen und traf dort im Juli ein. Die Probleme hielten unvermindert an, weshalb die Siedlung im Frühjahr 1543 endgültig aufgegeben wurde.

### Französische Kolonialzeit

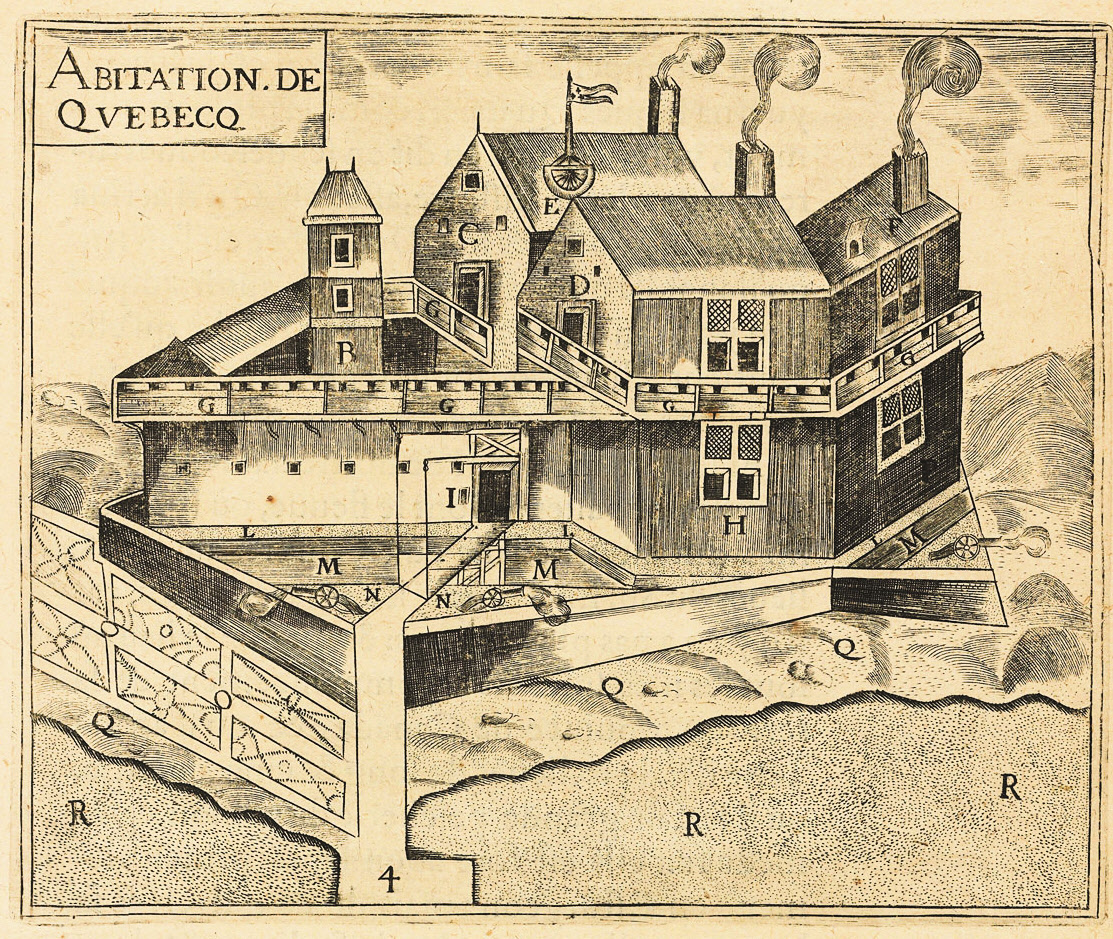
Habitation de Québec, gezeichnet von Samuel de Champlain (1608)

Samuel de Champlain unternahm 1603 eine Erkundungsfahrt, die Cartiers Spuren folgte. Das Dorf Stadacona war nicht mehr auffindbar und die Sankt-Lorenz-Irokesen waren spurlos verschwunden. Abgesehen von nomadisierenden Algonkin und Innu war das Sankt-Lorenz-Tiefland weitgehend unbewohnt. Für das Verschwinden der ursprünglichen Bevölkerung werden Konflikte mit benachbarten Irokesenstämmen, Auswirkungen der von Europäern, etwa baskischen Fischern, eingeschleppten Epidemien oder eine Wanderungsbewegung in Richtung der Großen Seen verantwortlich gemacht. Ersteres galt als am wahrscheinlichsten, doch bleiben die dahinter steckenden Prozesse weiterhin unklar. Archäologisch feststellbar sind sieben unterscheidbare Gruppen entlang des Sankt-Lorenz-Stroms. Dabei war die Gruppe um Québec im Fernhandel tätig, der sie in den Besitz von Produkten der Jäger von Belugawalen und Robben an der Atlantikküste brachte. Außerdem unterschieden sich die Québecer Irokesen von den übrigen dadurch, dass sie keine sesshafte Gartenbaukultur ausbildeten, sondern in saisonalen Wanderungen das Ästuar nutzten. Dabei entwickelten sie eine gemeinsame Lebensweise mit Algonkin-Gruppen.
Ebenfalls 1603 erhielt Pierre Dugua de Mons von König Henri IV. das Handelsmonopol in Neufrankreich zugesprochen, wobei insbesondere der Pelzhandel großen Profit versprach. Er verlor 1607 sein Monopol aufgrund von Beschwerden konkurrierender Händler, erlangte es aber ein Jahr später wieder, nachdem er zugesichert hatte, einen Handelsposten am Sankt-Lorenz-Strom aufzubauen. Gründungsdatum der Stadt Québec ist der 3. Juli 1608, als Champlain in De Monts’ Auftrag am Cap Diamant landete und Handwerker und Arbeiter an der heutigen Place Royale die Habitation de Québec zu errichten begannen. Diese „Behausung“ diente als Wohnstätte, Fort und Handelsposten. Nur acht von 28 Expeditionsteilnehmern, darunter Champlain, überlebten den ersten Winter. Allmählich stabilisierte sich die Lage und es setzte ein kleiner Zustrom von Kolonisten ein. 1620 entstand mit dem Château Saint-Louis das erste Gebäude auf dem Hochplateau.
1627 wurde unter dem Vorsitz von Kardinal Richelieu die Compagnie de la Nouvelle France gegründet, eine staatlich privilegierte Handelsgesellschaft mit zeitlich unbegrenztem Pelzhandelsmonopol. Noch bevor ihre Teilhaber beginnen konnten, vertragsgemäß 4000 Siedler nach Neufrankreich zu bringen, waren Frankreich und England im Rahmen des Dreißigjährigen Krieges gegeneinander in den Krieg getreten. Eine Expedition des Abenteurers David Kirke nahm Québec am 19. Juli 1629 ein. Mit Ausnahme der Familie des ersten Siedlers Louis Hébert verließen die französischen Einwohner die Siedlung, ihre Anzahl hatte 1627 nur 85 Personen, ausschließlich Männer, betragen. Die Eroberung war drei Monate nach der Unterzeichnung eines Friedensabkommens geschehen, weshalb Frankreich auf einer Rückgabe beharrte. Diese wurde 1632 im Vertrag von Saint-Germain-en-Laye vereinbart. Der Katholizismus übte früh großen Einfluss auf die Gesellschaft aus. 1615 kamen die ersten franziskanischen Missionare nach Québec; 1625 folgten Jesuiten, 1639 Ursulinen und Augustinerinnen. Während sich gesellschaftliche Elite und religiöse Gemeinschaften in der Oberstadt niederließen, bevölkerten Händler, Seeleute und Handwerker die Unterstadt.

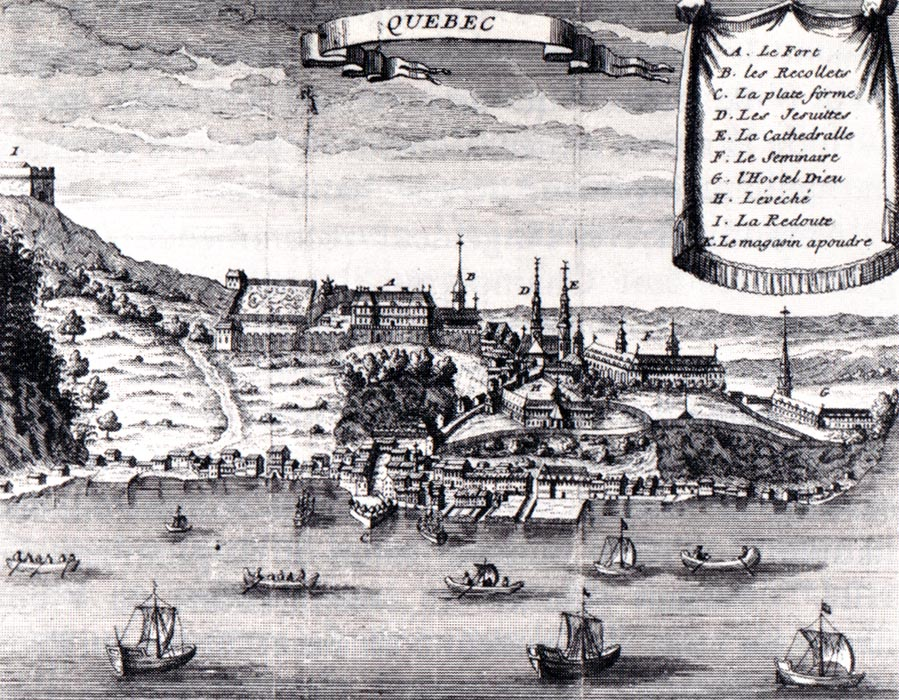
Québec im Jahr 1700

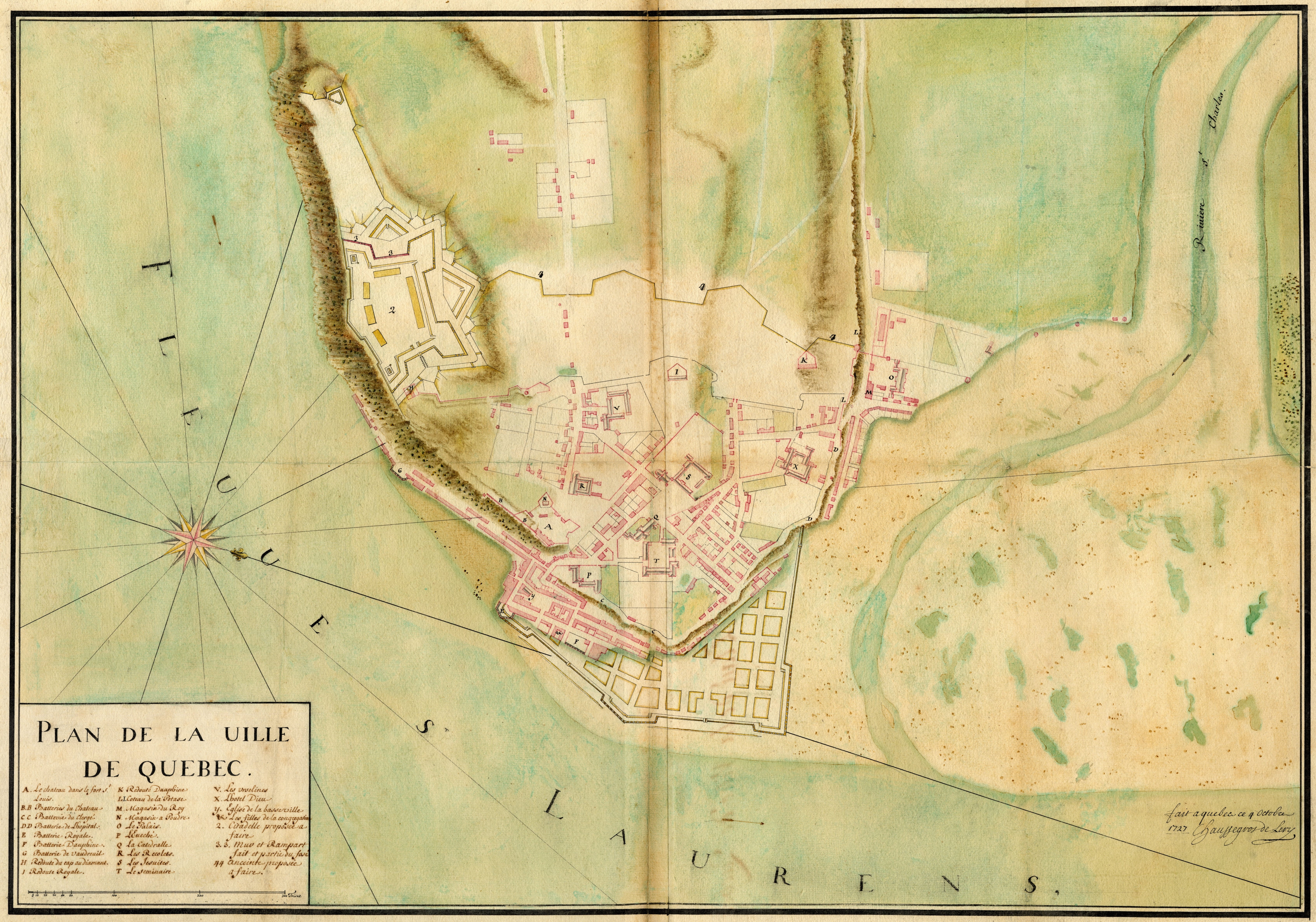
Stadtplan (1727)

Die Compagnie hatte nur mäßigen Erfolg bei der wirtschaftlichen Entwicklung und der Kolonialisierung Neufrankreichs vorzuweisen, darüber hinaus war das Territorium militärisch schlecht abgesichert. König Louis XIV. erklärte die Kolonie 1663 zur Provinz und unterstellte sie direkt der Krone. Er bestimmte Québec zur Hauptstadt und stellte die Verwaltung um. Die Stadt zählte damals nur etwas mehr als 500 Einwohner (davon fast ein Viertel Geistliche), außerdem herrschte ein großes Ungleichgewicht zwischen den Geschlechtern. Um das Bevölkerungswachstum anzukurbeln, finanzierte der König jungen, ledigen Frauen aus ärmlichen Verhältnissen die Überfahrt und die Mitgift. Zwischen 1663 und 1673 gelangten auf diese Weise rund 800 „Töchter des Königs“ (filles du Roi) nach Québec. 1665 entsandte der König 1200 Mann des Carignan-Salières-Regiments, um in den Biberkriegen die Bedrohung durch Überfälle der Irokesen zu eliminieren. Nach Abschluss der Kampagne ließen sich über ein Drittel der Soldaten hier nieder. Die Einwanderer stammten überwiegend aus dem Norden und Westen Frankreichs, genauer aus den Provinzen Normandie, Île-de-France, Aunis, Poitou, Perche und Saintonge.
Der Handel war von Gesetzes wegen auf Frankreich und andere französische Kolonien beschränkt. Neufrankreich wies daher eine konstant negative Handelsbilanz auf. Dies hatte jahrzehntelang einen chronischen Bargeldmangel zur Folge, sodass ab 1685 zeitweise Spielkarten als Ersatzwährung im Umlauf waren. 1688 brach der King William’s War aus, in welchem die Franzosen und die Wabanaki-Konföderation gegen Engländer und Irokesen kämpften. Als Reaktion auf Übergriffe in Neuengland segelte im Herbst 1690 eine englische Flotte unter dem Kommando von William Phips nach Québec, um die Stadt einzunehmen. Nachdem Gouverneur Louis de Buade de Frontenac am 16. Oktober die Kapitulationsaufforderung zurückgewiesen hatte, gelang es französischen Truppen und Milizen, die Engländer in der Schlacht von Québec nach acht Tagen in die Flucht zu schlagen. Im nächsten der „Franzosen- und Indianerkriege“, dem Queen Anne’s War, versuchte erneut eine Flotte, die Stadt zu erobern. Die britische Québec-Expedition endete am 22. August 1711 in einer Katastrophe, als acht Schiffe im Sankt-Lorenz-Strom kenterten; dabei kamen 890 Soldaten und Matrosen ums Leben. Ab 1693 entstand um die Stadt ein System von Mauern und Wällen, 1721 entschied sich die Regierung aber gegen den Ausbau der teilweise isolierten Befestigungswerke zu einer eigentlichen Festungsstadt. Die Zerstörung von Louisbourg während des King George’s War löste 1745 große Beunruhigung unter der Bevölkerung aus. Umgehend ordnete der Gouverneur die Vervollständigung der Festungsanlagen an. Der 1737 fertiggestellte Chemin du Roy ermöglichte einen intensiveren Warenaustausch mit Montreal, da der im Winter zufrierende Sankt-Lorenz-Strom kein Hindernis mehr darstellte.

### Britische Herrschaft

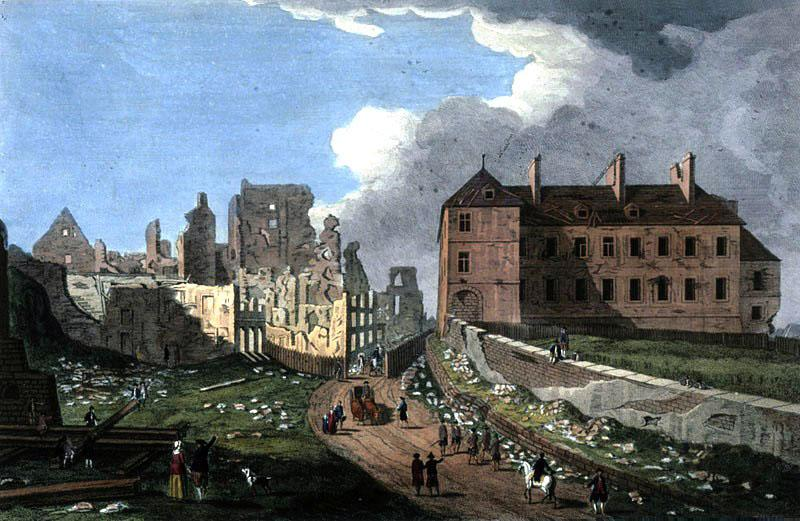
Ruinen neben dem Bischofspalast nach der Eroberung (1759)

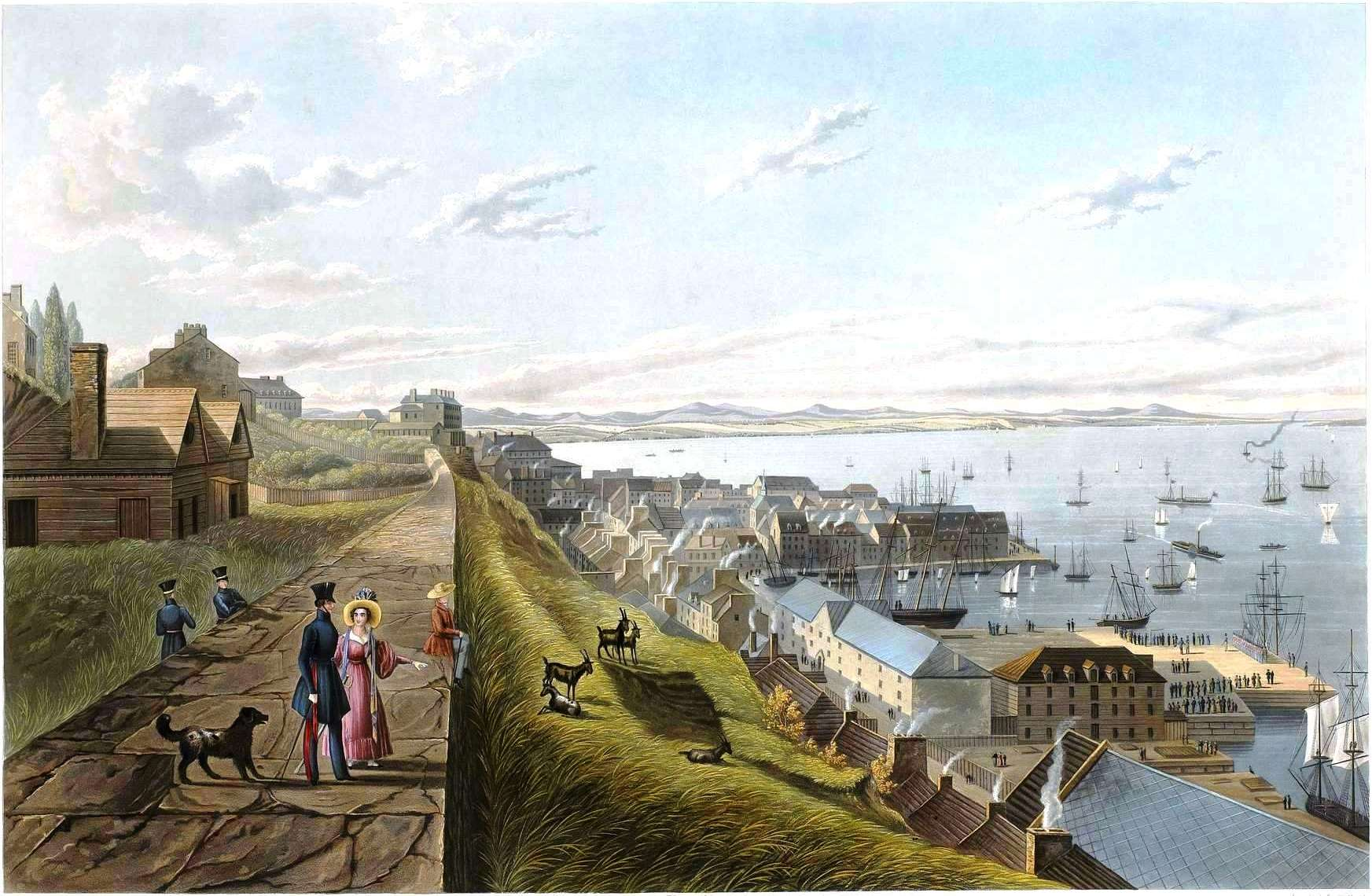
Spaziergänger in der Oberstadt blicken auf den Hafen (1833)

Fünf Jahre nach Ausbruch des Siebenjährigen Krieges in Nordamerika segelte im Juni 1759 eine britische Streitmacht mit 168 Schiffen den Sankt-Lorenz-Strom hinauf. Die Belagerung von Québec begann am 26. Juni und dauerte über zweieinhalb Monate. Einen ersten Erstürmungsversuch schlugen die Franzosen am 31. Juli in der Schlacht von Beauport zurück. Die entscheidende Schlacht auf der Abraham-Ebene am 13. September endete mit einem britischen Sieg und ermöglichte das Schließen des Belagerungsrings, worauf sich die französische Garnison fünf Tage später ergab. Beide Oberbefehlshaber, James Wolfe und Louis-Joseph de Montcalm, überlebten die Schlacht nicht. Sieben Monate später versuchten französische Truppen von Montreal aus, Québec zurückzuerobern. Zwar siegten sie am 28. April 1760 in der Schlacht bei Sainte-Foy, doch konnten sie die Stadt nicht einnehmen. Sie zogen sich nach Montreal zurück, wo sie sich schließlich der britischen Übermacht beugen mussten. Mit dem Pariser Frieden 1763 ging Neufrankreich endgültig in britischen Besitz über. Québec wurde zur Hauptstadt der neuen britischen Provinz Québec und zum wichtigsten Verwaltungszentrum von Britisch-Nordamerika.
Trotz starker Zerstörungen durch den Artilleriebeschuss erholte sich die Stadt rasch von den Kriegsfolgen. Aus Furcht vor Aufständen und einer Rückeroberung durch Frankreich setzten die Briten die Befestigungsanlagen wieder instand. Aus finanziellen Gründen verzichteten sie zunächst auf einen Ausbau. Der 1774 in Kraft getretene Quebec Act garantierte die Religionsfreiheit und stellte das französische Privatrecht wieder her. Auf diese Weise sicherten sich die Briten die Loyalität der Großgrundbesitzer und des Klerus. Dieses Gesetz war eines der Intolerable Acts („unerträglichen Gesetze“), das die Unruhe in den südlich gelegenen Dreizehn Kolonien verstärkte und dort im folgenden Jahr zum Ausbruch des Amerikanischen Unabhängigkeitskrieges beitrug. In den ersten Monaten des Konflikts versuchte die Kontinentalarmee, mit einem Vorstoß nach Norden die Briten aus der Provinz Québec zu vertreiben und die Frankokanadier für die Revolution zu gewinnen. Bei der Schlacht von Québec am 31. Dezember 1775 drangen amerikanische Truppen unter Richard Montgomery und Benedict Arnold in die Unterstadt ein, wurden aber zurückgeschlagen. Die anschließende Belagerung brachen sie im Mai 1776 ergebnislos ab.

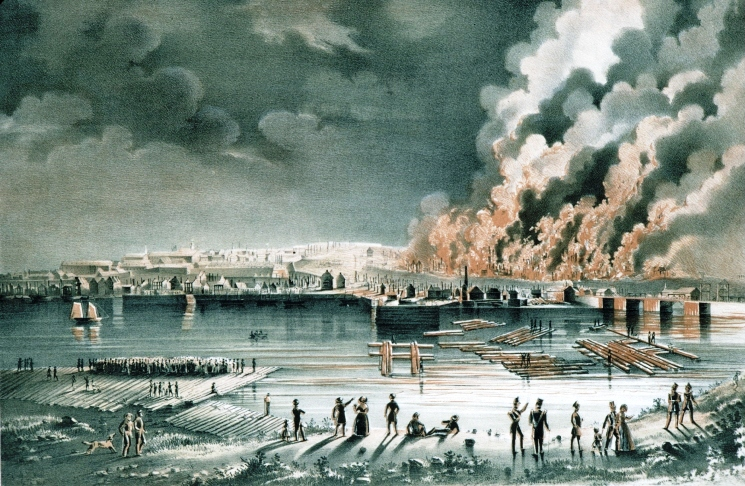
Großbrand in der Faubourg Saint-Roch (28. Juni 1845)

Auch nach der britischen Eroberung blieb Québec eine wichtige Handelsstadt, allerdings verließen viele französische Großhändler die Stadt. An ihre Stelle traten zunehmend Briten, die von einem weitaus größeren Handelsnetz profitierten. Sie übernahmen die Kontrolle über Pelzhandel, Fischfang, Schiffbau und Truppenversorgung, während die Frankokanadier in den Zwischen- und Detailhandel abgedrängt wurden. Die Holzwirtschaft spielte anfänglich eine geringe Rolle, da Großbritannien seinen Holzbedarf durch Importe aus der Ostseeregion deckte. 1806 änderte sich die Situation schlagartig, als Napoleon Bonaparte die Kontinentalsperre verhängte. Es setzte ein jahrzehntelanger Boom ein, der dank vorteilhafter Zolltarife auch nach dem Ende der Koalitionskriege unvermindert anhielt. Der größte Teil des von Québec aus exportierten Holzes stammte aus der Region Outaouais und wurde von Flößern hierher transportiert. Eine Zeitlang war Québec hinter New York und New Orleans der drittgrößte Hafen Nordamerikas. Der Holzexport stimulierte auch den Schiffbau: Auf dem Höhepunkt um 1860 waren 28 Werften in Betrieb, die Segelschiffe aller Art bauten. Hinzu kamen zahlreiche Zulieferer wie Segelmacher oder Seiler.

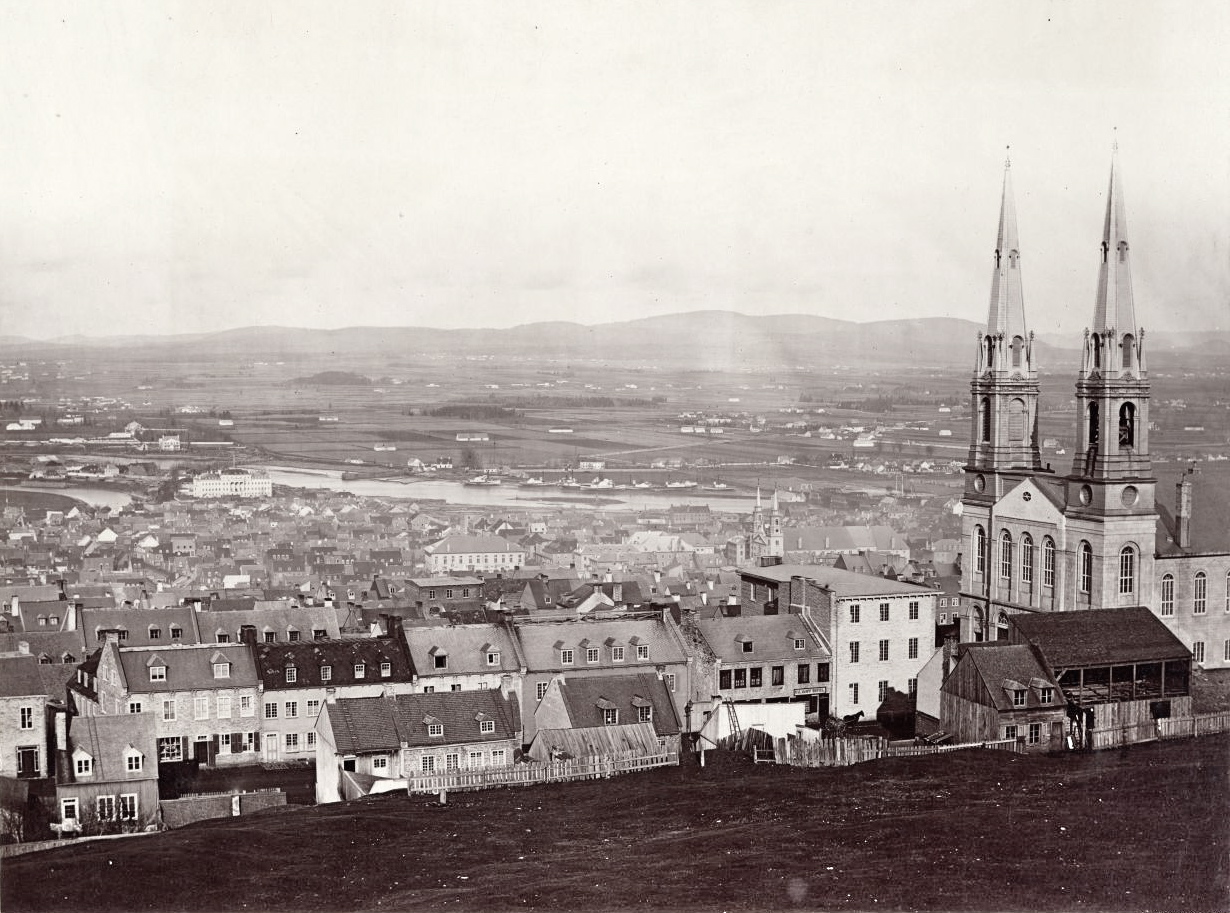
Blick von der Oberstadt ins Tal des Rivière Saint-Charles (1858)

Zwischen 1786 und 1812 waren die Festungsanlagen nochmals verstärkt worden, u. a. mit vier Martello-Türmen. Als letztes und zugleich bedeutendstes Element entstand zwischen 1820 und 1832 die Zitadelle von Québec. Nach ihrer Fertigstellung beanspruchte das Militär rund ein Viertel der Stadtfläche für sich, die Garnison war zwischen 1000 und 1500 Mann stark. Mitte des 19. Jahrhunderts wurden die Anlagen als störend für die Expansion der Stadt empfunden, zumal sie mittlerweile als technisch überholt galten. Im Zeitalter der Romantik war es aber gerade die mittelalterlich anmutende, in die umliegenden Naturschönheiten eingebettete Stadtanlage, die ab den 1820er Jahren zahlreiche Reisende aus Europa und den USA anlockte. 1842 beschrieb Charles Dickens Québec in seinen Aufzeichnungen aus Amerika als „das Gibraltar Amerikas“. Im Kontrast dazu standen die Entbehrungen der Einwohner. Die zahlreichen durchreisenden Immigranten schleppten wiederholt Epidemien ein, allein im Jahr 1832 starben 3292 Menschen an Cholera. Ungenügende Bauvorschriften in den Vorstädten begünstigten Großbrände: Am 28. Mai 1845 wurden in der Faubourg Saint-Roch rund 1600 Häuser zerstört, einen Monat später in der Faubourg Saint-Jean weitere 1300; mehr als 20.000 Menschen waren vorübergehend obdachlos.
Während der französischen Kolonialzeit hatte es keine eigenständige Stadtverwaltung gegeben, die Administration erfolgte direkt durch die Kolonialbehörden. Nach der Eroberung stand die Stadt zunächst fünf Jahre lang unter militärischer Verwaltung. Ab 1764 waren vom Gouverneur ernannte Friedensrichter für die städtischen Belange zuständig. Zwar konnten sie mit der Zeit ihre Kompetenzen erweitern, doch war diese einfache Verwaltungsstruktur für die rasch wachsende Stadt bald unzureichend und es gab häufig Beschwerden. Schließlich erhielt Québec 1833 eine Charta (Gemeindeordnung) und einen gewählten Bürgermeister. Der Gouverneur hob die Charta drei Jahre später vorübergehend auf und setzte sie 1840 wieder in Kraft. Ab 1791 war Québec die Hauptstadt der britischen Kolonie Niederkanada. In der 1841 gegründeten Provinz Kanada wechselten die Hauptstädte mehrmals; Québec hatte diesen Status von 1852 bis 1856 sowie von 1859 bis 1866 inne.

### Kanadische Provinzhauptstadt

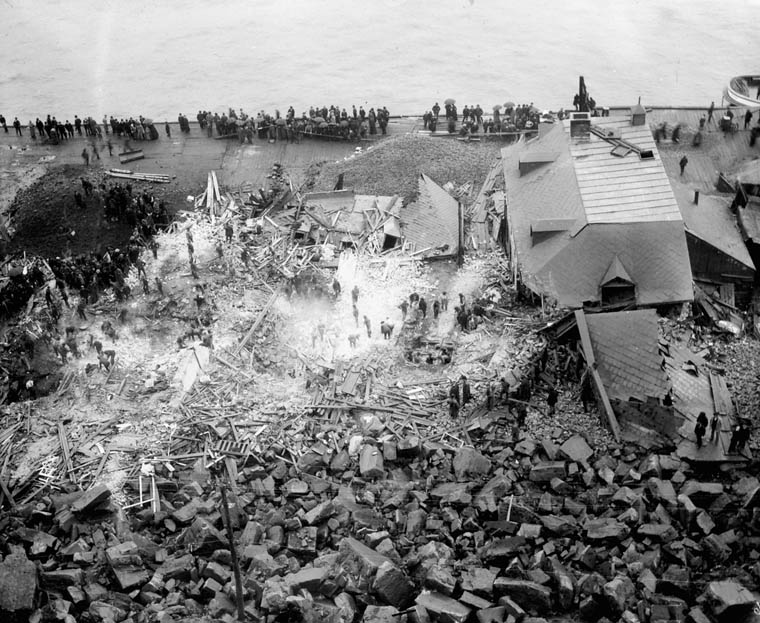
Bergsturz in der Unterstadt, 1889

Im Oktober 1864 fand die Québec-Konferenz statt, an der Delegierte mehrerer Kolonien über die Zukunft Britisch-Nordamerikas verhandelten. Dabei kamen sie überein, die Kanadische Konföderation zu gründen. Ab 1. Juli 1867 war Québec Hauptstadt der gleichnamigen Provinz innerhalb des neuen kanadischen Bundesstaates. Die Parlamente Niederkanadas und der Provinz Kanada hatten einst im ehemaligen Bischofspalast getagt, bis dieser 1854 abbrannte. Das als Ersatz entstandene Gebäude genügte den Ansprüchen nicht, da es gleichzeitig als Postamt genutzt wurde. Daher entstand zwischen 1877 und 1886 das repräsentative Hôtel du Parlement. Ein weiteres wichtiges Ereignis war 1871 der Abzug der britischen Garnison. Zuvor waren mehrere Stadttore abgerissen worden, um den Verkehrsfluss zu verbessern. Ein Komitee um Generalgouverneur Lord Dufferin setzte sich erfolgreich für den Erhalt der historisch bedeutsamen Stadtmauern und den Wiederaufbau von zwei Toren ein. Der letzte bedeutende Großbrand ereignete sich 1889 in der Faubourg Saint-Sauveur und zerstörte rund 500 Häuser. Im selben Jahr stürzten Felsbrocken vom Cap Diamant auf die Unterstadt; der Bergsturz von Québec forderte 45 Todesopfer.
Gegenüber Montreal, das sich zur Wirtschaftsmetropole Kanadas entwickelte, geriet Québec ab Mitte des 19. Jahrhunderts rasch ins Hintertreffen. Für die jahrzehntelange Stagnation gab es vielfältige Gründe. Der Export von unverarbeitetem Rohholz ging zugunsten von andernorts produziertem Schnittholz zurück. Die Handelsströme verlagerten sich zunehmend in Richtung USA und Westkanada, was Montreal und Toronto begünstigte. Der technologische Fortschritt ließ die örtliche Schiffbauindustrie in den 1870er Jahren komplett einbrechen: Hölzerne Segelschiffe waren nicht mehr gefragt und wurden von Schiffen mit metallenen Rümpfen verdrängt. Auch der Hafen war nicht mehr konkurrenzfähig, da das Ausbaggern einer Fahrrinne im Sankt-Lorenz-Strom es hochseetauglichen Schiffen erlaubte, an Québec vorbei bis nach Montreal zu fahren. Der Anschluss ans Eisenbahnnetz ließ lange auf sich warten. Die 1855 eröffnete Grand Trunk Railway führte am Südufer entlang, sodass Güter und Passagiere umständlich mit Fähren von und nach Lévis übergesetzt werden mussten. Erst am 11. Februar 1879 wurde eine Strecke dem Nordufer des Sankt-Lorenz-Stroms entlang nach Québec eröffnet. Die Stadt musste sich damit begnügen, sich zu einem Regionalzentrum für den Osten der Provinz zu entwickeln.

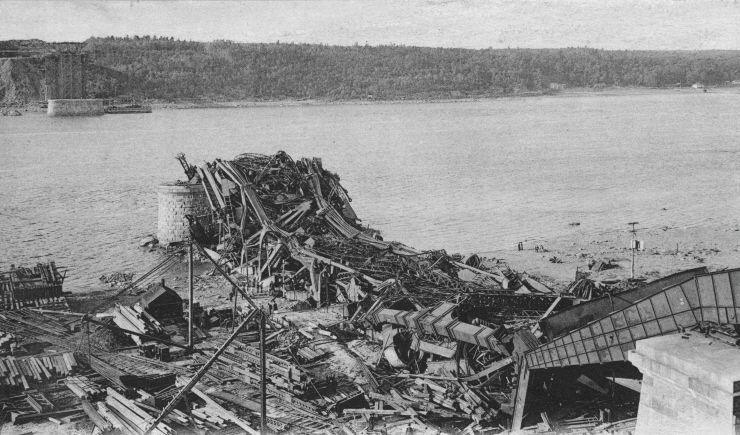
Einsturz der Québec-Brücke, 1907

Um die Wende zum 20. Jahrhundert setzte der Aufschwung wieder ein. Begünstigt wurde diese Entwicklung einerseits durch mehrere Eingemeindungen, wodurch die Stadt Platz zur Expansion hatte. Andererseits hatten sich neue Industriezweige mit Tausenden von Arbeitsplätzen angesiedelt. Dazu gehörten die Schuhindustrie, die Textil- und Bekleidungsindustrie, die Tabakindustrie, die Papierindustrie, Brauereien und die Herstellung von Munition. Größter Arbeitgeber war der Unterwäschehersteller Dominion Corset mit über 1000 Angestellten. Das Eisenbahnnetz war auf das nördliche Hinterland ausgerichtet, eine direkte Verbindung zu den Absatzmärkten in den USA fehlte weiterhin. 1903 begann der Bau der Québec-Brücke über den Sankt-Lorenz-Strom. Das von der Bundesregierung finanzierte Projekt stand unter einem schlechten Stern. Aufgrund schwerwiegender Planungsfehler stürzte die fast fertiggestellte Brücke 1907 vollständig ein, wobei 76 Arbeiter ums Leben kamen. Ein Montagefehler führte 1916 zum Einsturz der Mittelsektion und forderte 13 Todesopfer. Erst 1919 konnte die Brücke für den Schienenverkehr freigegeben werden, zehn Jahre später auch für den Straßenverkehr.

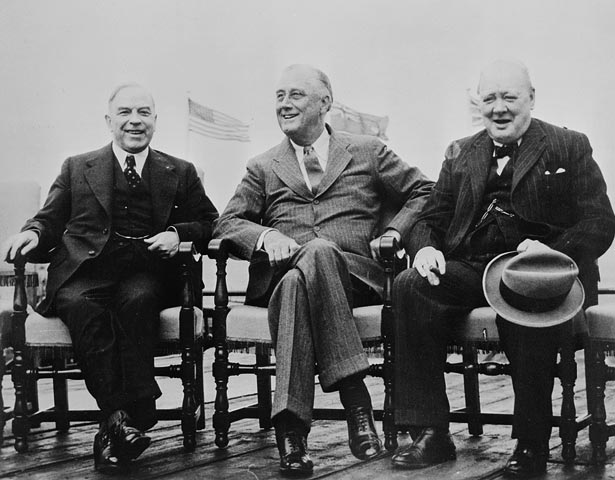
Quadrant-Konferenz 1943; v. l. n. r.: William Lyon Mackenzie King, Franklin D. Roosevelt, Winston Churchill

Ein neues Wahrzeichen Québecs war das Château Frontenac. Dieses 1893 eröffnete Eisenbahnhotel der Canadian Pacific Railway trug entscheidend dazu bei, dass sich die Stadt zu einer bedeutenden Tourismusdestination entwickelte. Kurz nach Ausbruch des Ersten Weltkriegs wurde im September 1914 nahe der Stadt die Militärbasis Valcartier für 25.000 Rekruten eingerichtet. Bei einer Demonstration gegen die bei Frankophonen umstrittene Einführung der Wehrpflicht starben am 1. April 1918 vier Menschen, als Soldaten in die Menge schossen. Allein in der Stadt Québec starben nach Kriegsende 500 Menschen an der spanischen Grippe. Die Stadtverwaltung gab sich in den 1920er Jahren betont progressiv und ließ zahlreiche Gebäude abreißen, um Platz für breitere Straßen und moderne Neubauten zu schaffen. Besonders augenfällig war dieses Vorgehen, als das Papierunternehmen Price Brothers zwischen 1929 und 1931 mitten in der Altstadt ihren Hauptsitz errichten durfte, das Édifice Price. Gegen die Gefährdung des architektonischen Erbes regte sich politischer Widerstand, der allmählich einen Sinneswandel herbeiführte.
Die 1929 einsetzende Weltwirtschaftskrise traf die Industrie hart, die Stadtverwaltung reagierte mit Arbeitsbeschaffungsmaßnahmen auf die stark ansteigende Arbeitslosigkeit. Erst zu Beginn des Zweiten Weltkriegs entspannte sich die Lage, als die Rüstungsproduktion einen sprunghaften Anstieg der Beschäftigung bewirkte. Im August 1943 fand in Québec die Quadrant-Konferenz statt. William Lyon Mackenzie King und Winston Churchill, die Premierminister Großbritanniens und Kanadas, sowie US-Präsident Franklin D. Roosevelt berieten über die Kapitulation Italiens und die Planungen für die Operation Overlord. Im September 1944 trafen sie sich zur Zweiten Québec-Konferenz. Im Oktober 1945 wurde in Québec die FAO gegründet. Der Bürgermeister hatte daraufhin die Idee, seine Stadt solle sich um den Hauptsitz der Vereinten Nationen bewerben – ein letztlich erfolgloses Unterfangen.

### Entwicklung zur modernen Metropole
In den Jahrzehnten nach dem Zweiten Weltkrieg erlebte die Hauptstadtregion einen rasanten Aufschwung, verursacht durch den Babyboom und durch einen letzten Industrialisierungsschub. Die Kernstadt wuchs aufgrund mangelnder Expansionsmöglichkeiten nur noch langsam und wies ab den 1970er Jahren sogar sinkende Einwohnerzahlen auf, während die bisher ländlich geprägten Vorortsgemeinden eine rasche Suburbanisierung erlebten. Die markante Ausweitung der Siedlungsfläche innerhalb weniger Jahre zog eine hohe Automobilisierungsrate mit sich. Zwischen 1960 und 1976 entstand ein dichtes Netz von Stadtautobahnen. Ende der 1960er Jahre gingen Stadtplaner davon aus, dass die Agglomeration Québec zur Jahrtausendwende eine Million Einwohner zählen würde und dass zur Bewältigung des zusätzlichen Verkehrsaufkommens ein Autobahntunnel unter der Altstadt hindurch unerlässlich sei. Nachdem knapp hundert Meter gebohrt worden waren, wurde das Projekt 1976 aus finanziellen Gründen gestoppt. Drei Jahrzehnte lang standen am Nordhang der Colline de Québec ungenutzte Zufahrtsrampen, bis man sie 2007 abriss. Die Université Laval zog von der Innenstadt auf einen weitläufigen Campus im Vorort Sainte-Foy. Der Detailhandel verlagerte sich zunehmend in große Einkaufszentren.
Während der Stillen Revolution der 1960er Jahre vollzog sich ein grundlegender gesellschaftlicher Wandel. Die Quebecer Provinzregierung säkularisierte das Bildungs- und Gesundheitswesen, das bisher von der römisch-katholischen Kirche kontrolliert worden war. Darüber hinaus wurden mehrere Wirtschaftszweige verstaatlicht. Die zahlreichen neuen Aufgabenbereiche des Staates führten zu einer markanten Vergrößerung des Beamtenapparats. Da es an geeigneten Räumlichkeiten mangelte, entstand ein neues repräsentatives Regierungsviertel. Aufgrund seiner exponierten Lage nahe dem höchsten Punkt der Colline de Québec symbolisierte es das neue Selbstverständnis des Staates. Die Deindustrialisierung sowie Sparmaßnahmen der Regierung, die ab den 1980er Jahren das Wachstum der öffentlichen Verwaltung stoppten, erforderten eine Neuausrichtung hin zur wissensbasierten Wirtschaft. Im April 2001 war Québec Schauplatz des dritten Amerika-Gipfels, dessen Hauptthema eine geplante Amerikanische Freihandelszone war. Über 20.000 Globalisierungskritiker protestierten tagelang gegen den Gipfel und versuchten, den über drei Kilometer langen Sicherheitszaun um den Tagungsort in der Altstadt zu durchbrechen. In einem Untersuchungsbericht wurde die Polizei zwei Jahre später beschuldigt, sie sei mit übertriebener Gewalt gegen die Demonstranten vorgegangen.

### Eingemeindungen
Bis Ende des 19. Jahrhunderts beschränkte sich das Stadtgebiet auf die Altstadt und unmittelbar angrenzende Vorstädte. Als erste Gemeinde wurde 1889 Saint-Sauveur eingemeindet. Es folgten Saint-Malo (1908), Limoilou (1909) und Montcalm (1913). Damit umfasste Québec ein Gebiet, das ungefähr dem heutigen zentralen Stadtbezirk La Cité-Limoilou entspricht. Bis zur nächsten Erweiterung dauerte es mehr als fünf Jahrzehnte. 1970 erfolgte die Eingemeindung von Duberger und Les Saules. 1971 kam Neufchâtel hinzu, 1973 Charlesbourg-Ouest. Diese Gemeinden entsprechen ungefähr dem Stadtbezirk Les Rivières.
2001 beschloss die von der Parti Québécois geführte Provinzregierung zahlreiche Gemeindefusionen; beispielsweise sollte die Provinzhauptstadt mit zwölf Vorortsgemeinden zusammengeschlossen werden. Trotz starken politischen Widerstands ordnete die Regierung per 1. Januar 2002 die Fusion von Québec mit Beauport, Cap-Rouge, Charlesbourg, L’Ancienne-Lorette, Lac-Saint-Charles, Loretteville, Saint-Augustin-de-Desmaures, Saint-Émile, Sainte-Foy, Sillery, Val-Bélair und Vanier an. Bei den Provinzwahlen im April 2003 siegte die Parti libéral du Québec. Eines ihrer Wahlversprechen lautete, die Fusionen nachträglich einem Referendum zu unterstellen. Die neue Regierung legte aber schwierig zu erfüllende Bedingungen fest. Erstens mussten ein Zehntel aller registrierten Wähler eine Petition unterschreiben, um eine Abstimmung herbeizuführen. Zweitens mussten mindestens 35 % aller registrierten Wähler zustimmen (eine einfache Mehrheit reichte somit nicht für die Abspaltung). In allen ehemaligen Gemeinden fanden am 20. Juli 2004 Referenden statt. Sechs stimmten der Loslösung von Québec zu, doch nur L’Ancienne-Lorette und Saint-Augustin-de-Desmaures erreichten das notwendige Quorum. Diese Gemeinden wurden am 1. Januar 2006 neu gegründet, mussten aber einige ihrer früheren Kompetenzen an den Gemeindeverband abtreten.

## Bevölkerung

### Bevölkerungsentwicklung
Am Stichtag für den „Census 2021“ ermittelte Statistics Canada folgende Einwohnerzahlen: Die Stadt Québec zählte 549.459 Einwohner, die Agglomeration Québec (Stadt Québec mit L’Ancienne-Lorette, Notre-Dame-des-Anges und Saint-Augustin-de-Desmaures) 588.777 Einwohner und die Metropolregion Communauté métropolitaine de Québec 839.311 Einwohner. Somit ist Québec hinter Montreal die zweitbevölkerungsreichste Stadt der Provinz, in Kanada belegt sie den elften Platz.
Die nachfolgende Tabelle zeigt die Bevölkerungsentwicklung gemäß den kanadischen Volkszählungen, ergänzt durch Volkszählungen während der französischen und britischen Kolonialzeit. Unterschieden werden das heutige Stadtgebiet sowie das Stadtgebiet vor den Gemeindefusionen von 2002. Bis in die 1870er Jahre stieg die Einwohnerzahl kontinuierlich an, um dann für drei Jahrzehnte deutlich abzuflachen. Es folgte ein weiterer Schub bis Mitte des 20. Jahrhunderts, worauf sich das Wachstum zunehmend in die damals noch eigenständigen Vororte verlagerte. In der Kernstadt sank die Einwohnerzahl in den 1970er Jahren und stagnierte anschließend. Die Fusionen hatten schließlich eine Verdreifachung zur Folge.
| Jahr                     | 1681  | 1739  | 1805  | 1844   | 1871   | 1901   | 1931    | 1951    | 1961    | 1971    | 1981    | 1991    | 2001    | 2011    | 2016    | 2021    |
| historisches Stadtgebiet | 1.345 | 4.603 | 8.968 | 32.876 | 59.699 | 68.840 | 130.594 | 164.016 | 171.979 | 186.088 | 166.474 | 167.517 | 169.076 | –       | –       | –       |
| heutiges Stadtgebiet     | –     | –     | –     | –      | 76.593 | 88.615 | 168.249 | 245.742 | 321.917 | 408.440 | 434.980 | 461.894 | 476.330 | 516.622 | 531.902 | 549.459 |
| Quelle: 2016, 2021       |       |       |       |        |        |        |         |         |         |         |         |         |         |         |         |         |

### Sprachen
Die meistgesprochene Sprache der Stadt ist seit jeher Französisch, wobei überwiegend der Regiolekt des Quebecer Französisch gesprochen wird. Nach dem Ende der französischen Herrschaft gewann das Englische rasch an Einfluss: einerseits wegen der Bedeutung Québecs als Verwaltungszentrum von Britisch-Nordamerika, andererseits wegen der Rolle der Stadt als wichtigste Anlaufstelle für europäische Einwanderer, oftmals Briten. Bedeutende Einwanderungswellen von den Britischen Inseln (insbesondere Irland) setzten nach den Koalitionskriegen ein, 1861 war fast die Hälfte der Stadtbevölkerung englischsprachig. Ein Jahrzehnt später war dieser Anteil auf ein Drittel gesunken, da die Anglophonen in andere Teile Kanadas fortzuziehen begannen. Er verringerte sich weiter, als sich Montreal zur Wirtschaftsmetropole des Landes entwickelte. 1971 waren nur noch 6 % der Bevölkerung englischsprachig.
Bei der Volkszählung 2016 betrug der Anteil der Einwohner französischer Muttersprache 93,5 %, der Anteil des Englischen betrug noch 1,4 %. „Allophone“ waren 5,1 %, also Personen, deren Muttersprache keine der beiden kanadischen Amtssprachen ist. Wichtigste Sprachen der Einwanderer waren Spanisch (1,2 %) und Arabisch (0,9 %). Kenntnisse beider Amtssprachen hatten 40,2 % der Bevölkerung, ausschließlich Französisch sprachen 59,2 %. In linguistischer Hinsicht ist Québec somit weitaus homogener als Montreal, wo die frankophonen Muttersprachler etwas mehr als die Hälfte und die Allophonen ein Drittel der Bevölkerung stellen.

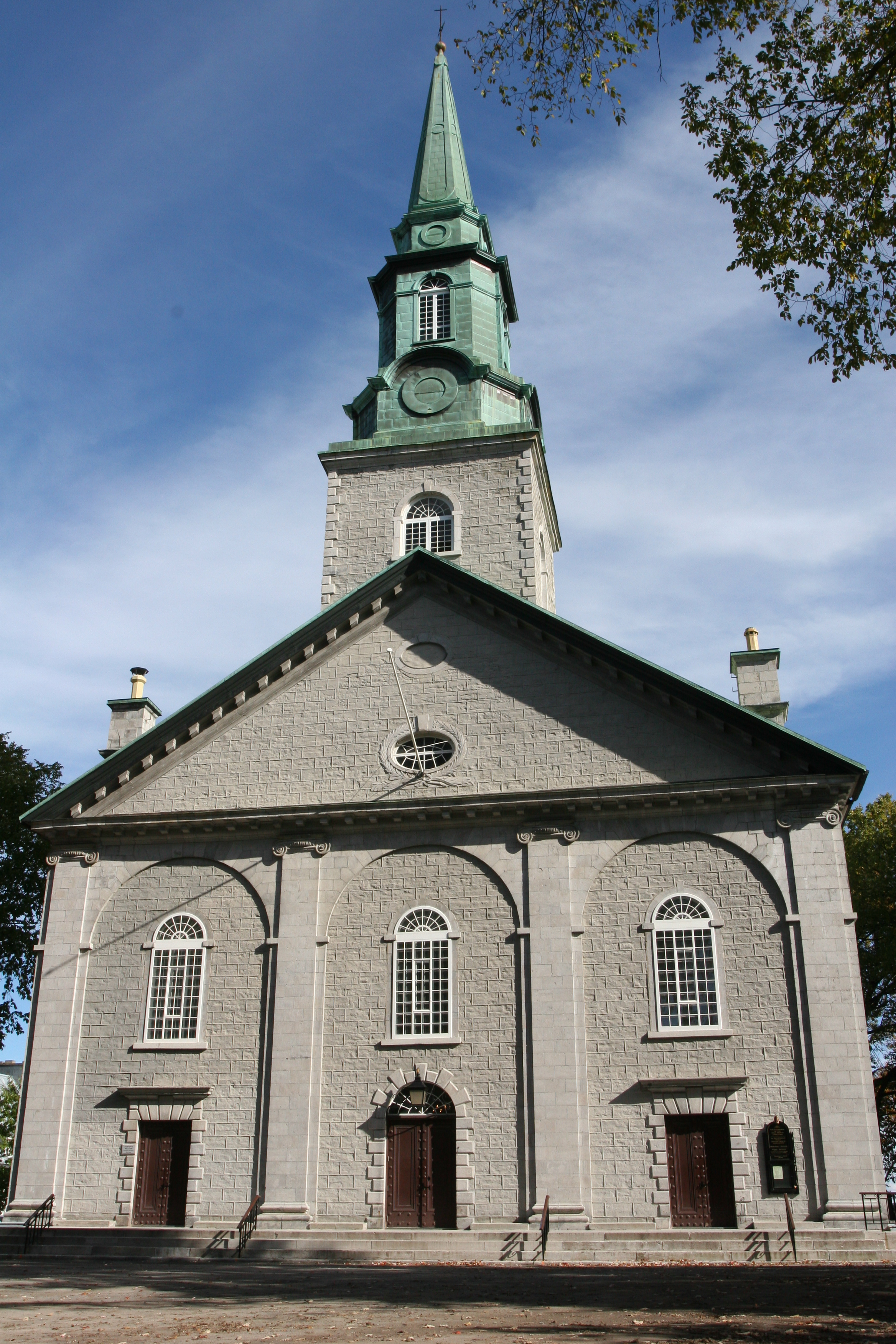
Die Kathedrale Holy Trinity der anglikanischen Kirche in Quebec. Sie ist eine nationale historische Stätte Kanadas (National Historic Site of Canada).

### Religionen
Der überwiegende Teil der Bevölkerung ist römisch-katholisch. Im Jahr 2001 gaben 89,0 % an, dieser Konfession anzugehören. 1,5 % waren protestantisch und 7,6 % konfessionslos. Der hohe Anteil täuscht darüber hinweg, dass die römisch-katholische Kirche seit der Stillen Revolution der 1960er Jahre markant an sozialem und politischem Einfluss verloren hat; darüber hinaus ist der Anteil der regelmäßigen Kirchgänger in der Provinz Québec zwischen 1960 und 2008 von 90 % auf 6 % geschrumpft und ist somit der tiefste in der westlichen Welt.
Das Erzbistum Québec besteht seit 1819. Es war 1658 als apostolisches Vikariat gegründet und 1674 zu einem Bistum erhoben worden, das damals fast den gesamten nordamerikanischen Kontinent umfasste. Dabei handelt es sich um das älteste römisch-katholische Bistum nördlich von Mexiko. Die Diözese Québec der Anglikanischen Kirche von Kanada besteht seit 1793.

### Minderheiten
Die überwiegende Mehrheit der europäischstämmigen Bevölkerung ist französischer, britischer und irischer Herkunft. Als „sichtbare Minderheiten“ (minorités visibles) werden von den kanadischen Statistikbehörden jene Einwohner bezeichnet, die nichteuropäischer Herkunft sind (davon ausgenommen sind die Ureinwohner). Gemäß der Volkszählung 2016 gehörten in der Stadt Québec 6,4 % der Bevölkerung einer sichtbaren Minderheit an. Den größten Anteil stellen Afrokanadier mit 2,4 %, gefolgt von Lateinamerikanern (1,3 %), Arabern (1,2 %) und Südostasiaten (0,5 %). Der Anteil der Ureinwohner betrug 3,4 %. Dabei bezeichneten sich 15.040 Personen als Angehörige einer indianischen First Nation, 2915 als Métis und 210 als Inuit. In der Enklave Wendake, die administrativ weder zur Stadt noch zur Agglomeration gehört, leben mehr als 1500 Angehörige der Wyandot.

### Sichtbare soziale Probleme
Der Umgang mit Personen, deren Verhalten oder Aussehen vom akzeptierten Standard abweicht, unterliegt Veränderungen. So wird sichtbare Trunkenheit seit Beginn des Jahrtausends stärker aus dem öffentlichen Raum verbannt. Geldbußen und Platzverweise machten 2013 in Québec 37 % aller sogenannten „tickets“ aus (in Montreal 61 %). Diese Maßnahmen trafen vor allem Obdachlose an vielbesuchten Stellen wie Parks oder Touristenattraktionen. Im Jahr 2022 wurden in der Stadt Québec 927 Personen ohne feste Wohnadresse als sichtbare Obdachlose (itinérants visibles) gezählt. 63 % von ihnen waren Männer. Dieses Verhältnis beträgt 120 pro 100.000 und ist mit dem in Frankreich vergleichbar.
Auch die Auseinandersetzung mit im Allgemeinen weniger sichtbaren Minderheiten verläuft in Québec eigenwillig. 2005 hatte Québec unter den kanadischen Städten mit 58,4 % den höchsten Anteil an Behinderten, die zugleich zu den Armen gerechnet wurden. Die öffentliche Sicherheit ist groß: Von 33 untersuchten kanadischen Metropolregionen wies die Agglomeration Québec 2016 die niedrigste Kriminalitätsrate auf.

## Politik und Verwaltung

### Übergeordnete Verwaltung
Die Communauté métropolitaine de Québec (CMQ) ist ein übergeordneter Zweckverband, dem die Stadt Québec, 26 weitere Gemeinden in der Region Capitale-Nationale sowie die Stadt Lévis in der Region Chaudière-Appalaches angehören. Die CMQ besitzt Planungskompetenzen in den Bereichen Raumplanung, Wirtschaftsentwicklung, Kunst- und Kulturförderung, Tourismus, Infrastrukturfinanzierung, Abfallentsorgung, Naturschutz und öffentlicher Nahverkehr.
Die Agglomeration Québec umfasst neben der Stadt auch L’Ancienne-Lorette und Saint-Augustin-de-Desmaures – also jene Gemeinden, die 2002 mit Québec fusioniert worden waren und sich 2006 wieder abspalteten. Der Agglomerationsrat zählt neun Mitglieder, von denen sieben die Stadt vertreten. Er ist verantwortlich für die Bereitstellung interkommunaler Dienstleistungen: Polizei, Feuerwehr, Zivilschutz, Trinkwasserversorgung, Wasserleitungen, Abwasserreinigung, Müllabfuhr, Sozialwohnungen, öffentlicher Nahverkehr und Unterhalt von Hauptstraßen.

### Städtische Behörden

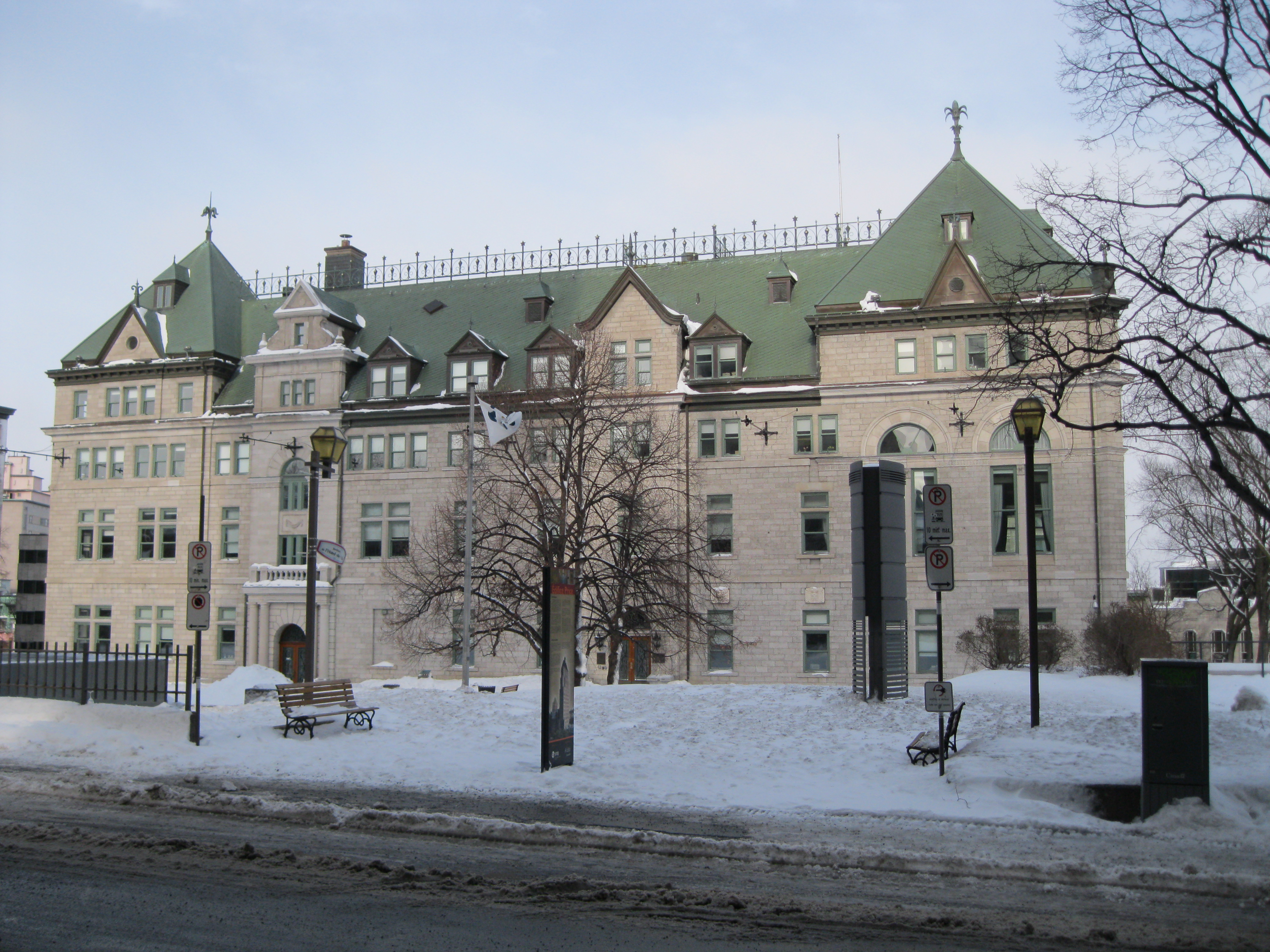
Rathaus (Hôtel de Ville)

Die städtische Charta (Charte de la ville de Québec) regelt die Zuständigkeiten der verschiedenen Aufgabenträger auf kommunaler Ebene. Der alle vier Jahre im Mehrheitswahlverfahren gewählte Stadtrat (conseil municipal) ist die Legislative. Ihm gehören 21 Stadträte und der Bürgermeister an. Er bestimmt das Budget, genehmigt die für die Verwaltung der Stadt und der Stadtbezirke notwendigen Kredite und erlässt Reglemente. In Kanada sind Parteien auf Bundes- und Provinzebene in der Regel voneinander getrennt (Mitglieder der einen Partei müssen nicht zwingend der anderen angehören). In Québec setzt sich dieses System auch auf lokaler Ebene fort. Die letzten Stadtratswahlen fanden am 5. November 2017 statt. Derzeit im Rat vertreten sind die Mitte-rechts positionierte Équipe Labeaume (15 Sitze), die linken Gruppierungen Québec 21 (3 Sitze) und Démocratie Québec (1 Sitz) sowie zwei Unabhängige.
Aus den Reihen des Stadtrates wird das zehnköpfige Exekutivkomitee (comité exécutif) bestimmt, das die Exekutivgewalt ausübt und dessen Mitglieder für einzelne Abteilungen der Stadtverwaltung zuständig sind. Vorsitzender des Stadtrates und des Exekutivkomitees ist der Bürgermeister (maire), der als Erster unter Gleichen gilt; er ist zugleich Vorsitzender des CMQ und des Agglomerationsrates. Seit dem 14. November 2021 hat Bruno Marchand dieses Amt inne.
Québec ist in sechs Arrondissements unterteilt. Die Stadtbezirke sind auf lokaler Ebene für bestimmte zugewiesene Aufgaben verantwortlich. Jedes Arrondissement hat einen eigenen Bezirksbürgermeister (der gleichzeitig Mitglied des Stadtrates ist) und einen Bezirksrat (conseil d’arrondissement) mit drei bis fünf gewählten Mitgliedern. Die Bezirksräte können dem Stadtrat Vorschläge unterbreiten, die dann dessen Zustimmung benötigen.

### Stadtgliederung

Arrondissements von Québec

Nach den Gemeindefusionen von 2002 war Québec in acht Arrondissements unterteilt. 2009 wurde ihre Anzahl auf sechs reduziert. Die Arrondissements wiederum sind zu administrativen Zwecken weiter in 35 Quartiere unterteilt.
| Arrondissement               | Fläche     | Einwohner (2011) | Einwohner (2016) |
| ---------------------------- | ---------- | ---------------- | ---------------- |
| La Cité-Limoilou             | 022,18 km² | 106.905          | 107.885          |
| Les Rivières                 | 048,61 km² | 069.070          | 73.075           |
| Sainte-Foy–Sillery–Cap-Rouge | 095,01 km² | 104.035          | 103.345          |
| Charlesbourg                 | 065,75 km² | 078.755          | 81.040           |
| Beauport                     | 074,34 km² | 077.905          | 80.925           |
| La Haute-Saint-Charles       | 148,40 km² | 079.950          | 85.630           |

### Wappen und Flagge
Das Wappen besteht in seiner heutigen Form seit 1988. Der unten spitz zulaufende Wappenschild zeigt im goldumrandeten Schildhaupt zwei goldene Schlüssel auf rotem Grund, überlagert von einem grünen Ahornblatt, darunter auf blauem Grund ein goldenes Segelschiff mit vollen Segeln über weißen und blauen Wellen. Hinzu kommen zwei Verzierungen: Auf dem Schild ruht eine silberne Mauerkrone mit roten Feldern, unter dem Schild liegt ein Spruchband mit dem Wahlspruch der Stadt: Don de Dieu feray valoir („Ich werde Gottes Geschenk gut nutzen“), wobei sich Don de Dieu auf den Namen von Champlains Schiff bezieht. Die 1987 eingeführte Flagge zeigt das Segelschiff in Gelb auf blauem Grund, mit einem weißen Zinnenrand. Für den alltäglichen Behördenverkehr verwendet die Stadt ein Logo, das aus dem Segelschiff in blau oder weiß und dem Schriftzug Ville de Québec in umgekehrter Farbgebung besteht.

### Städtepartnerschaften
Seit 1956 unterhält die Stadt offiziell Partnerschaften mit anderen Städten. Diese Kooperationen haben zum Ziel, den Austausch von Informationen und Fachwissen in Bereichen von gemeinsamem Interesse zu ermöglichen. Besonders enge Kooperationen bestehen mit:
- Bordeaux (Frankreich) seit 1962
- Calgary (Kanada) seit 1956
- Namur (Belgien) seit 1999
- Paris (Frankreich) seit 2003
- Xi’an (China) seit 2001

## Stadtbild und Architektur

### Entwicklung der Architektur

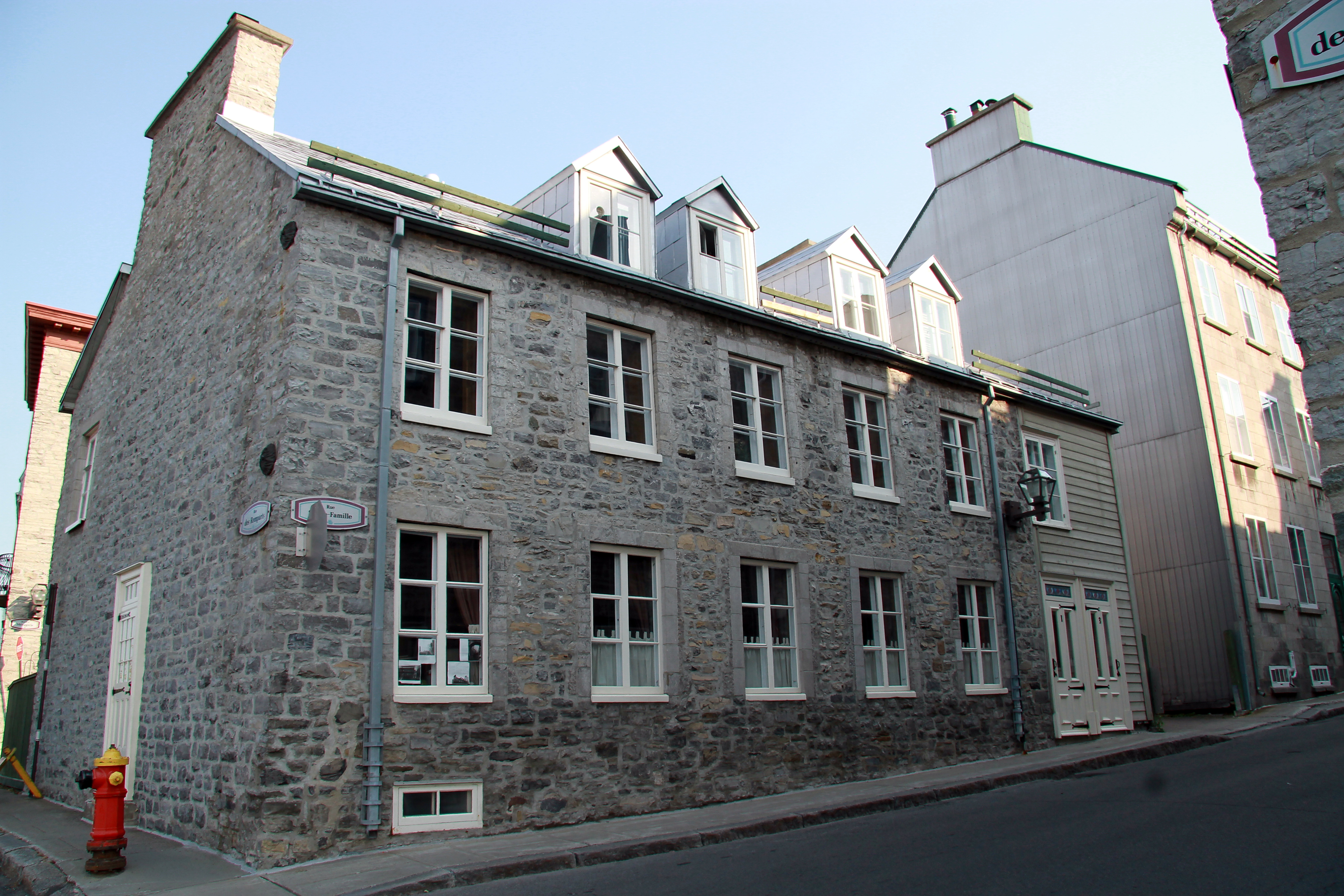
Typisches Altstadthaus (Maison Étienne-Marchand, 1722)

In architektonischer Hinsicht gilt Québec als die europäischste Stadt Nordamerikas, was vor allem auf die gut erhaltene Altstadt mit ihren zahlreichen Gebäuden aus der frühen Neuzeit zurückzuführen ist. Die Bauwerke jener Epoche sind stark von der Architektur französischer Städte geprägt, besitzen aber eine robustere, dem rauen Klima angepasste Bauweise. Typische Merkmale sind dicke, häufig unverputzte Bruchsteinmauern aus dunklem Kalkstein sowie Einrahmungen von Fenster- und Türöffnungen aus hellerem, oft bunt bemaltem Werkstein. Nachdem 1682 ein Großbrand viele der frühen Holzbauten zerstört hatte, traten verbindliche Bauvorschriften in Kraft: Alle Gebäude mussten als steinerne zweistöckige Doppelhäuser errichtet werden, Holzverkleidungen waren verboten. Die mit Kupfer- oder Steinschindeln gedeckten Dächer mussten eine Neigung von mindestens 52 Grad aufweisen, um die Schneeräumung zu erleichtern. Repräsentative Gebäude der französischen Kolonialzeit sind im Stil des klassizistischen Barocks erbaut.
Die britische Eroberung hatte keine unmittelbaren Auswirkungen auf das Stadtbild. Einheimische Baumeister und Handwerker führten den Wiederaufbau zerstörter Gebäude aus, sodass der französische Charakter gewahrt blieb. Erst im frühen 19. Jahrhundert hielten typisch britische Architekturstile wie Palladianismus und Neugotik Einzug. Als sich die Stadt ab den 1830er Jahren auszudehnen begann, kam der Klassizismus hinzu, den sowohl britische als auch frankokanadische Architekten anwendeten. Beliebte Stilrichtungen um die Wende zum 20. Jahrhundert waren Second Empire und Châteauesque (eine nordamerikanische Spielart der Neorenaissance). Die Architektur der Zwischenkriegszeit war vom Art déco und vom europäischen Funktionalismus geprägt. Seit der Mitte des 20. Jahrhunderts herrscht bei repräsentativen Gebäuden der Internationale Stil vor. Aufgrund der rasch erfolgten Suburbanisierung unterscheiden sich die äußeren Stadtteile kaum von nordamerikanischen Vorstädten, abgesehen von einigen historischen Dorfkernen. In Québec gibt es 37 historisch bedeutende Stätten (National Historic Sites).

### Altstadt (Vieux-Québec)
Durch ein vom Provinzparlament verabschiedetes Gesetz wurde die Altstadt 1963 zum historischen Bezirk (arrondissement historique) erklärt, ein Jahr später auch deren Peripherie. Seither gelten strenge Vorschriften zum Erhalt der historischen Bausubstanz. Aufgrund der großen historischen und architektonischen Bedeutung als einzige von Mauern umgebene Siedlung nördlich von Mexiko erklärte die UNESCO die Altstadt am 3. Dezember 1985 zum Welterbe. Geographisch lässt sich die Altstadt in zwei Teile unterscheiden. Auf der Landspitze Cap Diamant (dem östlichen Ende der Hochebene Colline de Québec) befindet sich die Oberstadt (Haute-Ville), traditionell das administrative und institutionelle Zentrum der Stadt sowie Wohngebiet des Bürgertums und des Adels. Auf dem schmalen Landstreifen östlich und nördlich von Cap Diamant, durch einen Höhenunterschied von bis zu 90 Metern von der Oberstadt getrennt, erstreckt sich den Ufern von Sankt-Lorenz-Strom und Rivière Saint-Charles entlang die Unterstadt (Basse-Ville); diese war einst das traditionelle Geschäfts-, Hafen- und Arbeiterviertel. Insgesamt bedeckt die Altstadt eine Fläche von 135 Hektar und umfasst rund 1400 Gebäude.

#### Oberstadt (Haute-Ville)

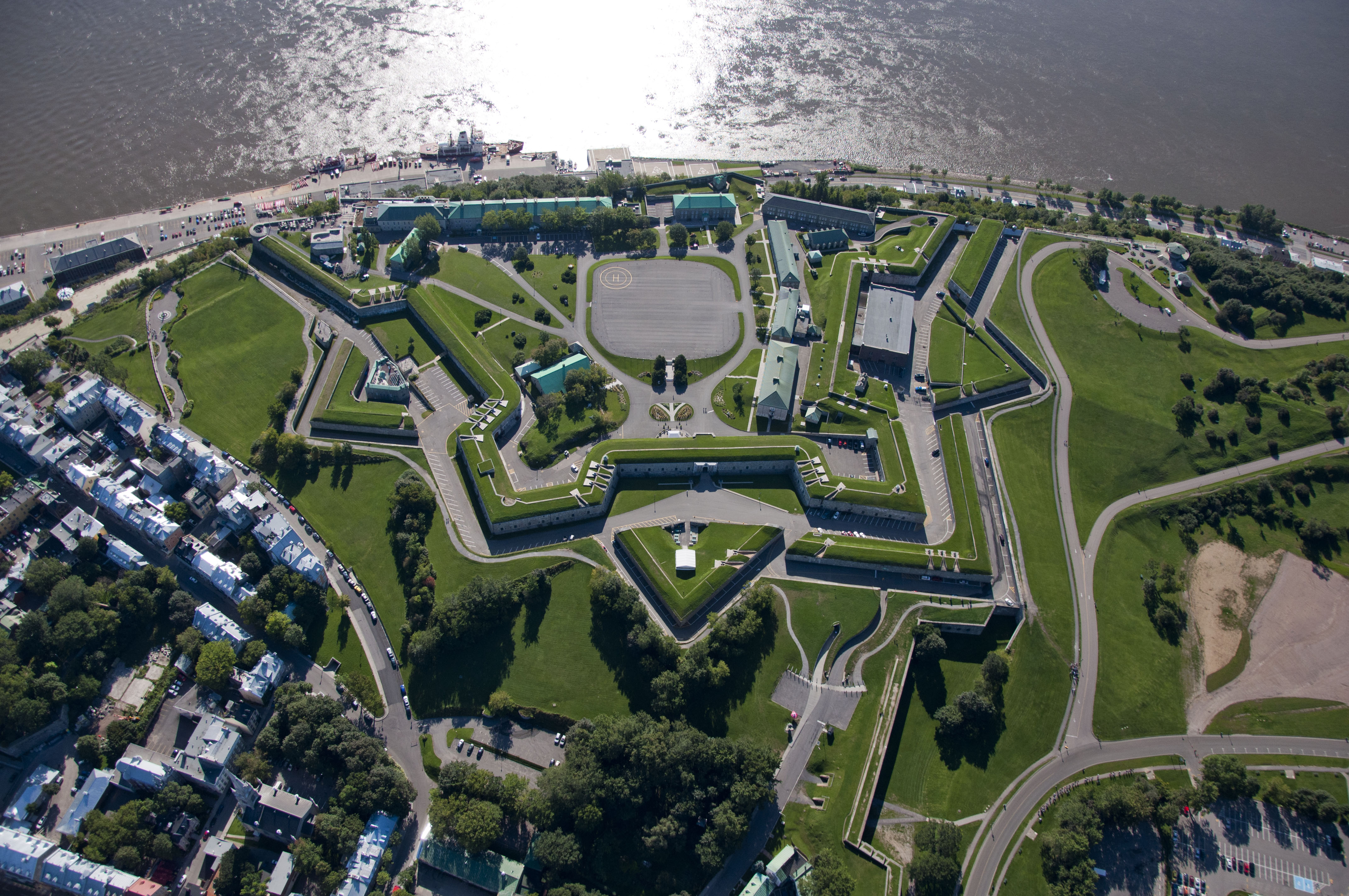
Zitadelle und Stadtmauern

Umgeben ist die Oberstadt von den 4,6 km langen Stadtmauern von Québec. In ihrer heutigen Form entstanden sie überwiegend zwischen 1745 und 1759. An ihrer westlichen, der Hochebene zugewandten Seite werden sie durch Bastionen und zurückgezogene Flanken ergänzt. Da die steil abfallenden Hänge von Cap Diamant natürlichen Schutz boten, sind die Mauern an der Nord- und Ostseite der Oberstadt weniger aufwändig gebaut. Entlang der Ostflanke erstreckt sich die im Jahr 1879 fertiggestellte Dufferin-Terrasse, eine 430 Meter lange Aussichtsterrasse. Die ursprünglichen Stadttore wurden in den 1860er und 1870er Jahren abgerissen, die vier heutigen sind historisierende Nachbauten. Am Südrand der Oberstadt steht die Zitadelle von Québec, eine sternförmige Festungsanlage. Sie wurde zwischen 1820 und 1832 erbaut, wobei sich der Architekt von den Bauwerken Vaubans inspirieren ließ. Auf dem 15 Hektar großen Gelände stehen 24 Gebäude, die ehemalige Offizierskaserne dient als Zweitresidenz des Generalgouverneurs von Kanada.

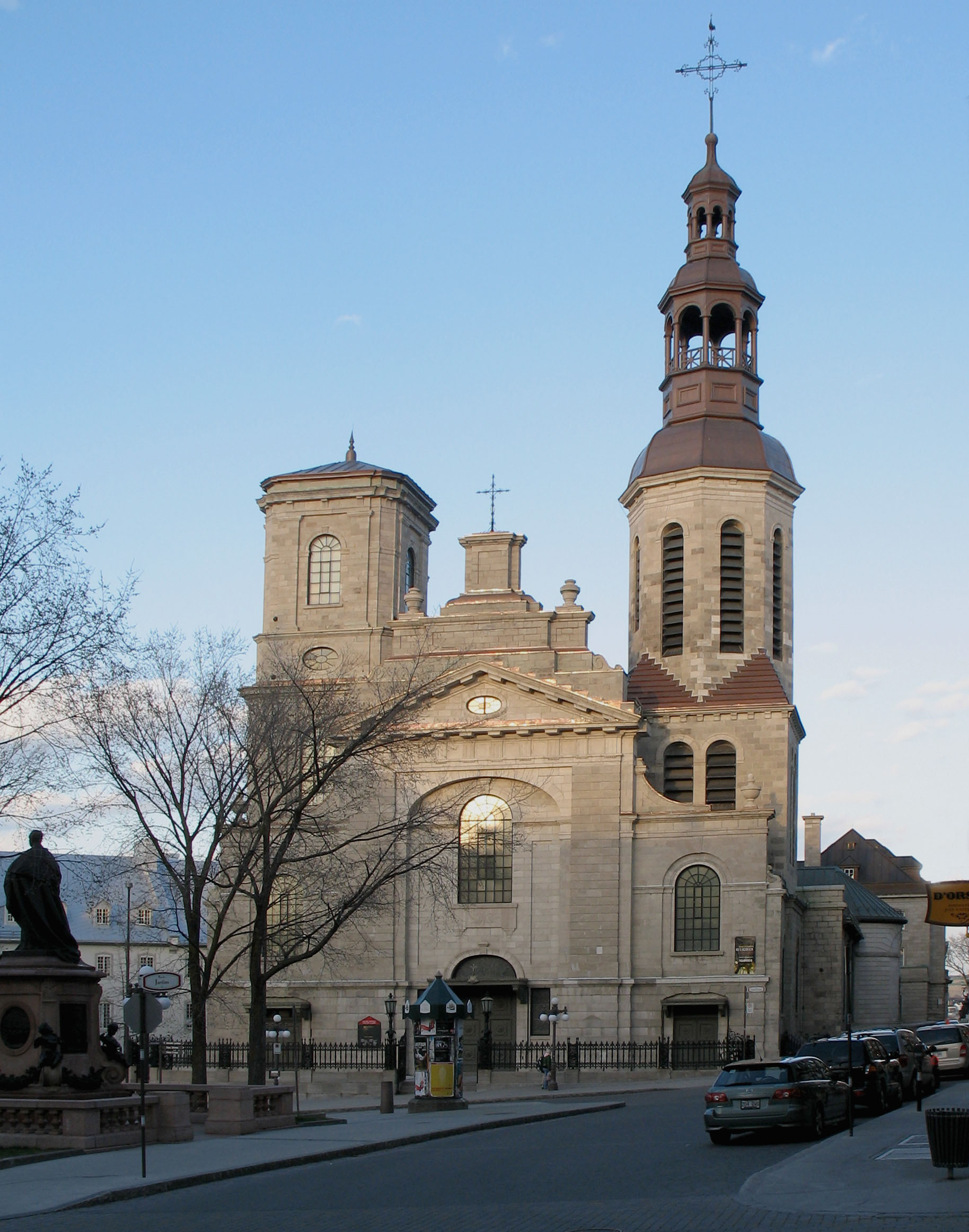
Notre-Dame de Québec

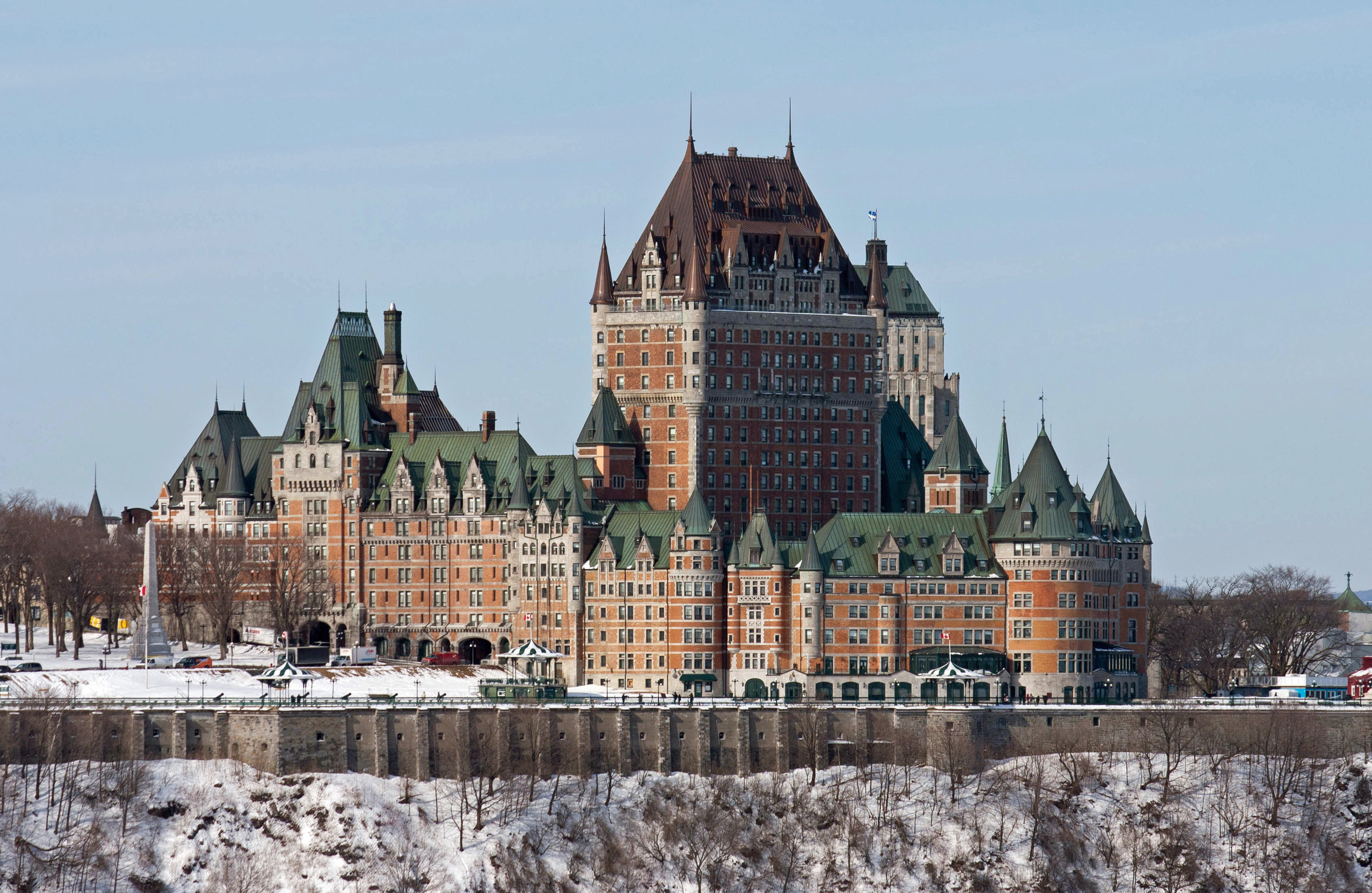
Château Frontenac

Die Kathedrale Notre-Dame de Québec entstand 1647 als erste römisch-katholische Pfarrkirche nördlich von Mexiko. Sie wurde 1759 während der britischen Belagerung zerstört und danach wieder aufgebaut. 1843/44 erhielt sie eine klassizistische Fassade, 1874 erhob sie Papst Pius IX. in den Rang einer Basilica minor. Das markante Gebäude mit zwei Türmen brannte 1922 vollständig aus und musste daraufhin restauriert werden. Seit 2013 besitzt sie eine Heilige Pforte (die erste außerhalb Europas). An die Kathedrale angebaut ist der weitläufige Gebäudekomplex des Séminaire de Québec. 1854 abgebrannt ist der in unmittelbarer Nähe befindliche Bischofspalast; heute liegt dort der Parc Montmorency. Dem ehemaligen Exerzierplatz Place d’Armes zugewandt ist die anglikanische Kathedrale Holy Trinity. Das Bauwerk im palladianischen Stil wurde 1804 fertiggestellt und ist der Londoner Kirche St Martin-in-the-Fields nachempfunden. Weitere Gebäude mit religiösem Bezug sind das Hôtel-Dieu de Québec (Krankenhaus mit angeschlossenem Augustinerinnenkloster) und das überwiegend als Schule genutzte Ursulinenkloster.
Das 1814 fertiggestellte Morrin Centre diente ursprünglich als Gefängnis; es war das erste in Kanada, das die Ideen des britischen Strafvollzugsreformers John Howard widerspiegelte. Später nutzte man das im palladianischen Stil errichtete Gebäude als Schule, heute dient es als Kulturzentrum. Gegenüber der Kathedrale Notre-Dame befindet sich das Hôtel de Ville, das städtische Rathaus. Das 1896 fertiggestellte Gebäude im Second-Empire-Stil gehört mit seiner opulenten Fassade und dem reich dekorierten Interieur zu den herrschaftlichsten Verwaltungsgebäuden Kanadas. Es ist ein Symbol des Eklektizismus des spätviktorianischen Zeitalters, ähnlich wie das monumentale Château Frontenac zwischen Place d’Armes und Dufferin-Terrasse. Dieses Luxushotel, das den Loireschlössern nachempfunden ist, wurde 1893 eröffnet und bis 1924 mehrmals erweitert. Es dominiert die Skyline der Oberstadt und ist das bekannteste Wahrzeichen Québecs. Fast genau in der Mitte der Oberstadt steht das Édifice Price, ein 18-stöckiges Hochhaus im Art-déco-Stil. 1931 war es als Hauptsitz von Price Brothers errichtet worden und stieß damals auf heftige Kritik. Trotz seiner Höhe von 82 Metern gilt das Hochhaus heute als gut in die Umgebung eingebettet, da es relativ schlank wirkt.

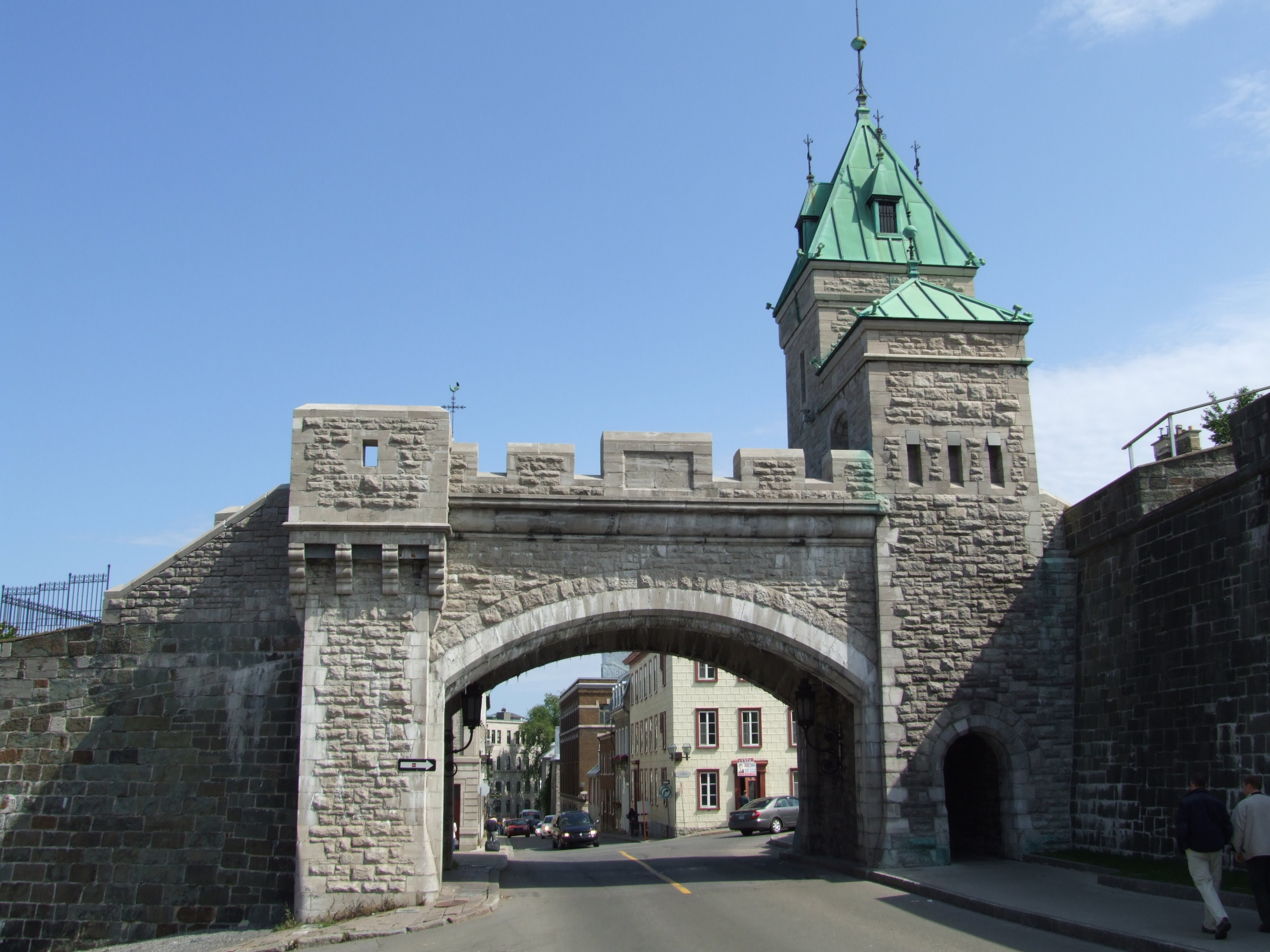
Porte Kent
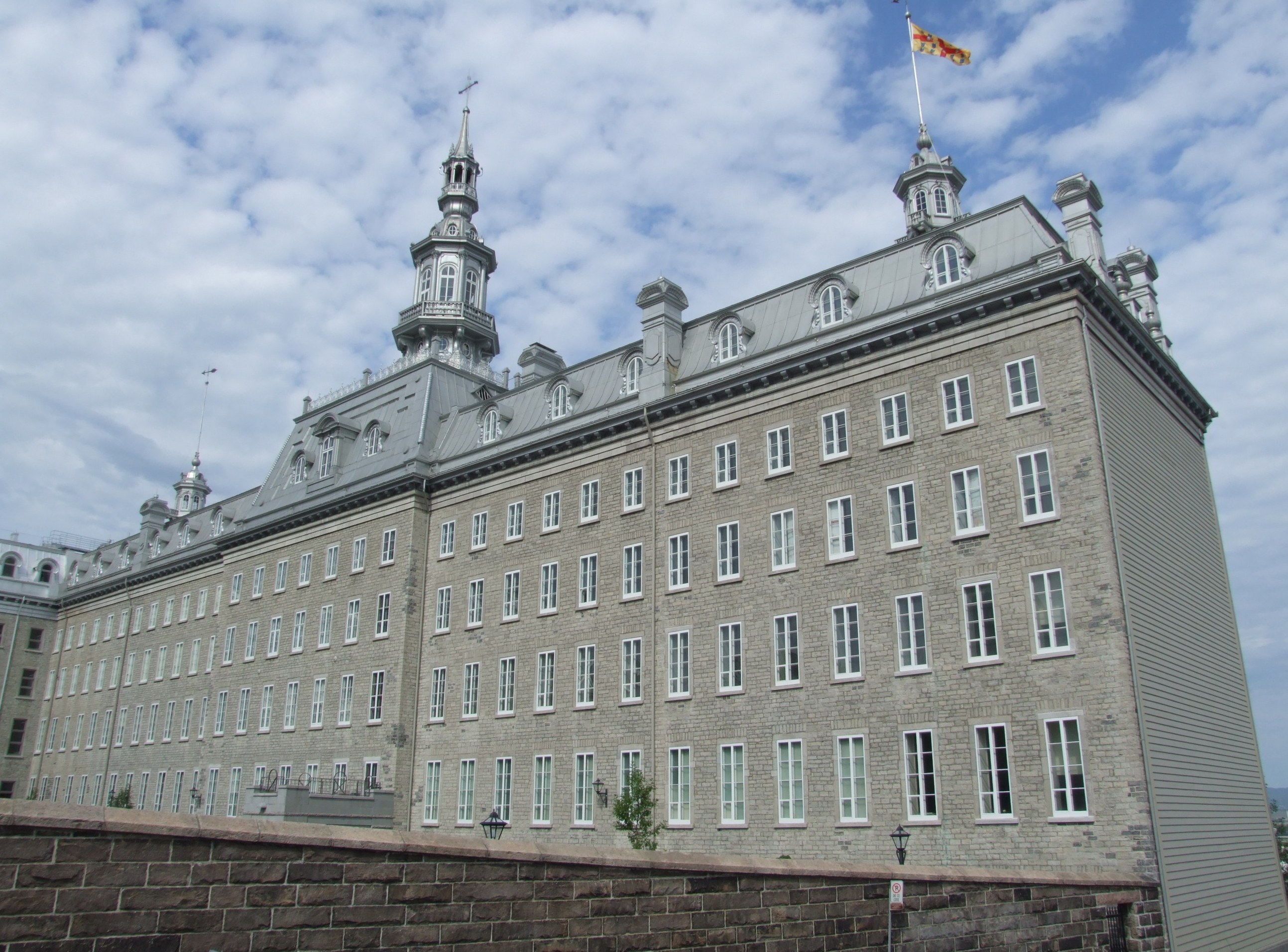
Séminaire de Québec
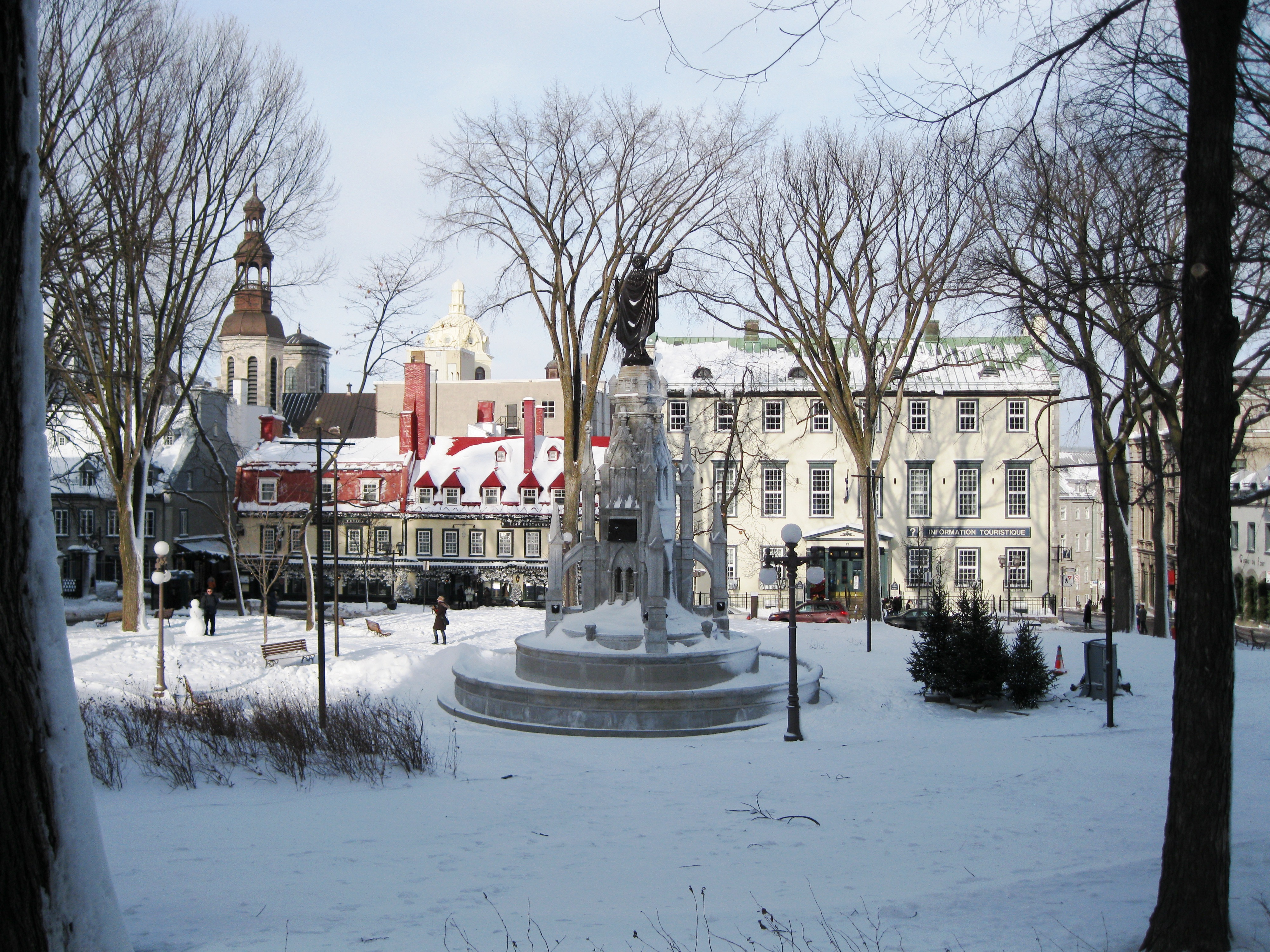
Place d’Armes
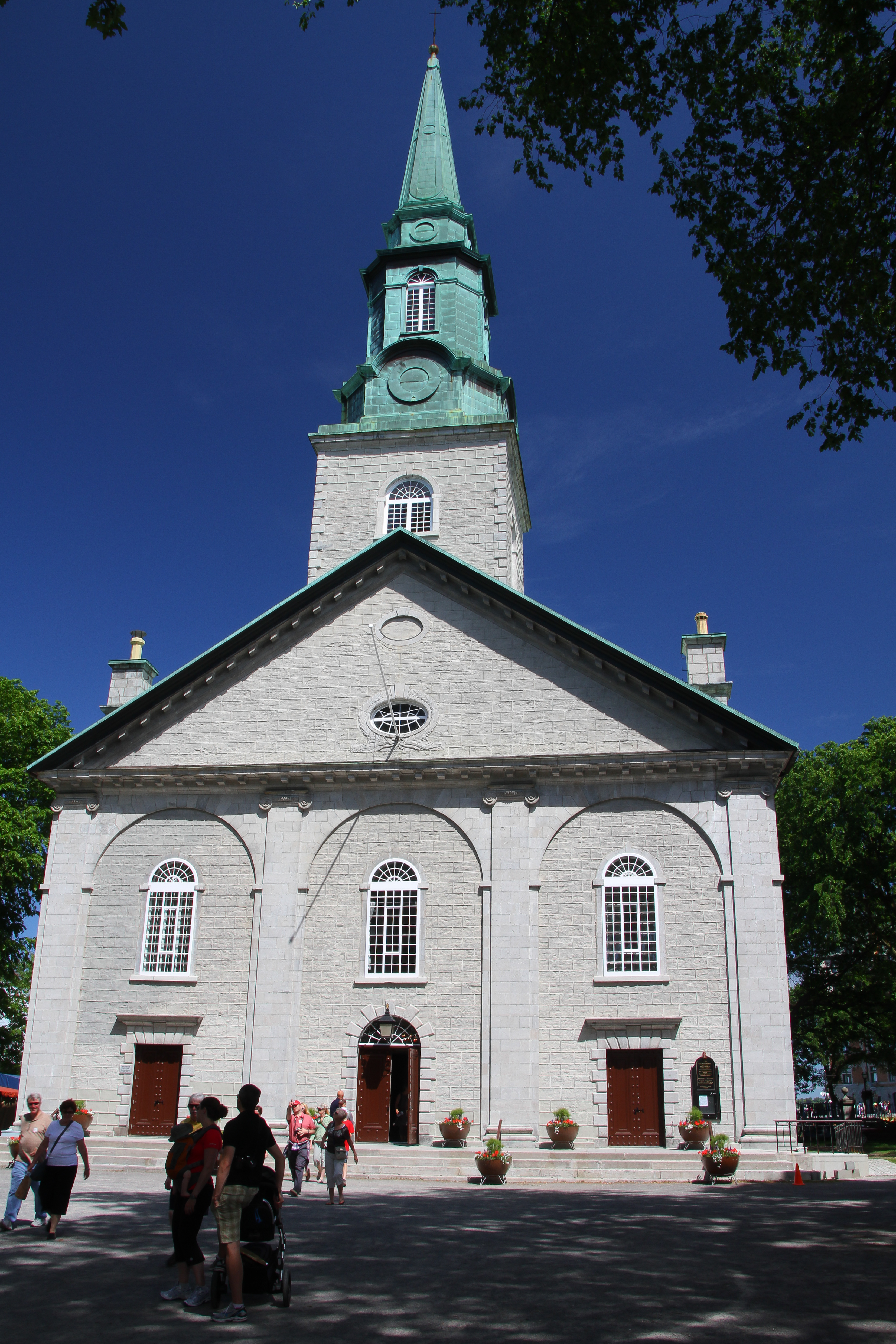
Holy Trinity
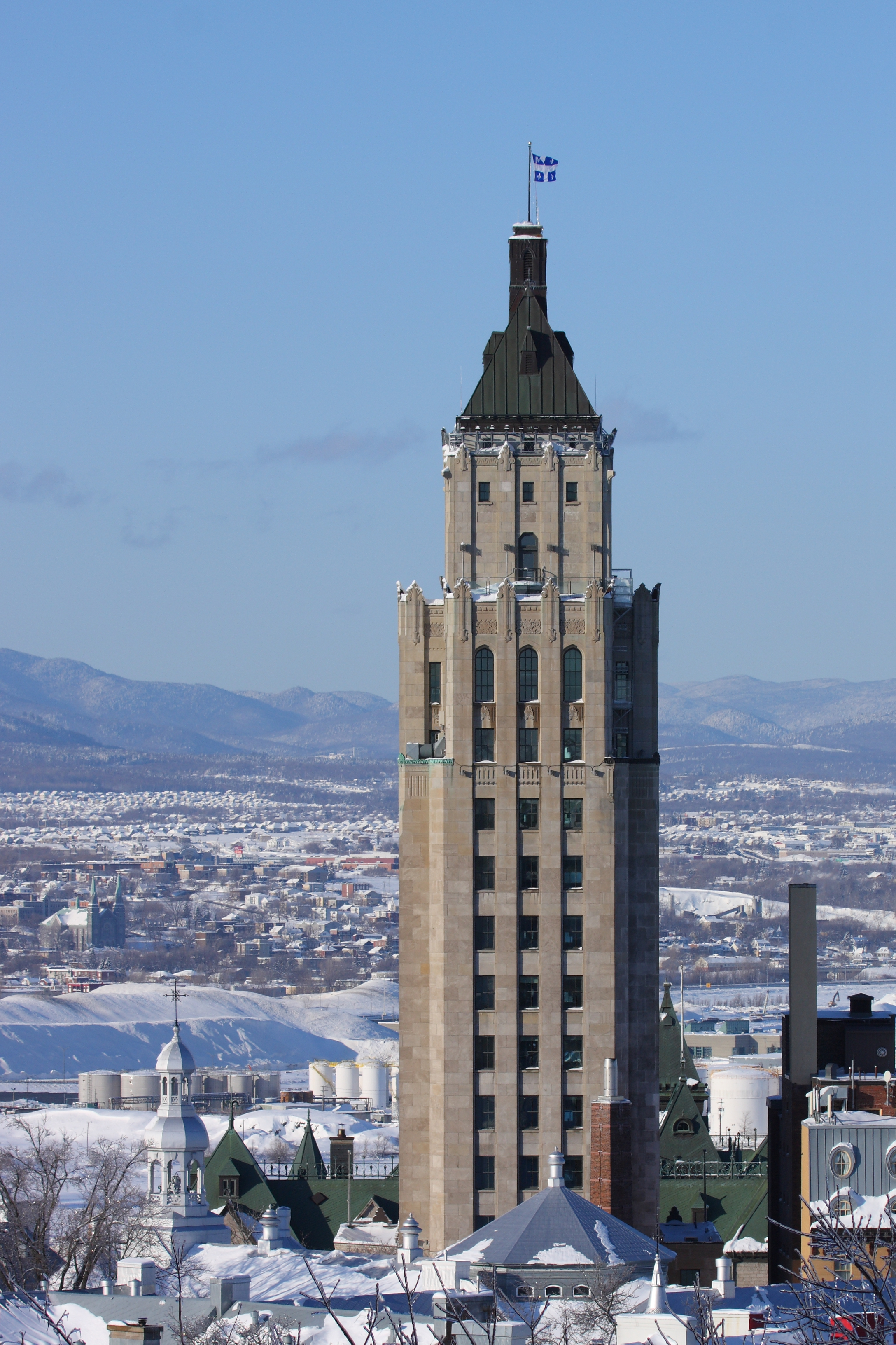
Édifice Price
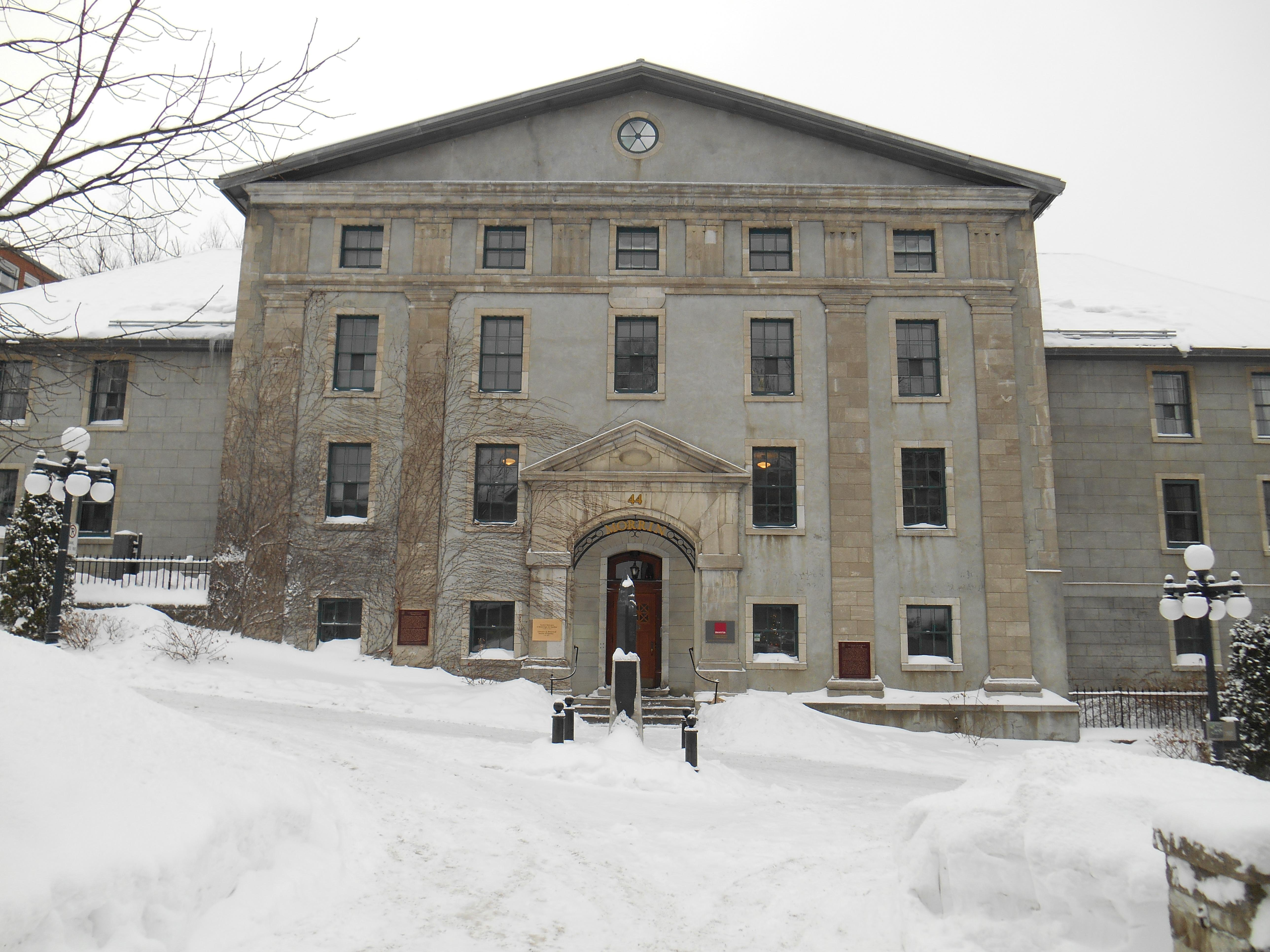
Morrin Centre

#### Unterstadt (Basse-Ville)

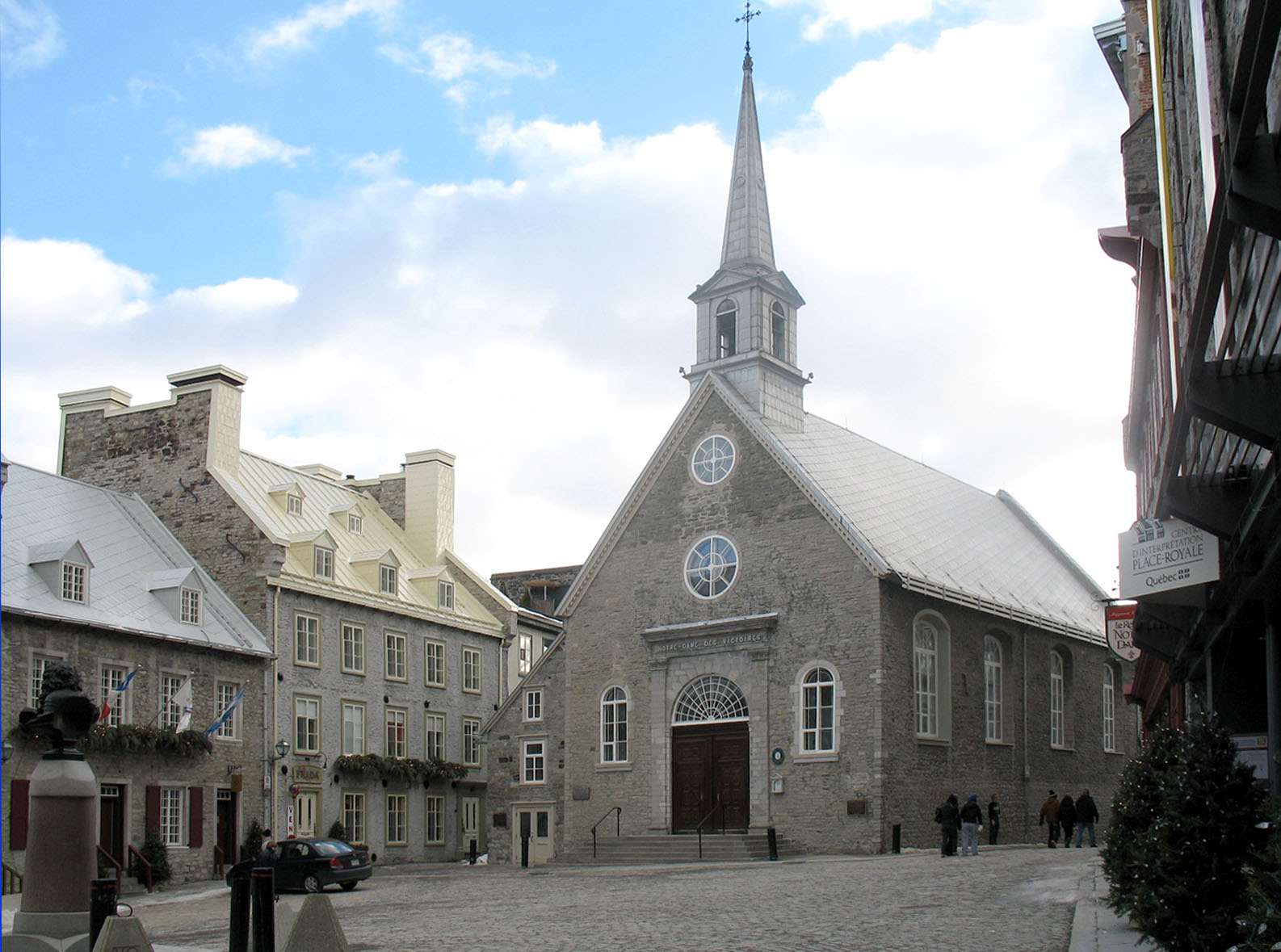
Kirche Notre-Dame-des-Victoires an der Place Royale

Ältester Teil der Stadt ist die Place Royale. 1608 war sie Standort des ersten von Samuel de Champlain erbauten Gebäudes und gilt aus diesem Grund als „Wiege der französischen Zivilisation in Amerika“. Dort steht die 1688 erbaute Kirche Notre-Dame-des-Victoires, die erste ganz aus Stein bestehende Kirche Nordamerikas. Nach der Zerstörung während der britischen Belagerung wurde sie zwischen 1763 und 1766 neu errichtet. In den 1970er Jahren fanden an den Gebäuden rund um die Place Royale umfangreiche Restaurierungs-, Rückbau- und Wiederaufbauarbeiten statt, um sie in den Zustand des späten 18. Jahrhunderts zurückzuversetzen. Das Vorhaben war umstritten, weil es ausschließlich das französische Kulturerbe berücksichtigte und spätere bauliche Entwicklungen aus der britischen bzw. kanadischen Zeit rückgängig machte.
Der südlich der Place Royale befindliche Stadtteil Petit Champlain hat seinen ursprünglichen Charakter ohne aufwändige Rekonstruktionen bewahren können. An der engen Rue du Petit-Champlain, einer dem Fuß des steilen Felshangs folgenden Fußgängerzone, stehen mehrere Wohn- und Geschäftshäuser aus dem späten 17. und frühen 18. Jahrhundert. Dazu gehört das 1683 erbaute Haus des französischen Entdeckers Louis Joliet. Die Fassade eines weiteren Hauses ist mit einem 420 m² großen Trompe-l’œil-Fresko geschmückt, auf dem verschiedene Szenen der Stadtgeschichte dargestellt sind. Nördlich der Place Royale, bei der Mündung des Rivière Saint-Charles befindet sich der alte Hafen (Vieux-Port), der heute als Marina genutzt wird. Mehrere Dutzend Freitreppen führen von der Unter- zur Oberstadt sowie von dort zu anderen zentrumsnahen Stadtteilen, wobei die meisten hölzerne Treppenstufen besitzen. Seit dem 17. Jahrhundert spielen Treppen eine wichtige Rolle im Leben der Stadt, da sie im steilen Gelände bedeutende Abkürzungen ermöglichen. Die älteste und bekannteste ist die um das Jahr 1660 entstandene Escalier Casse-cou («Halsbrechertreppe») vom Quartier du Petit Champlain hinauf zum Parc Montmorency.

### Regierungsviertel

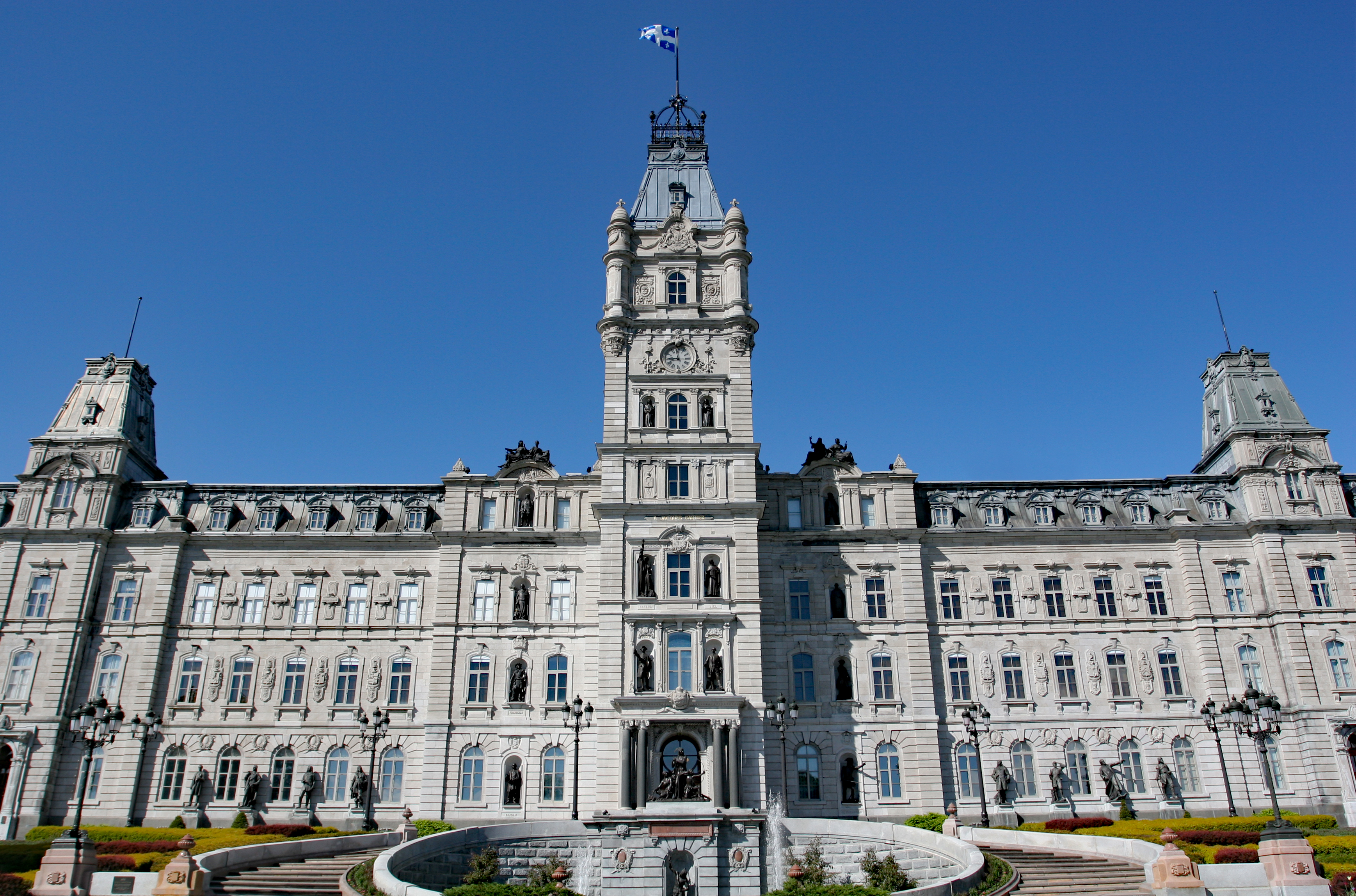
Fassade des Parlamentsgebäudes in der Stadt, französisch Hôtel du Parlement

Gegenüber der Porte Saint-Louis, dem Haupttor der Stadtmauern, befindet sich die Colline parlementaire („Parlamentshügel“), das Regierungsviertel der Provinz Québec. Bezugspunkt des Viertels ist das zwischen 1877 und 1886 im Second-Empire-Stil errichtete Hôtel du Parlement, in welchem die Nationalversammlung von Québec tagt (bis 1968 auch der Legislativrat, das aufgelöste Oberhaus). Das monumentale Gebäude besteht aus vier Flügeln, die um einen Innenhof angeordnet sind; der Architekt ließ sich dabei vom Erweiterungsbau des Pariser Louvre inspirieren. Ein acht Stockwerke hoher Turm dominiert die Frontfassade. Im Kreisverkehr vor dem Parlamentsgebäude steht die Fontaine de Tourny, ein 1855 in der Partnerstadt Bordeaux errichteter Springbrunnen, der 2007 als Geschenk zur bevorstehenden 400-Jahr-Feier nach Québec gebracht wurde.
Das Parlamentsgebäude ist auf drei Seiten von Büro- und Hotelhochhäusern aus den 1970er Jahren umgeben. Höchstes Gebäude der Stadt ist seit 1972 das 132 m hohe Édifice Marie-Guyart. Im obersten der 31 Stockwerke befindet sich das Observatoire de la Capitale, eine öffentliche zugängliche Aussichtsplattform. Aufgrund ihrer Höhe von 221 m über dem Meeresspiegel bietet sie ein fast uneingeschränktes Panorama der gesamten Stadt und der umliegenden Region. Etwas südlich des Parlamentsgebäudes ist die Manège militaire zu finden, eine Reit- und Exerzierhalle. Das Hauptquartier der Voltigeurs de Québec, des ältesten frankokanadischen Regiments, entstand 1887 im Neorenaissance-Stil. Es ist die einzige Einrichtung dieser Art in Kanada, die architektonisch eindeutig Bezug auf Frankreich nimmt. Nach einem verheerenden Brand im April 2008 blieben nur die Fassaden übrig, bis 2018 wurde das Gebäude mit einem Aufwand von 104 Millionen kanadischen Dollar rekonstruiert.

### Übriges Stadtgebiet

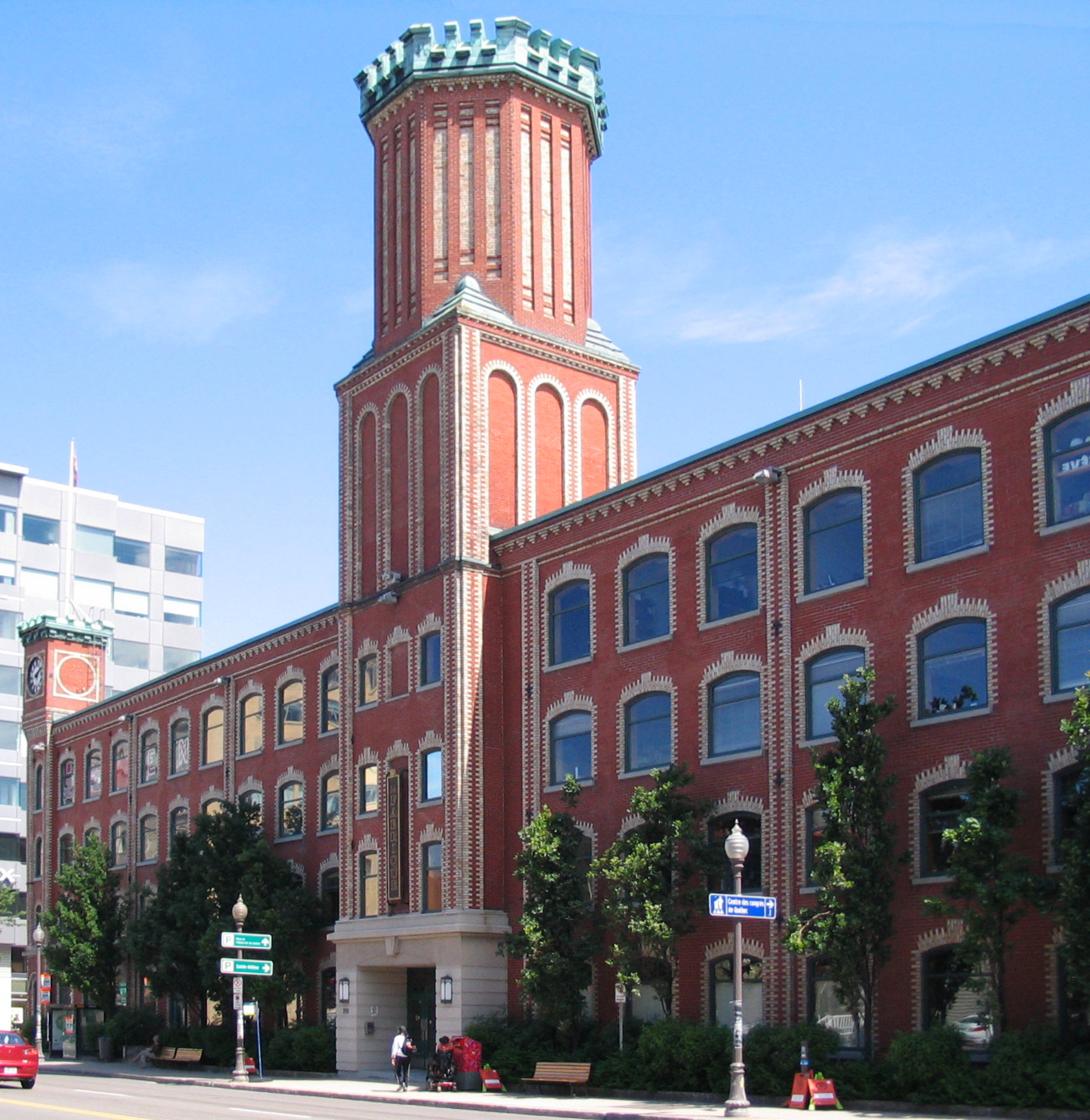
La Fabrique

Das westlich der Oberstadt gelegene Viertel Saint-Roch war bis in die 1960er Jahre das dominierende Geschäfts- und Industrieviertel, wovon auch gut erhaltene Beispiele von Industriearchitektur zeugen. Hervorzuheben ist insbesondere das bis 1871 zurückreichende Gebäude La Fabrique, die ehemalige Unterwäschefabrik von Dominion Corset, die seit 1994 von einer Universitätsfakultät genutzt wird. Am westlichen Rand des Viertels, unmittelbar bei der Grenze der Enklave Notre-Dame-des-Anges, steht seit 1730 die Windmühle des Hôpital général de Québec, eine von nur 18 erhalten gebliebenen historischen Windmühlen der Provinz. Auf dem Friedhof der Enklave liegt der französische General Louis-Joseph de Montcalm begraben.
Sillery im zentralen Teil der Colline de Québec war bis zur Eingemeindung 2002 der traditionelle Nobelvorort Québecs. Der historische Bezirk umfasst 350 Häuser aus dem 19. Jahrhundert, darunter die Domaine Cataraqui (Gästehaus der Provinzregierung) und die Villa Bagatelle. Aus dem frühen 18. Jahrhundert stammt das Jesuitenhaus. Der historische Bezirk von Beauport erstreckt sich über eine Länge von 6 km auf einer Geländeterrasse parallel zum Sankt-Lorenz-Strom und umfasst 650 Gebäude aus dem 18. bis frühen 20. Jahrhundert. Ein weiterer historischer Bezirk ist Trait-Carré, das Zentrum des Arrondissements Charlesbourg, mit mehreren Landwirtschaftsgebäuden des späten 17. und 18. Jahrhunderts. Dazu gehört die Jesuitenmühle aus dem Jahr 1740. Eine besondere Touristenattraktion in Charlesbourg ist ein Eishotel, das jeweils von Januar bis März in Betrieb ist.

### Grünflächen

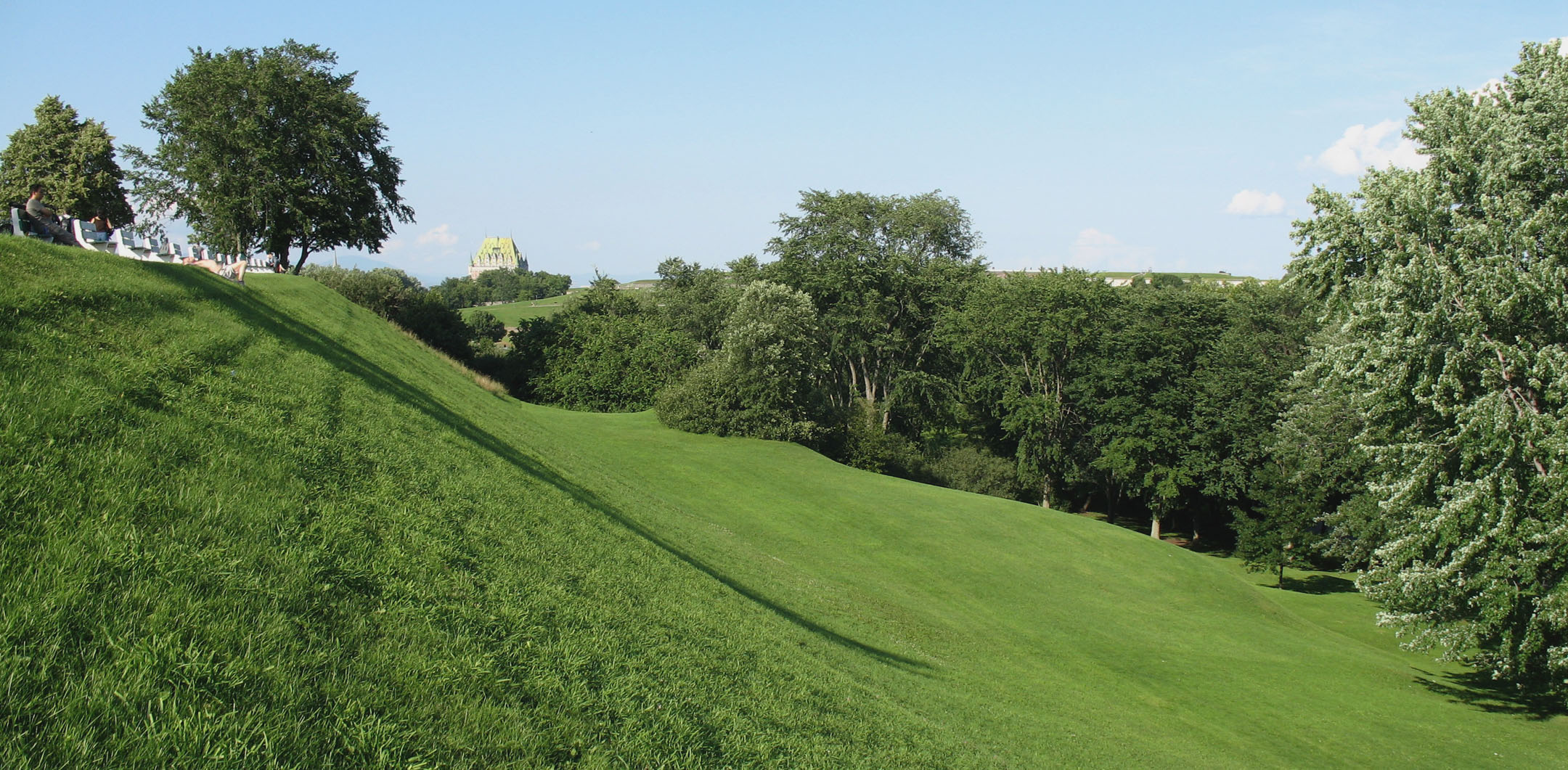
Am Rande der Abraham-Ebene

Auf der Colline de Québec erstrecken sich südwestlich der Altstadt, dem Steilhang zum Sankt-Lorenz-Strom zugewandt, mehrere Parkanlagen, die eine lang gezogene „grüne Lunge“ bilden. Zwischen dem Parlamentsgebäude und der Zitadelle befindet sich das eingeebnete Glacis der Stadtbefestigung. Südwestlich davon liegt die 98 Hektar große Abraham-Ebene. Der weitläufige Schauplatz der entscheidenden Schlacht von 1759 wird durch Talmulden und kleine Wälder gegliedert; dort befinden sich auch zwei von drei erhalten gebliebenen Martello-Türmen. Abgegrenzt durch ein weiteres Waldstück folgen südwestlich davon der Parc du Bois-de-Coulonge und zwei Friedhöfe.

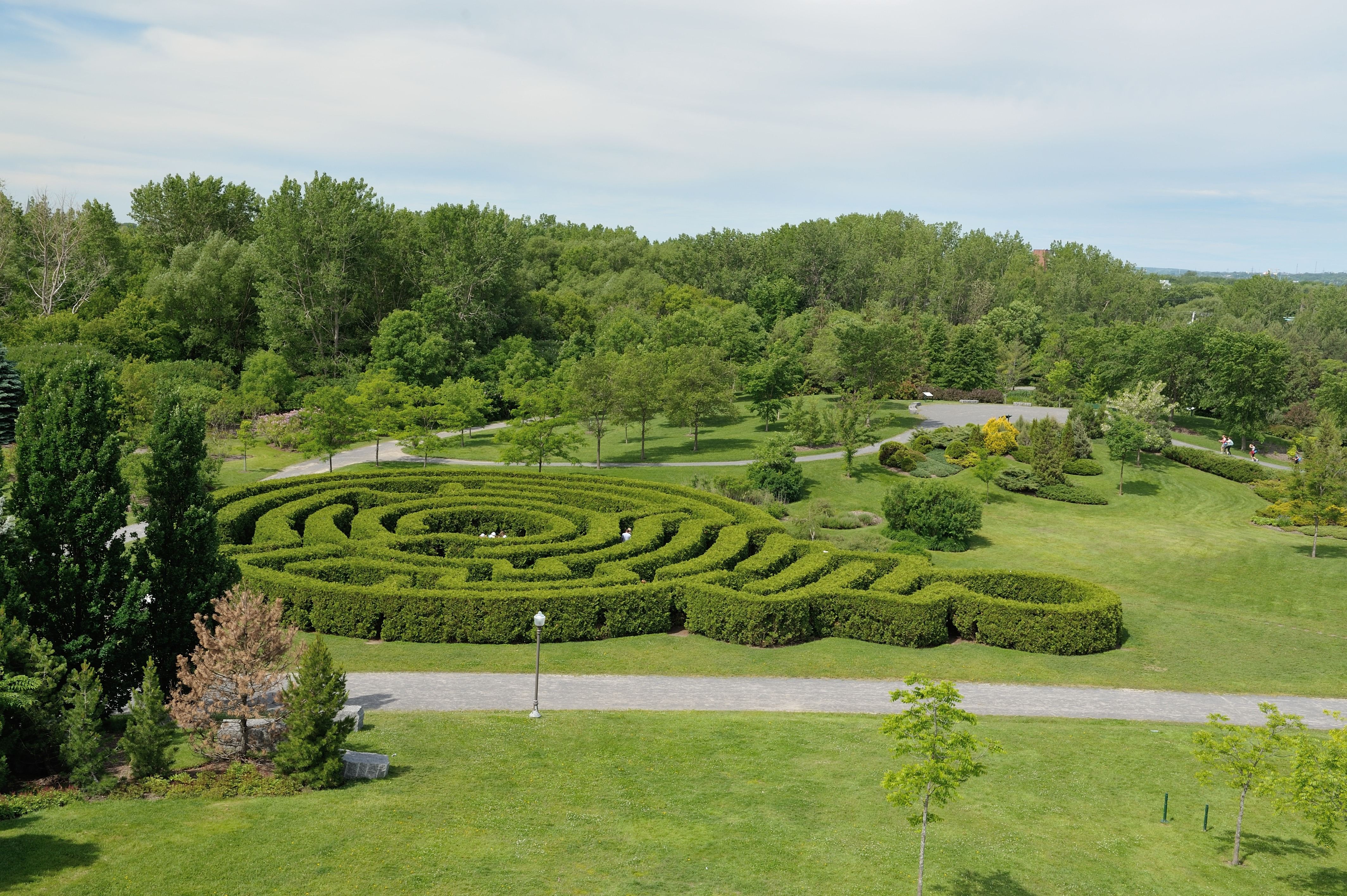
Domaine de Maizerets

Der Parc des Braves im Stadtteil Montcalm war 1760 Schauplatz der Schlacht bei Sainte-Foy. Zusammen mit der Abraham-Ebene wird er von einer Kommission der kanadischen Bundesregierung unter der Sammelbezeichnung Parc des Champs-de-Bataille („Schlachtfelderpark“) verwaltet; beide gelten somit als urbane Nationalparks. Unterhalb des steilen Südhangs der Colline de Québec erstreckt sich dem Ufer des Sankt-Lorenz-Stroms entlang die Champlain-Promenade. Ein 2,6 km langer Abschnitt der dortigen Uferzone ist ein öffentlicher zugänglicher Strand (Parc de la Plage-Jacques-Cartier).
Die Nationale historische Stätte Cartier-Brébeuf ist ein Park am Unterlauf des Rivière Saint-Charles. Zugleich ist er der Standort des früheren Irokesendorfes Stadacona, von Jacques Cartiers erstem Fort und von Jean de Brébeufs erster Missionsstation. Der gesamten Länge des Flusslaufs des Rivière Saint-Charles, von der Mündung bis zum Lac Saint-Charles, folgt der Parc linéaire des rivières Saint-Charles et du Berger. Diese linienförmige Parkanlage kreuzt einerseits den Parc Chauveau (mit 120 Hektar der größte Park der Stadt), andererseits in der Nähe von Wendake den Parc de la Falaise mit dem Wasserfall Kabir Kouba.
Die Domaine de Maizerets ist ein ausgedehnter Landschaftsgarten zweieinhalb Kilometer nördlich des Stadtzentrums, der rund um ein im Jahr 1705 erbautes Herrenhaus angelegt wurde. Er umfasst u. a. ein Arboretum, einen Irrgarten, einen Rosengarten und einen Ulmenhain. Beim Campus der Université Laval im Stadtteil Sainte-Foy befindet sich der Jardin botanique Roger-Van den Hende, ein botanischer Garten mit über 4000 Pflanzenarten. Am östlichen Stadtrand liegt rund um den Montmorency-Fall der Parc de la Chute-Montmorency; der Höhenunterschied von 83 Metern kann mit einer Luftseilbahn überwunden werden.

## Wirtschaft und Infrastruktur
Die Verwaltungsregion Capitale-Nationale, deren Bevölkerung zu drei Vierteln in der Stadt Québec lebt, erwirtschaftete 2015 ein Bruttoinlandsprodukt (BIP) von 35,1 Milliarden CAD. Dies entspricht einem Anteil von 10 % an der Wirtschaftsleistung der Provinz Québec. Mit einem verfügbaren Einkommen von 28.279 Dollar pro Person (2015) nahm Capitale-Nationale unter den 17 Verwaltungsregionen den ersten Platz ein. Bedeutendster Wirtschaftssektor der Stadt ist mit großem Abstand der Dienstleistungssektor mit einem Anteil von 86 % der Beschäftigten, Industrie und Bauwirtschaft machen zusammen 13 % aus, der Rest entfällt auf den primären Sektor mit Forst- und Landwirtschaft. Von 2010 bis 2013 betrug die Arbeitslosenquote in der Metropolregion Québec im Durchschnitt 5,0 %, dies liegt rund 2,8 Prozentpunkte unter dem Durchschnittswert der gesamten Provinz.

### Primärer Sektor
Die Forstwirtschaft hat seit dem frühen 20. Jahrhundert ihren Fokus von der reinen Holzgewinnung hin zur Pflege des Bestandes und der angewandten Forschung auf dem Gebiet der Werkstoffkunde verlagert. Verschiedene Bergbau-Unternehmen haben ihren Sitz in Québec, Minen gibt es hingegen keine. Die landwirtschaftlich nutzbare Fläche beträgt etwa ein Fünftel des Stadtgebiets. 2002 wurden 121 Landwirtschaftsbetriebe gezählt. Diese befinden sich vor allem im fruchtbaren Sankt-Lorenz-Tiefland im Westen der Stadt. Wichtigste Sparten sind die Milchwirtschaft, die Schweinezucht, der Kartoffel- und Gemüseanbau und die Geflügelproduktion.

### Industrie

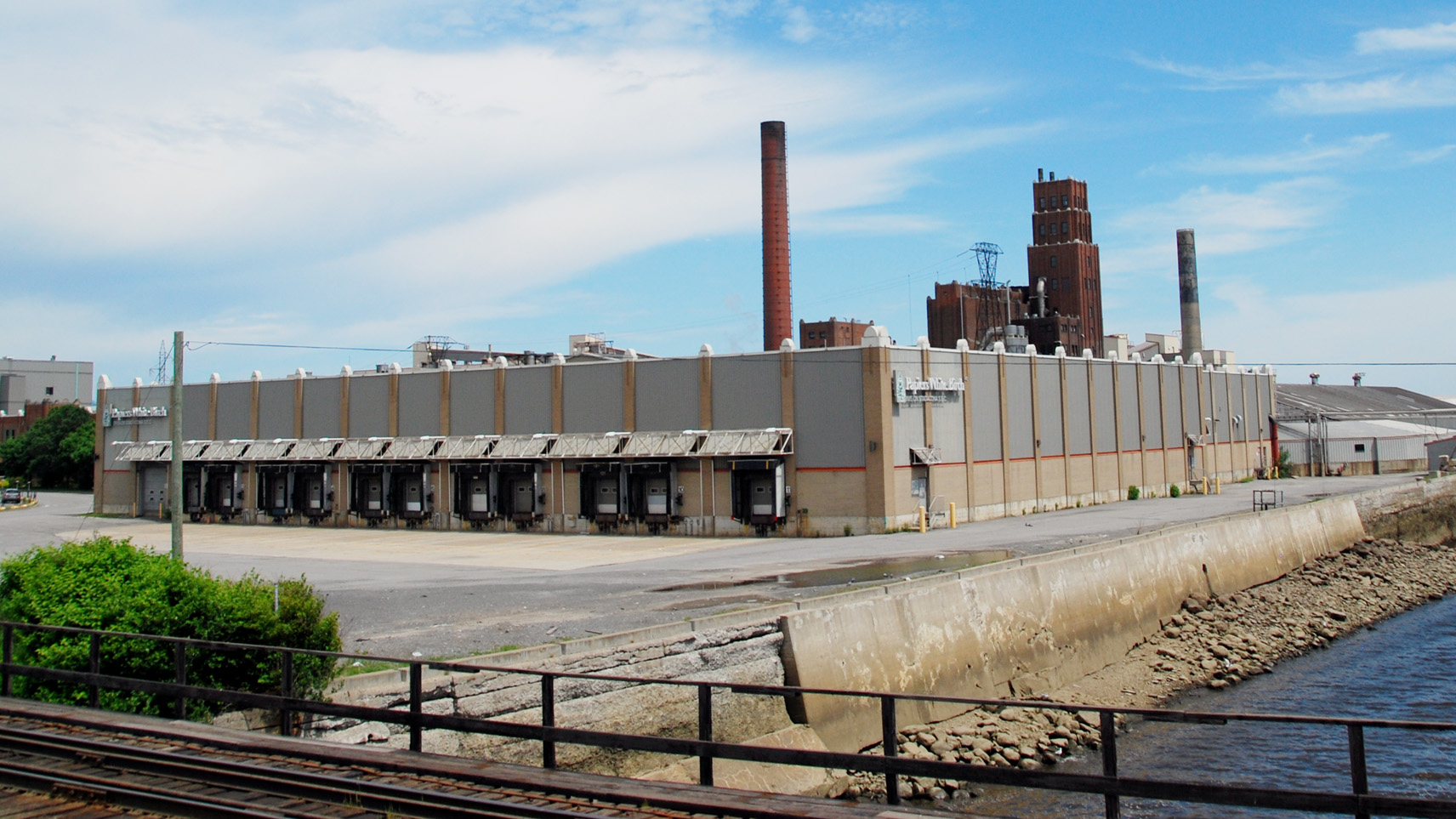
Stadacona-Papierfabrik von White Birch Paper

Innerhalb des Stadtgebiets gibt es 26 Industriezonen. Die meisten erstrecken sich entlang der Hauptverkehrsachsen, mit einer Konzentration an der Autoroute 40 im südlichen Teil des Saint-Charles-Tales. In den letzten Jahrzehnten gab es eine Verlagerung von der binnenmarktorientierten Konsumgüterindustrie hin zur exportorientierten Spitzentechnologie, im Zusammenspiel mit den ortsansässigen Forschungsinstitutionen. 2003 wurde die Organisation Québec international mit dem Ziel gegründet, ausländische Investitionen in die „wissensbasierte“ Wirtschaft gezielt zu fördern. Besonders viele Unternehmen sind in den Bereichen Biowissenschaften, Informations- und Kommunikationstechnik, Elektroindustrie, Werkstoffentwicklung, Umwelttechnik, Energietechnik und Lebensmittelindustrie tätig.
Verschiedene internationale Unternehmen sind in der Stadt mit Zweigniederlassungen und Betriebsstätten vertreten. Dazu gehören AkzoNobel, Asea Brown Boveri, CGI, Fujitsu, General Electric, GlaxoSmithKline, STERIS, Thales Group und Veolia. Die einst blühende holzverarbeitende Industrie, die drei Jahrhunderte lang die wirtschaftliche Entwicklung in hohem Maße prägte, ist heute von untergeordneter Bedeutung. Nach einem Konzentrationsprozess ist nur noch eine Papierfabrik in Betrieb: Das Stadacona-Werk, 1928 von den Anglo-Canadian Pulp & Paper Mills gegründet und seit 2004 Teil des US-Konzerns White Birch Paper, ist Nordamerikas drittgrößter Produzent von Zeitungspapier.

### Dienstleistungen

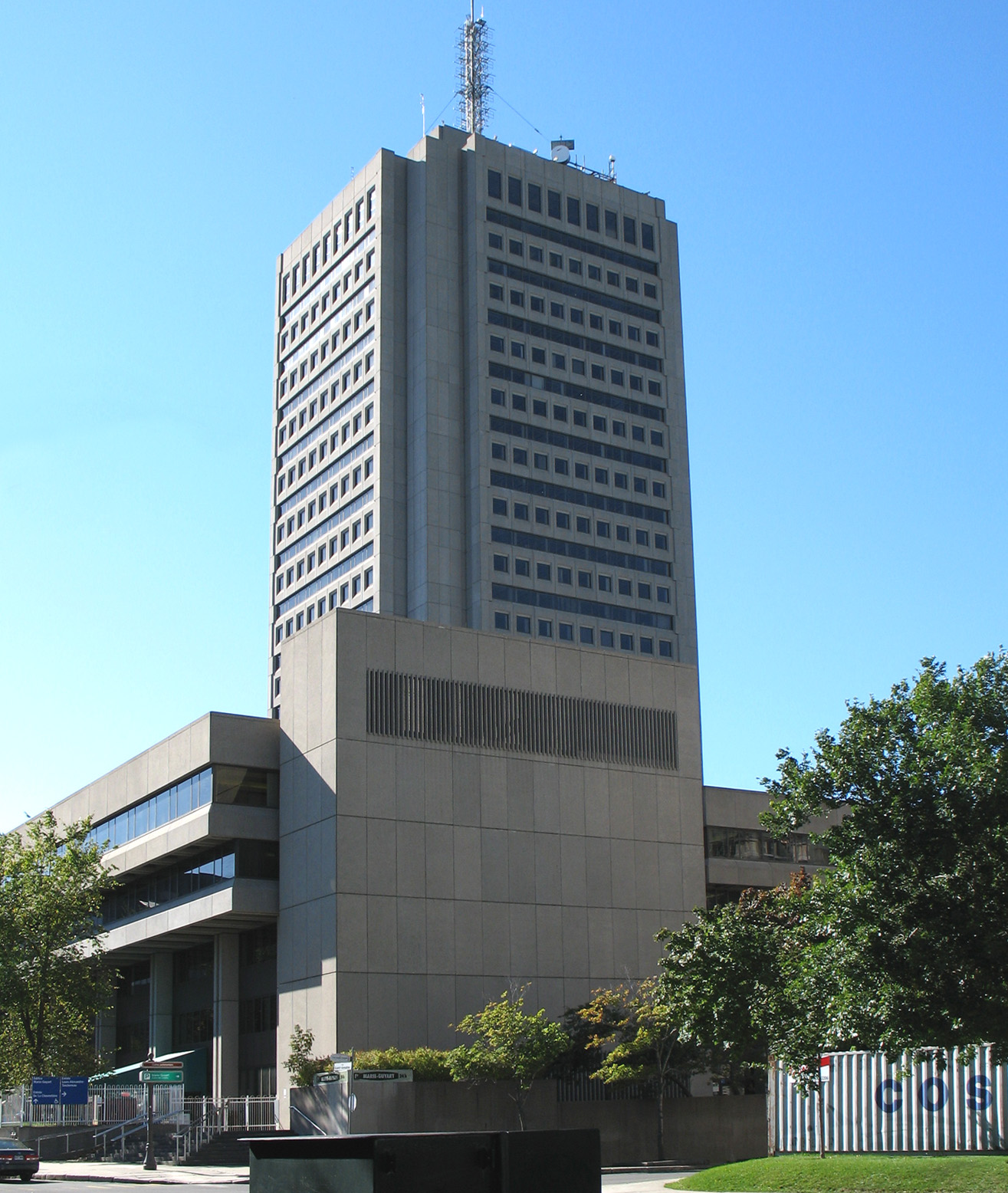
Das Édifice Marie-Guyart ist das höchste Gebäude der Stadt und Sitz zweier Ministerien der Provinz Québec

Einen hohen Anteil am Dienstleistungssektor besitzt die öffentliche Verwaltung mit 15 % aller Beschäftigten (fast dreimal höher als im Provinzdurchschnitt). Neben den Ministerien der Provinzregierung und den Abteilungen der Stadtverwaltung gehören auch verschiedene staatliche oder staatsnahe Unternehmen zu dieser Kategorie. Québec ist u. a. Hauptsitz der Caisse de dépôt et placement du Québec (Pensionskasse), des Institut national d’optique (Forschungsinstitut), die Société des établissements de plein air du Québec (Nationalparkverwaltung), der Société de l’assurance automobile du Québec (Fahrzeugversicherung), der Autorité des marchés financiers (Finanzaufsicht) und der Société des alcools du Québec (Verwaltungssitz der staatlichen Geschäfte zum Alkoholverkauf SAQ).
Darüber hinaus ist Québec Standort mehrerer internationaler Organisationen. Dazu gehören die Organization of World Heritage Cities, ein Zusammenschluss von 250 Städten mit Welterbestätten, oder die Inter-american organization for higher eduction, die den Austausch zwischen Universitäten in Nord- und Südamerika fördert. Ansässig sind auch zwei Unterorganisationen der Internationalen Organisation der Frankophonie: Das Institut de l’énergie et de l’environnement de la francophonie koordiniert die Umwelt- und Energiepolitik der Mitgliedsstaaten, während das Centre international de documentation et d’échange de la francophonie den Kulturaustausch fördert.
Ein weiteres wichtiges Standbein sind Versicherungen und Finanzdienstleistungen. Zehn Versicherungsgesellschaften haben ihren Hauptsitz in der Metropolregion Québec, die somit der zweitwichtigste Standort dieser Branche in Kanada ist. Bedeutendste Vertreter sind Industrielle Alliance und Promutuel. In Québec hat sich ein Cluster im Bereich der Programmierung von Computerspielen entwickelt. Die bekanntesten dieser Spieleentwickler sind Frima Studio und Ubisoft Québec. In der Stadt haben auch verschiedene Dienstleistungsunternehmen ihren Sitz, darunter Chez Ashton (Fastfoodkette), Familiprix (Drogerien), Groupe F. Dufresne (Treibstoffhandel) und La Maison Simons (Modeläden).
Aufgrund der zahlreichen Sehenswürdigkeiten und des kulturellen Angebots ist der Tourismus ein bedeutender Wirtschaftsfaktor. 2017 wurden in der Tourismusregion Québec, die neben der Stadt auch die umliegenden Regionen L’Île-d’Orléans, La Côte-de-Beaupré, La Jacques-Cartier und Portneuf umfasst, 4,6 Millionen Touristen gezählt (davon 1,1 Millionen aus dem Ausland). Damit ist Québec nach Montreal, Toronto und Vancouver die am vierthäufigsten besuchte Destination Kanadas. 2017 generierte der Tourismus einen Umsatz von 1,59 Milliarden Dollar.

### Medien
Wie in der übrigen Provinz teilen sich vier Fernsehsender den größten Teil des französischsprachigen Marktes auf; sie sind in der Stadt Québec jeweils mit regionalen Ablegern und Sendestudios vertreten. Bei der öffentlich-rechtlichen Anstalt CBC/Radio-Canada ist es der Sender CBVT, bei den privaten Netzwerken TVA, Télé-Québec und V sind es die Sender CFCM, CIVQ und CFAP. In englischer Sprache ist es der Sender CKMI des privaten Global Television Network. Hinzu kommen mehrere Hörfunksender.
In Québec erscheinen in französischer Sprache die Tageszeitungen Le Soleil und Le Journal de Québec, mehrere Wochenzeitungen mit lokaler Verbreitung sowie verschiedene Magazine. Die englischsprachige Wochenzeitung Quebec Chronicle-Telegraph existiert seit 1764 und nimmt für sich in Anspruch, die älteste Zeitung Nordamerikas zu sein.

### Versorgungsbetriebe und öffentliche Einrichtungen

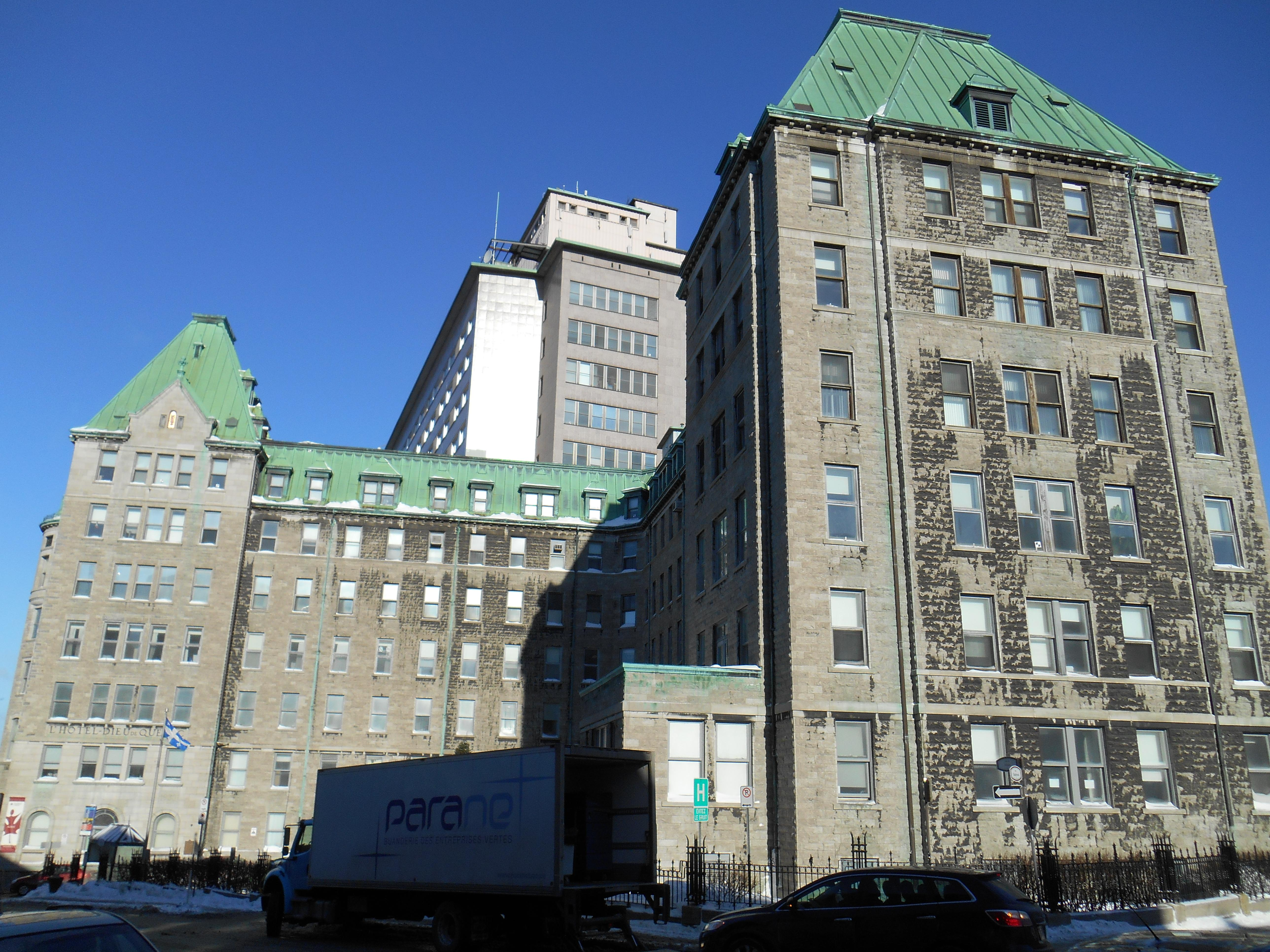
Hôtel-Dieu de Québec

Die Wasserversorgung wird vom Service de l’environnement sichergestellt, einem Gemeinschaftsbetrieb der Agglomerationsgemeinden. Etwas mehr als die Hälfte des Trinkwassers stammt aus dem Rivière Saint-Charles bzw. dem Lac Saint-Charles, ein Fünftel aus dem Sankt-Lorenz-Strom, ein Sechstel aus dem Rivière Montmorency, der Rest aus Quellfassungen. Die gesamten Abwässer werden in zwei Kläranlagen gereinigt, außerdem stehen bei großen Regenmengen ein Dutzend unterirdische Rückhaltebecken zur Verfügung. Die Elektrizitätsversorgung erfolgt durch Hydro-Québec, die Erdgasversorgung durch Gaz Métro.
Alle öffentlichen Krankenhäuser der Stadt sind seit 2012 im Netzwerk des Centre hospitalier universitaire de Québec zusammengeschlossen, das mit der Université Laval verbunden ist. Dazu gehört auch das 1639 gegründete Hôtel-Dieu de Québec, das älteste Krankenhaus Nordamerikas. Die städtische Polizeibehörde, der Service de police de la Ville de Québec, besteht seit 1843 und zählt etwas mehr als 700 Bedienstete. Eine Feuerwehr gibt es in der Stadt seit 1765; der heutige Service de protection contre les incendies de Québec entstand 2002 durch die Fusion mit den Feuerwehren verschiedener Nachbargemeinden.

## Verkehr

### Straßen und Brücken

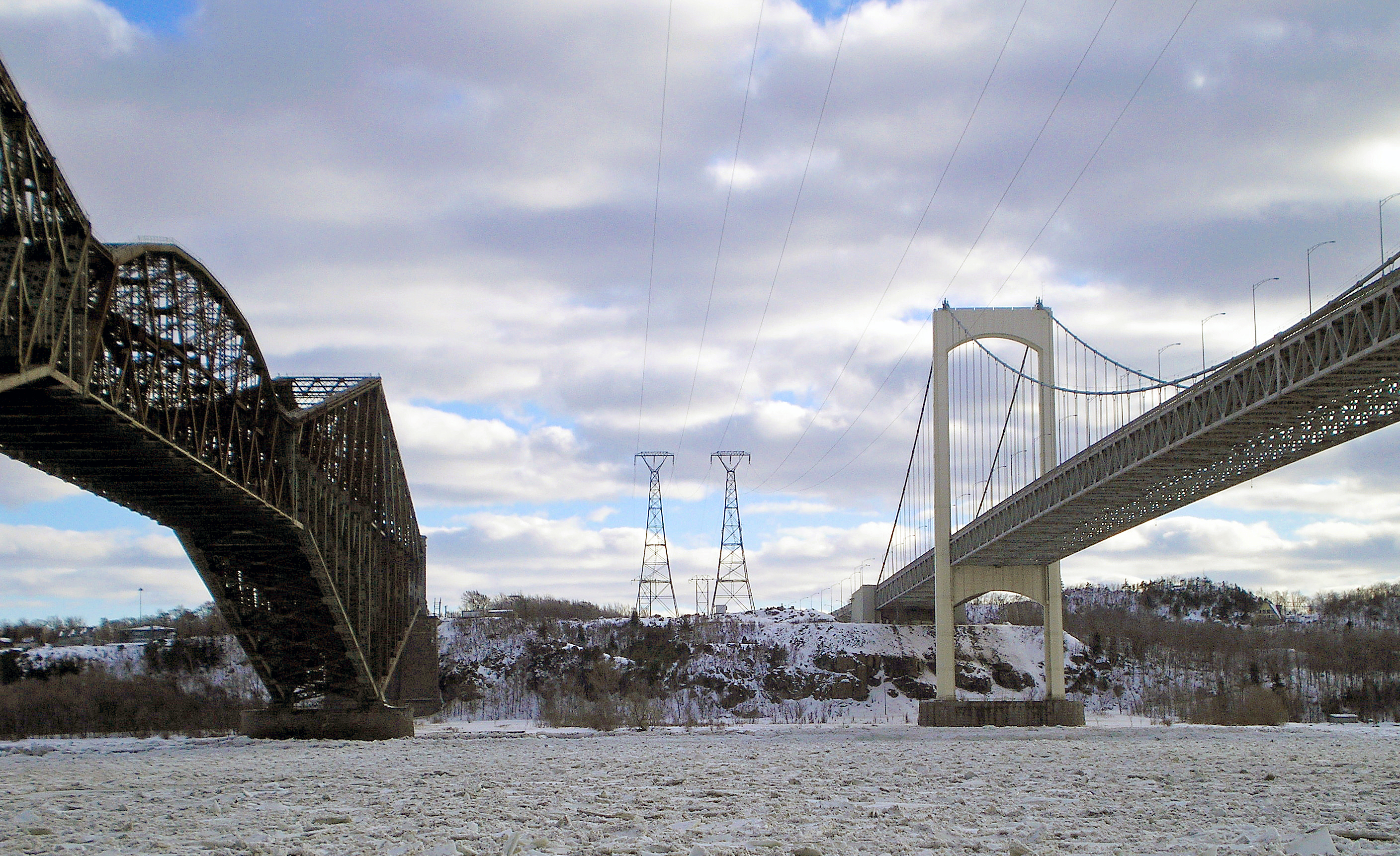
Die historische Québec-Brücke (links) und modernere Brücke Pont Pierre-Laporte (rechts) überqueren den Sankt-Lorenz-Strom.

Québec ist ein bedeutender Knotenpunkt im Autobahnnetz der Provinz. Die Autoroute 40 verbindet die Stadt mit Trois-Rivières, Montreal und der Provinz Ontario. Südlich des Sankt-Lorenz-Stroms verläuft die Autoroute 20; in Richtung Westen führt sie nach Montreal und Toronto, ostwärts nach Rivière-du-Loup. Als Querspange zwischen diesen Autobahnen dient die Autoroute 73: Sie beginnt nahe dem nördlichen Stadtrand, überquert den Strom und endet in der Nähe von Saint-Georges. Ergänzt wird das Netz durch vier kurze Stadtautobahnen: die Autoroute 440, die Autoroute 540, die Autoroute 573 und die Autoroute 740. Wichtigste überregionale Hauptstraße ist die Route 138; sie verläuft parallel zum Nordufer des Sankt-Lorenz-Stroms, von der Grenze zum US-Bundesstaat New York bis zur Labrador-Halbinsel. Weitere überregionale Straßen sind die Route 136 und die Route 175.
Drei Brücken überqueren den Sankt-Lorenz-Strom. Vom Stadtteil Sainte-Foy aus führt die Autobahnbrücke Pont Pierre-Laporte nach Lévis. Sie wurde 1970 eröffnet und ist mit einer Gesamtlänge von 1041 Metern die längste Hängebrücke Kanadas. 200 Meter westlich davon steht die 1919 eröffnete Québec-Brücke, eine 987 Meter lange freitragende Ausleger-Fachwerkbrücke für den Eisenbahn- und Straßenverkehr. Die 4,4 km lange, im Jahr 1938 eröffnete Pont de l’île d’Orléans führt vom Stadtteil Beauport zur Île d’Orléans, einer Insel im Sankt-Lorenz-Ästuar.
Das Radwegnetz in Québec erstreckt sich über eine Länge von mehr als 400 km. Neben den üblichen Radfahrstreifen gibt es vier abgetrennte, durchgehende Radkorridore. Der längste zusammenhängende Radweg ist der Corridor du Littoral (48 km), der zwischen Cap-Rouge und dem Montmorency-Fall dem Ufer des Sankt-Lorenz-Stroms entlang führt. Der Corridor des Cheminots (22 km) folgt der Trasse einer stillgelegten Eisenbahnlinie zwischen dem Stadtzentrum und Val-Bélair. Der Corridor de la Rivière Saint-Charles (9 km) umrundet den Unterlauf des Rivière Saint-Charles und der Corridor des Beauportois (5,7 km) durchquert den Stadtbezirk Beauport. Die beiden erstgenannten Korridore sind Bestandteil der Route Verte und des Sentier transcanadien.

### Luft- und Schifffahrt

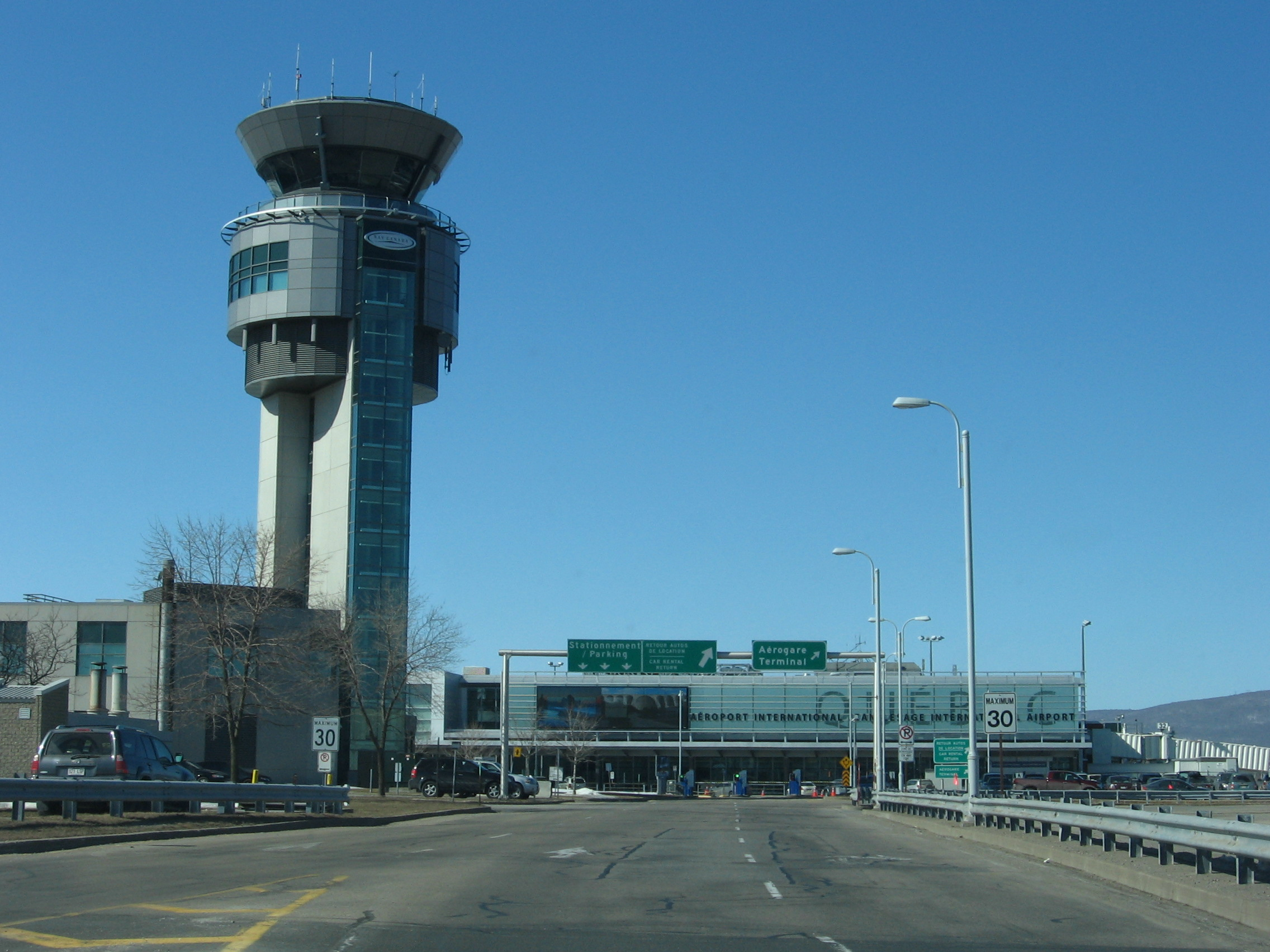
Flughafen Québec

Der internationale Flughafen Québec (Aéroport international Jean-Lesage de Québec) liegt zwölf Kilometer westlich des Stadtzentrums. Er wurde 1939 eröffnet und zählt jährlich rund 1,75 Millionen Fluggäste, womit er vom Passagieraufkommen her der zweitgrößte Flughafen der Provinz ist. Der Hafen von Québec am Sankt-Lorenz-Strom ist der älteste Kanadas; er ist heute vor allem als Ausgangspunkt für Kreuzfahrtschiffe von Bedeutung. Die Société des traversiers du Québec betreibt eine Fährverbindung zwischen der Unterstadt von Québec und Lévis.

### Schienen- und Nahverkehr

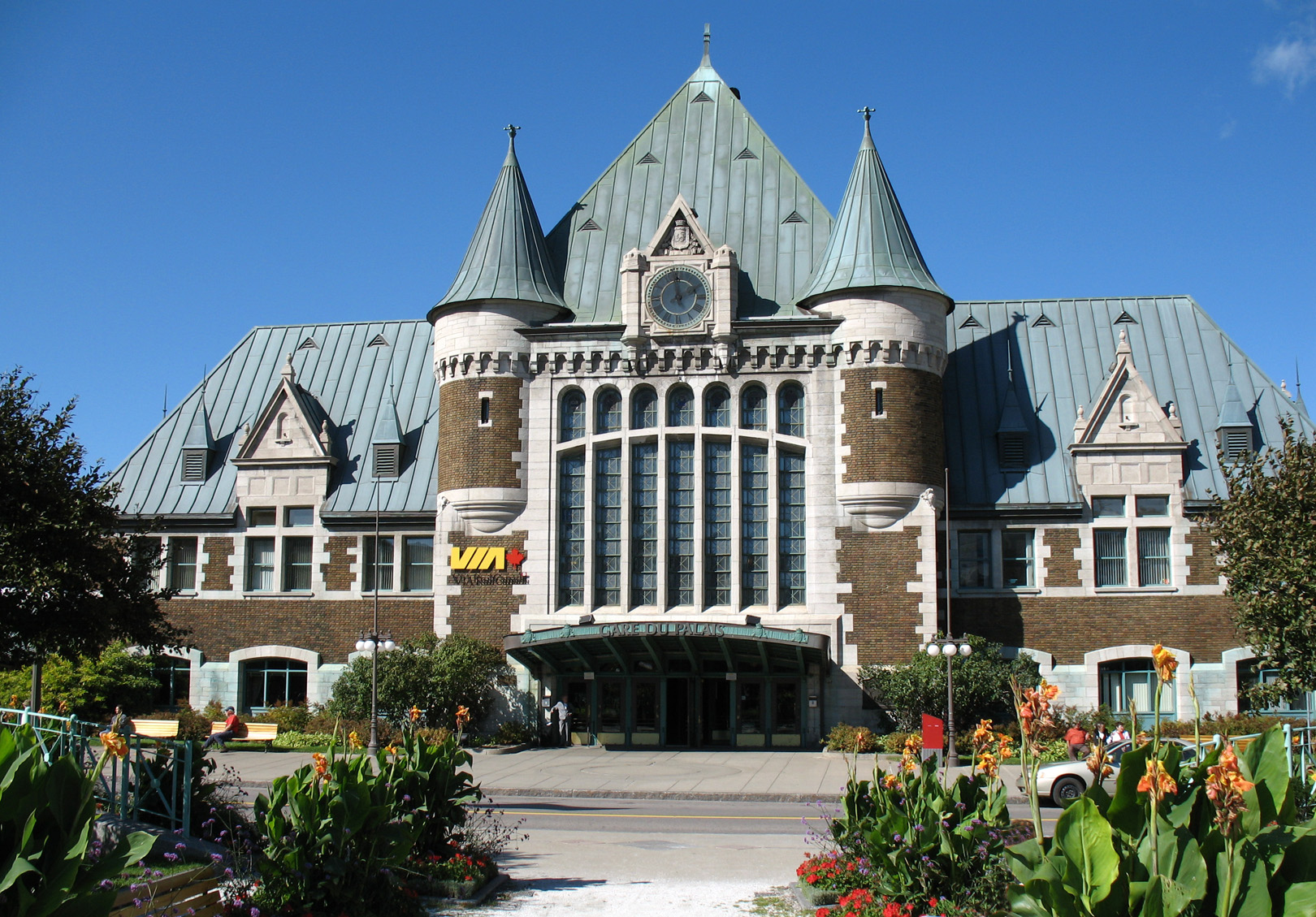
Gare du Palais

Vom Hauptbahnhof Québecs, dem Gare du Palais, verkehren täglich mehrere Schnellzüge der Gesellschaft VIA Rail nach Montreal. Der Gare du Palais dient auch als Terminal für zahlreiche Fernbuslinien. Ein weiterer Bahnhof befindet sich im Stadtteil Sainte-Foy. Züge von Montreal nach Halifax und Gaspé verkehren nicht über Québec, sondern halten am Bahnhof Charny am gegenüberliegenden Ufer. Die von Québec ausgehenden, nördlich des Sankt-Lorenz-Stroms gelegenen Bahnstrecken dienen heute fast ausschließlich dem Güterverkehr. Eine Ausnahme ist ein ganz auf den Tourismus ausgerichtetes Angebot nach La Malbaie auf der Bahnstrecke Quebec–Clermont.
Die Verkehrsgesellschaft Réseau de transport de la Capitale (RTC) betreibt in Québec und mehreren angrenzenden Gemeinden ein dichtes Busnetz mit mehreren Dutzend Linien. Das Rückgrat bilden vier Métrobus-Linien, die in einem besonders dichten Takt und auf fast ihrer gesamten Länge über separate Busspuren verfügen. Es besteht eine einheitliche Tarifstruktur unter Anwendung der berührungslosen OPUS-Chipkarte. Für Verbindungen über die Québec-Brücke in die Nachbarstadt Lévis ist die Société de transport de Lévis zuständig. Zwischen der Rue du Petit-Champlain in der Unterstadt und der darüber liegenden Dufferin-Terrasse verkehrt eine Standseilbahn, die 1879 eröffnete Funiculaire du Vieux-Québec.
Die Geschichte des öffentlichen Personennahverkehrs begann 1845 mit der Einführung einer Pferdeomnibuslinie zwischen Québec und Cap-Rouge. Zwanzig Jahre später folgte in der Unterstadt die erste Pferdebahn. Elektrische Straßenbahnen verkehrten von 1897 bis zur Umstellung auf Busbetrieb im Jahr 1948, außerdem bestand zwischen 1899 und 1957 eine Interurban zum Wallfahrtsort Sainte-Anne-de-Beaupré.
2003 veröffentlichte RTC eine Machbarkeitsstudie zur Wiedereinführung der Straßenbahn. Nach weiteren Studien wurde im April 2023 der Bau einer 19 Kilometer langen, politisch umstrittenen, Straßenbahnlinie bekanntgegeben. Zwei der 29 Stationen werden unterirdisch angelegt. Der Bau soll 2024 beginnen, 2029 abgeschlossen sein und insgesamt 569 Mio. $ kosten. Im Jahr 2023 wurden 34 niederflurige Fahrzeuge des Typs Citadis Spirit bei Alstom bestellt. Nachdem die Ausschreibung für die Realisierung der Strecke im November 2023 aufgrund des Rückzugs des letzten verbliebenen Konsortiums gescheitert war und da außerdem erwartet wird, dass für das Projekt Aufwendungen in Höhe von 10 bis 13 Mrd. $ erforderlich wären, werden Alternativen zur Straßenbahn untersucht.

## Bildung

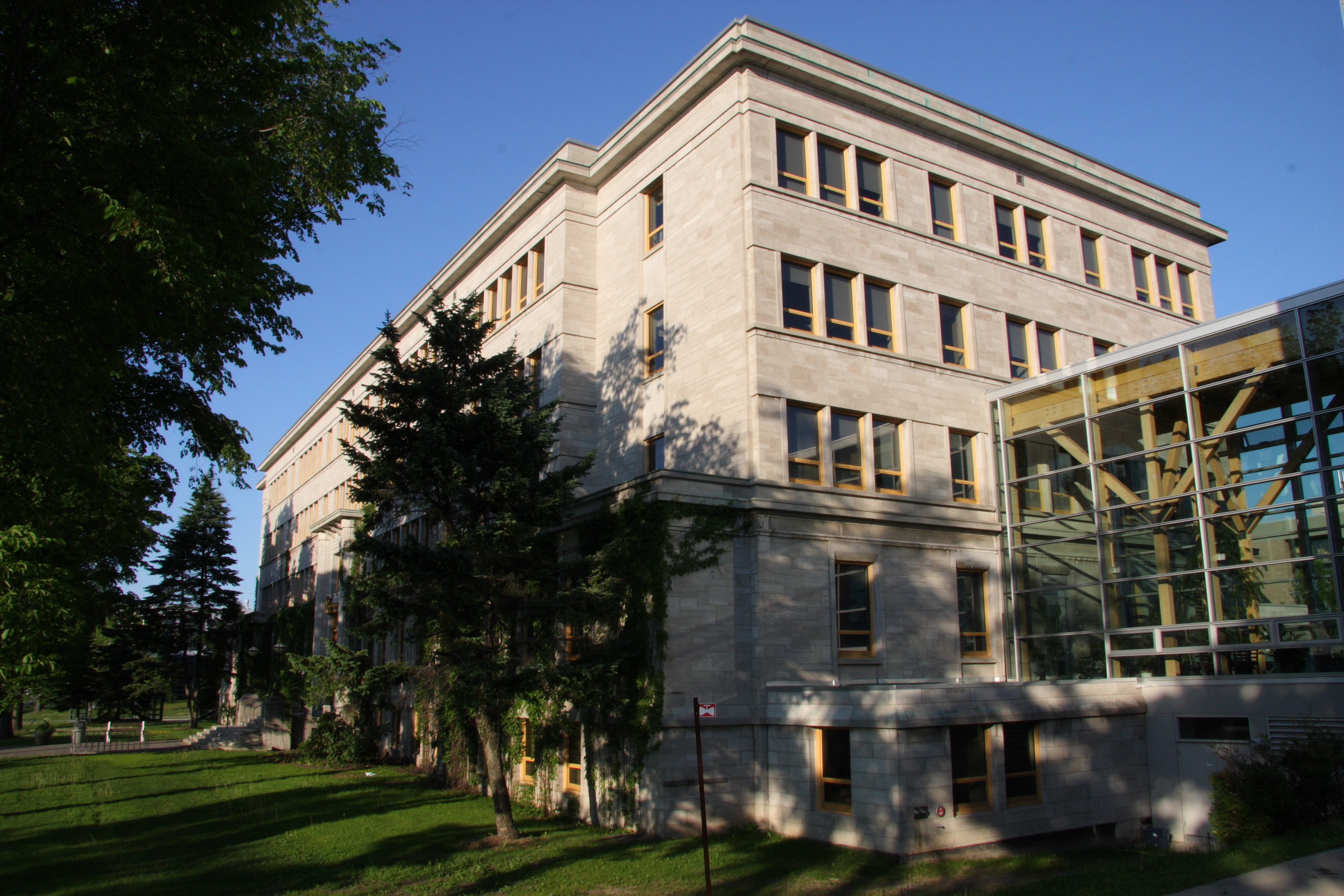
Der Pavillon Abitibi-Price auf dem Campus der Université Laval

Die Université Laval ist die älteste ununterbrochen existierende frankophone Bildungsstätte des amerikanischen Kontinents. Sie wurde 1663 als Seminar der Jesuiten gegründet (Séminaire de Québec) und 1852 in eine vollwertige Universität umgewandelt. Sie zählt rund 48.000 Studenten und gehört somit zu den größten Universitäten Kanadas. Fast alle universitären Einrichtungen sind auf dem 1,9 km² großen Campus im Stadtteil Sainte-Foy konzentriert, einzelne Fakultäten nutzen die Seminargebäude in der Altstadt. Dem Verbund der Université du Québec gehört die 1972 gegründete Fern-Universität TÉLUQ (Télé-Université) an. Neben den beiden Universitäten gibt es zwei weitere Hochschulen, die Verwaltungshochschule École nationale d’administration publique und das Forschungsinstitut Institut national de la recherche scientifique.
Auf der Mittelschulstufe gibt es in Québec vier staatliche Cégeps (Collège d’enseignement général et professionnel), welche die Vorbereitung auf die universitäre Bildung und die technische Berufsschule vereinen. Von diesen sind drei französisch- und eines englischsprachig. Hinzu kommen neun private Mittelschulen. Auf dem Gebiet der Agglomeration Québec sind vier Schulbehörden tätig, die für Kindergärten, Grund- und Sekundarschulen, Erwachsenenbildung und Berufsbildung zuständig sind. Französischsprachige Schulbehörden sind die Commission scolaire des Premières-Seigneuries im Osten, die Commission scolaire de la Capitale im Zentrum und die Commission scolaire des Découvreurs im Westen. Den englischsprachigen Unterricht betreut das Central Quebec School Board. Die Aufsicht erfolgt durch Schulräte, die von den Einwohnern der betreuten Gebiete gewählt werden.

## Kultur

### Kulturpolitik im Zeichen der Frankophonie
Ab dem späten 19. Jahrhundert identifizierte sich Québec im kulturellen Sinne zunehmend als „nationale Hauptstadt“ der Frankophonen, wodurch der politische Bedeutungsverlust gegenüber der Bundeshauptstadt Ottawa kompensiert werden sollte. Mit Gedenkfeiern und Zusammenkünften sollte der französische, katholische und traditionelle Charakter bewahrt werden. Dieses Sendungsbewusstsein war nicht auf die Provinz Québec beschränkt, sondern umfasste alle frankophonen Gebiete Nordamerikas. Für 1909 waren große Feiern und Militärparaden zum 150. Jahrestag der Schlacht auf der Abraham-Ebene geplant, was bei Frankokanadiern Unbehagen auslöste. Politischer Druck aus Québec führte dazu, dass die Feiern um ein Jahr vorverschoben wurden und stattdessen dem 300. Jahrestag der Stadtgründung durch Samuel de Champlain gewidmet waren. 1912, 1937, 1952 und 1957 fanden in Québec „Kongresse der französischen Sprache in Kanada“ statt, die es sich zum Ziel gesetzt hatten, das Überleben der französischen Sprache in Nordamerika zu sichern.
Mit der Stillen Revolution der 1960er Jahre nahm die Kulturpolitik betont säkulare und internationalistische Züge an (bisweilen auch separatistische). Die Superfrancofête im August 1974, ein zwölftägiges Kulturfestival mit Akteuren aus 25 frankophonen Ländern und mit besonderem Fokus auf die Jugendkultur, zog 1,25 Millionen Besucher an und diente als Vorbild für ähnliche Veranstaltungen in den folgenden Jahrzehnten. 1979 wurde in Québec die internationale Vereinigung der frankophonen Bürgermeister gegründet, 1987 und 2008 war die Stadt Gastgeberin der Frankophonie-Gipfel. Mit Dutzenden von Veranstaltungen mit internationaler Ausstrahlung wurde 2008 das 400-jährige Bestehen der Stadt gefeiert.

### Regelmäßige Großveranstaltungen

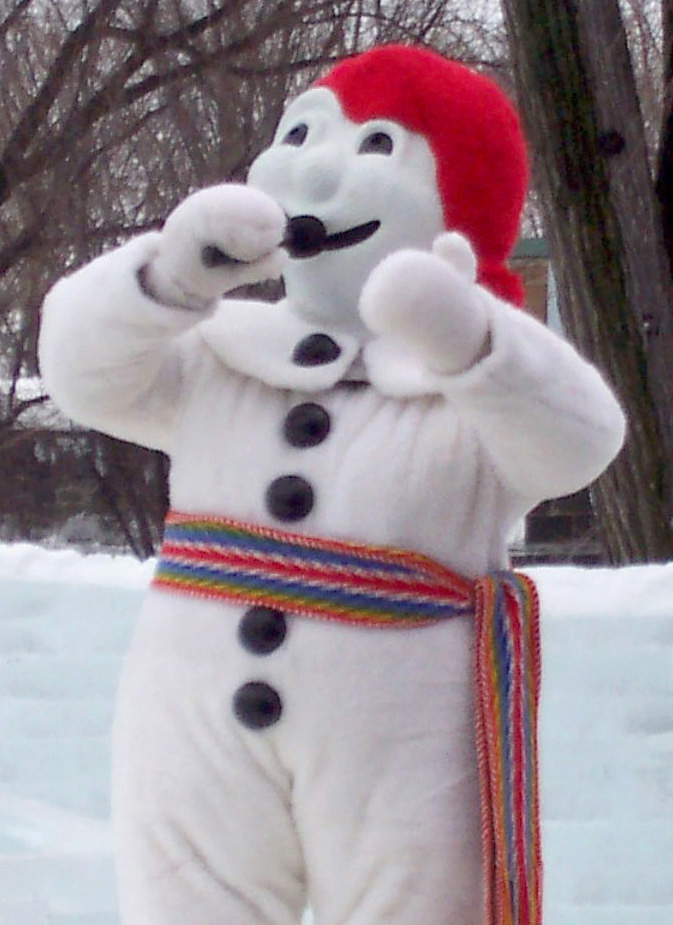
Bonhomme carnaval, die Symbolfigur des Karnevals

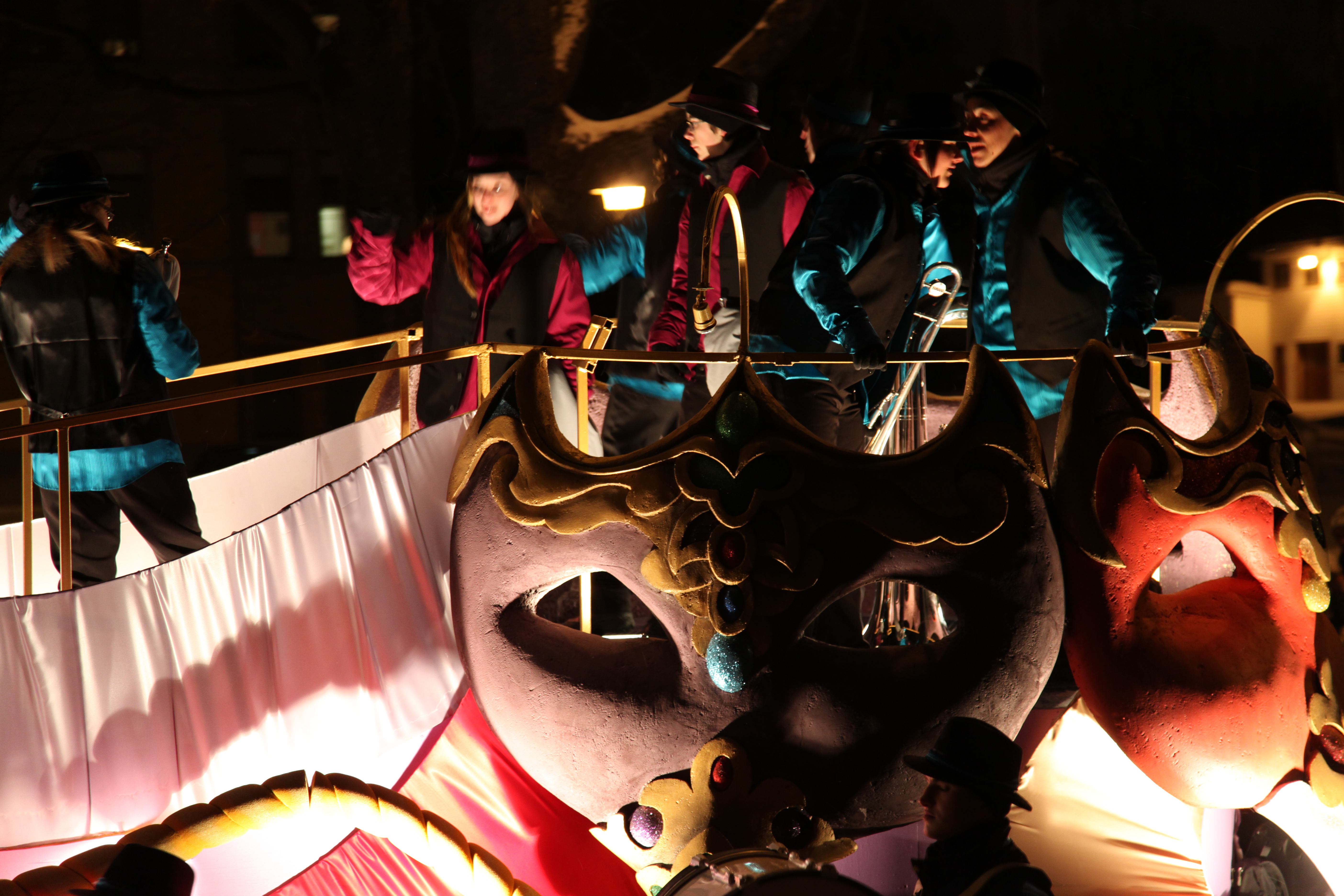
Nächtlicher Umzug mit allegorischem Wagen während des Winterkanevals in Quebec.

Von Ende Januar bis Mitte Februar findet der Karneval von Québec (Carnaval de Québec) statt. Er bietet eine breite Auswahl an karnevalistischen, kulturellen und sportlichen Aktivitäten, an denen rund eine Million Besucher teilnehmen. Dazu gehören Maskenbälle, Umzüge, ein Eisskulpturen-Wettbewerb und Eiskanurennen auf dem teilweise gefrorenen Sankt-Lorenz-Strom. Der erste Karneval fand 1894 statt, offizieller Botschafter ist ein Schneemann namens Bonhomme carnaval („Karnevalsmännchen“).
Das Défilé de la Saint-Patrick de Québec ist ein Umzug am 17. März. Aufgrund der zahlreichen irischen Einwanderer im 19. Jahrhundert hat der Saint Patrick’s Day in Québec eine lange Tradition. Nachdem der Umzug 1837 erstmals durchgeführt worden war, geriet der Brauch in den 1920er Jahren allmählich in Vergessenheit, bis man ihn 2010 wiederbelebte.
Die Fête nationale du Québec ist seit 1977 der offizielle Nationalfeiertag der Provinz Québec. Er fällt auf den 24. Juni (Johannistag), den Gedenktag des Quebecer Nationalheiligen Johannes dem Täufer. Mit etwa 200.000 Besuchern ist die Veranstaltung auf der Abraham-Ebene jeweils die größte der gesamten Provinz. Der eigentliche kanadische Nationalfeiertag, der Canada Day am 1. Juli, stößt auf weniger Interesse.
Mit 1,5 Millionen Besuchern ist das 1968 erstmals durchgeführte Sommerfestival von Québec (Festival d’été de Québec) die größte Veranstaltung im Verlaufe des Jahres. Dieses Musik- und Kulturfestival beginnt am ersten Donnerstag im Juli und dauert jeweils elf Tage. Rund 1000 Künstler treten auf zehn Bühnen in 300 Veranstaltungen auf. Die Bandbreite reicht von Pop und Rock über Weltmusik bis zu klassischer Musik. Höhepunkt sind Open-Air-Konzerte auf der Abraham-Ebene vor rund 100.000 Zuschauern. Die Ende August stattfindende Expo Québec ist eine bedeutende, seit 1894 bestehende Waren- und Landwirtschaftsmesse auf dem Ausstellungsgelände ExpoCité.

### Museen

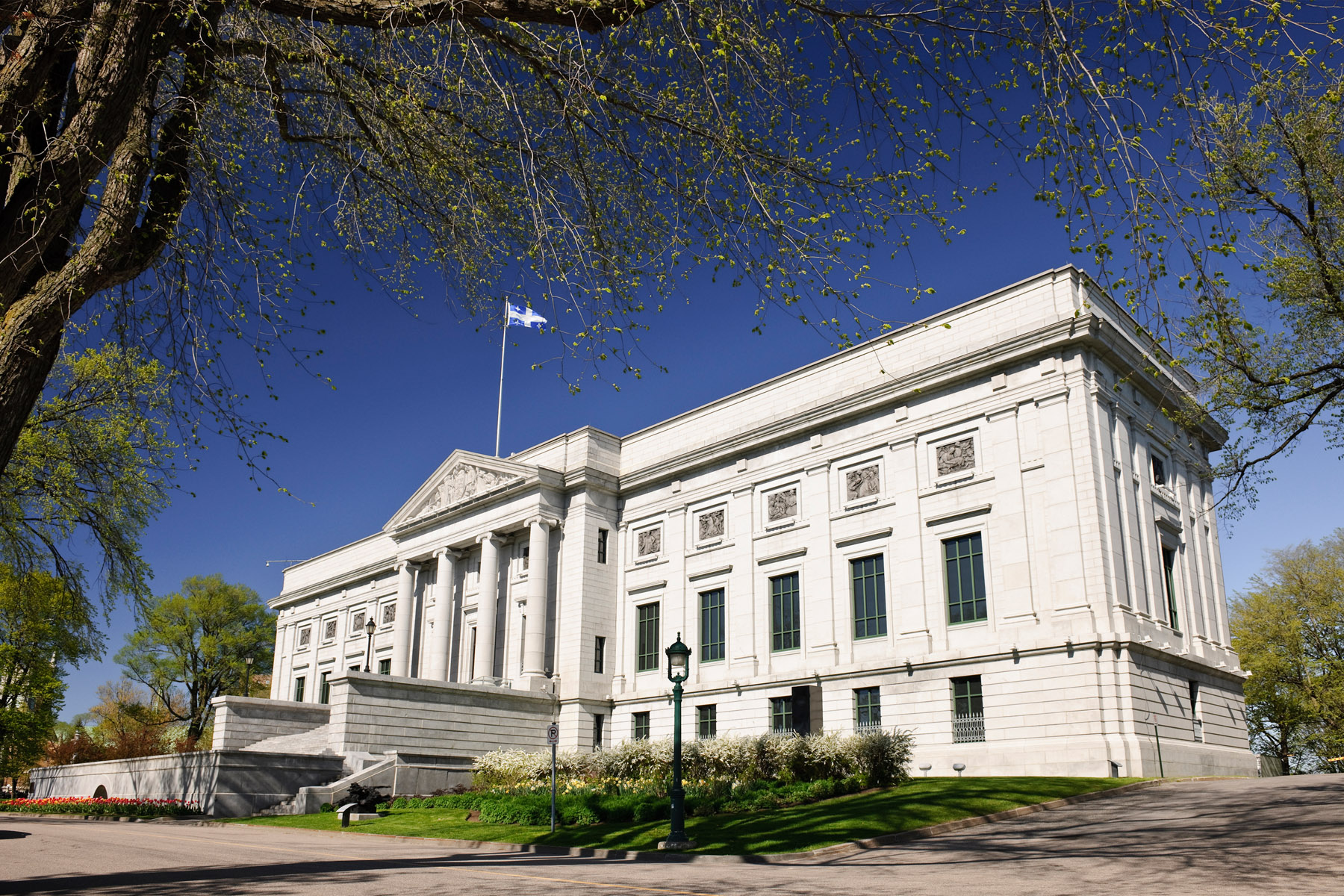
Hauptgebäude des Musée national des beaux-arts du Québec

Das Musée national des beaux-arts du Québec ist das größte Museum der Stadt und gleichzeitig das Nationalmuseum der Provinz Québec. Dieses Kunstmuseum ist auf Werke spezialisiert, die sich mit Québec befassen oder von Quebecer Künstlern geschaffen wurden. In den vier Ausstellungsgebäuden auf der Abraham-Ebene werden über 40.000 Werke aller Kunstrichtungen seit dem 17. Jahrhundert präsentiert.
Der Museumsverbund Les Musées de la civilisation beschäftigt sich mit unterschiedlichen historischen Aspekten. Eines der meistbesuchten Museen Kanadas überhaupt ist das Musée de la civilisation, das in einem von Mosche Safdie entworfenen Gebäude untergebracht ist. Dieses „Zivilisationsmuseum“ bietet Dauerausstellungen zur Kulturgeschichte Québecs und der Ureinwohner, hinzu kommen Wechselausstellungen zu unterschiedlichen zeitgenössischen und historischen Themenbereichen. Im Musée de l’Amérique francophone wird die französische Kultur Nordamerikas vorgestellt, während das Maison historique Chevalier die Wohnkultur des 18. und 19. Jahrhunderts präsentiert. Schließlich erläutert das Musée de la place Royale die Geschichte der Place Royale.
Im Musée naval de Québec am alten Hafen wird die Geschichte der Schifffahrt auf dem Sankt-Lorenz-Strom und der kanadischen Marine vorgestellt. Das Musée de géologie René-Bureau ist eine von der geologischen Fakultät der Université Laval betreute Ausstellung mit Tausenden von Felsproben, Mineralien und Fossilien. Der Ursulinenkonvent betreibt das Musée des Ursulines de Québec über die Geschichte und kulturelle Bedeutung dieser Ordensgemeinschaft. Ein Museum in der Zitadelle befasst sich mit der Geschichte des dort stationierten 22. Regiments der kanadischen Armee. Daneben gibt es zahlreiche kleinere Ausstellungszentren sowie Interpretive centres, die Wissen und Kenntnisse über bestimmte Ausschnitte der Natur- und Kulturwissenschaften mit regionalem Bezug vermitteln.
In Sainte-Foy befindet sich das Aquarium du Québec. In diesem Großaquarium mit getrennten Salzwasser- und Süßwasserbereichen sind mehr als 10.000 Tiere zu besichtigen, die zu rund 300 verschiedenen, überwiegend in Kanada vorkommenden Arten gehören. Das Aquarium übernahm einen Teil des Bestandes des Zoos Jardin zoologique du Québec, der 2006 aus finanziellen Gründen geschlossen werden musste.

### Theater, Musik, Literatur

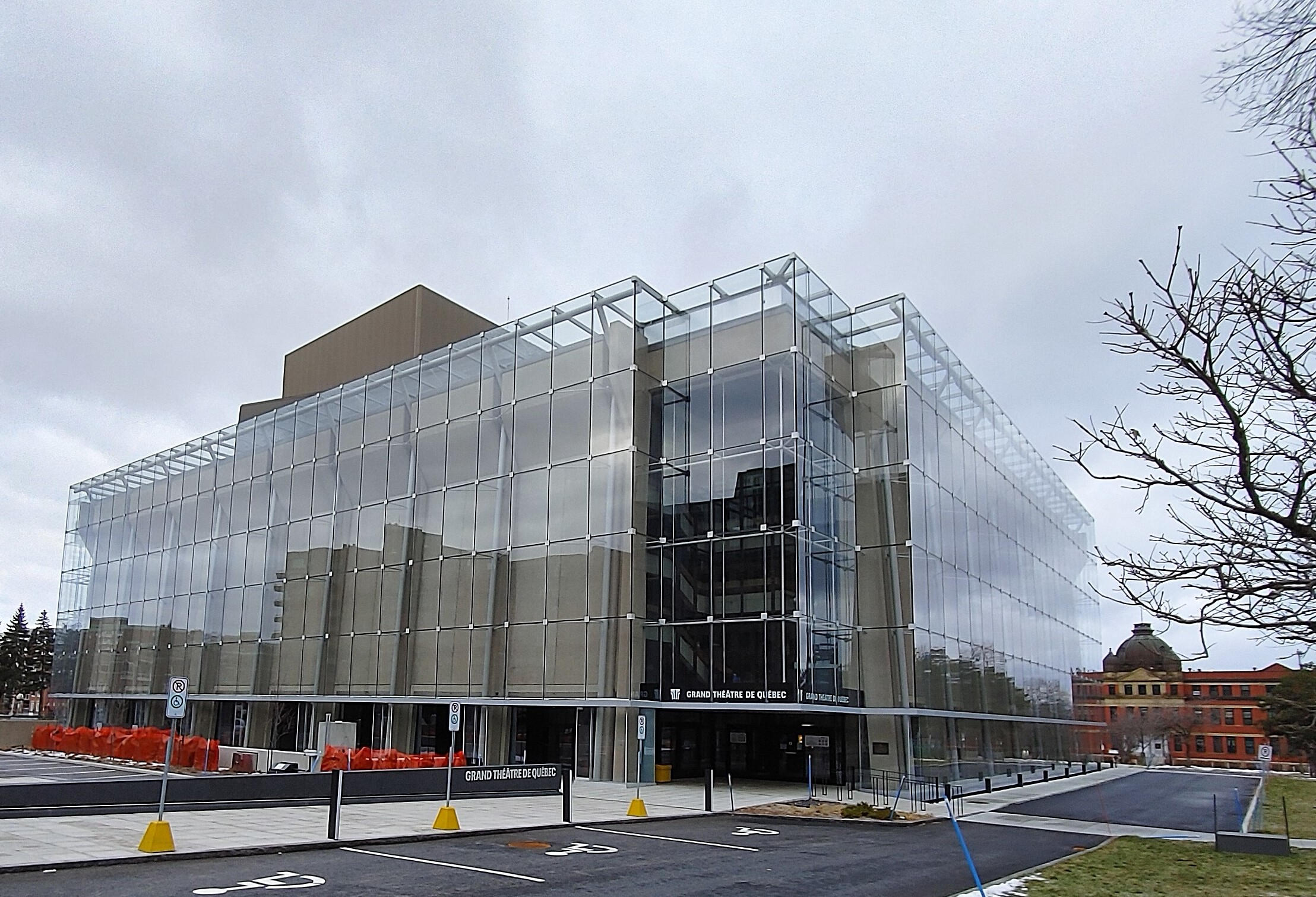
Grand Théâtre de Québec

Québec gilt als Hochburg des Theaters, wobei sich vor allem das Improvisationstheater und die davon abgeleitete Form des Theatersports großer Beliebtheit erfreuen. In der Stadt gibt es mehrere bedeutende Theater- und Veranstaltungsgebäude. Das größte ist das Grand Théâtre de Québec mit 2600 Plätzen. Es ist gleichzeitig Sitz der Theatergesellschaft Théâtre du Trident und des Conservatoire de musique de Québec. Im Capitole de Québec und im Palais Montcalm finden je 1100 Zuschauern Platz, im Impérial de Québec 1300, im Salle Albert-Rousseau 1350. Hinzu kommen mehrere Kleintheater.
Die genannten Hallen werden auch für musikalische Darbietungen genutzt. Beispielsweise treten das Sinfonieorchesters Orchestre Symphonique de Québec und die Operngesellschaft Opéra de Québec regelmäßig im Grand Théâtre de Québec auf. Für Konzerte wird auch die Agora du Vieux-Port genutzt, eine Freilichtbühne am alten Hafen für über 4000 Zuschauer. In Québec finden jährlich mehrere Kulturfestivals statt. Das Festival de la bande dessinée francophone de Québec ist das älteste und größte Comicfestival Nordamerikas für französischsprachige Publikationen. Seit 2005 ist es in die Buchmesse Salon international du livre de Québec integriert.

### Sport

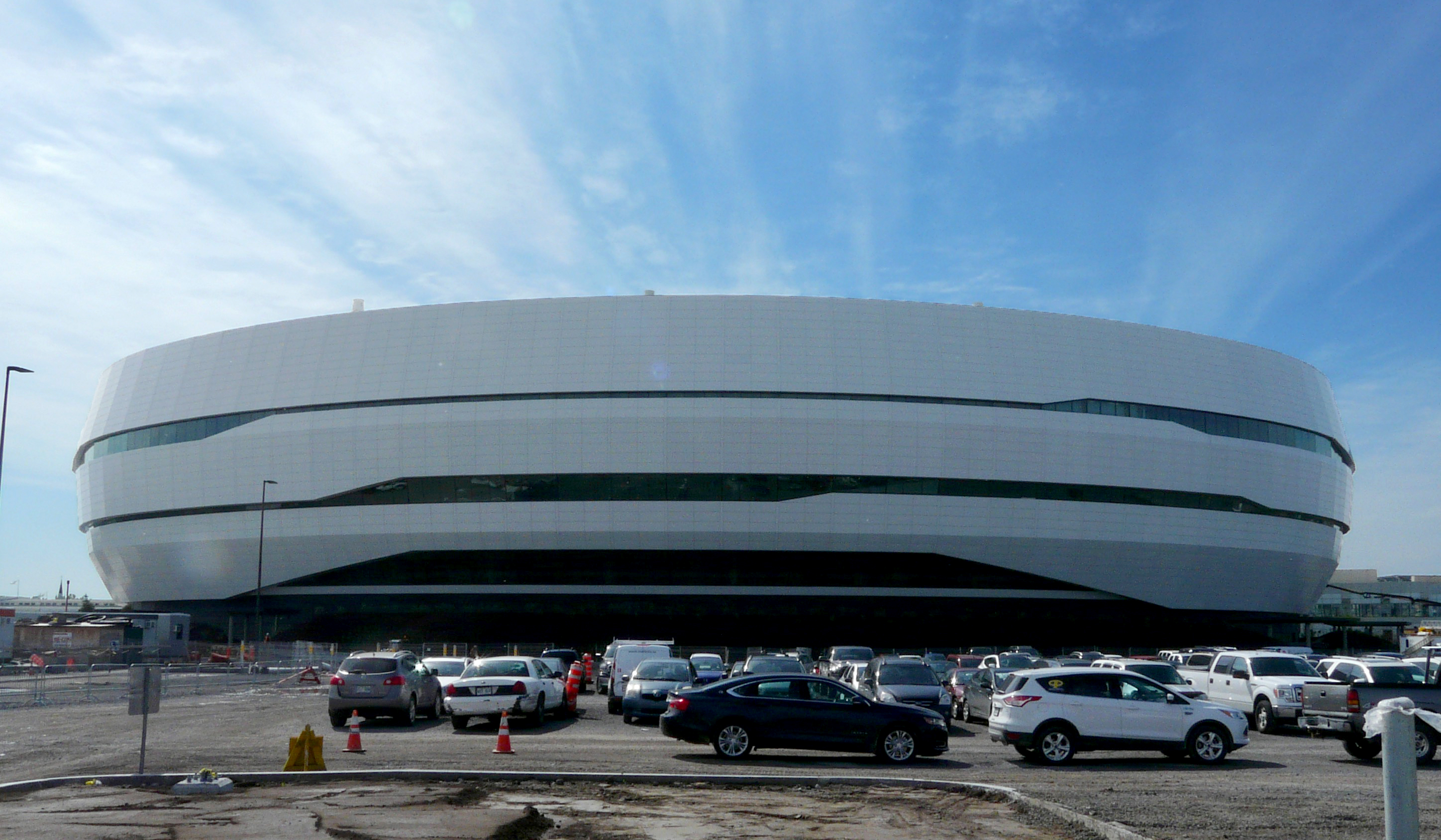
Centre Vidéotron

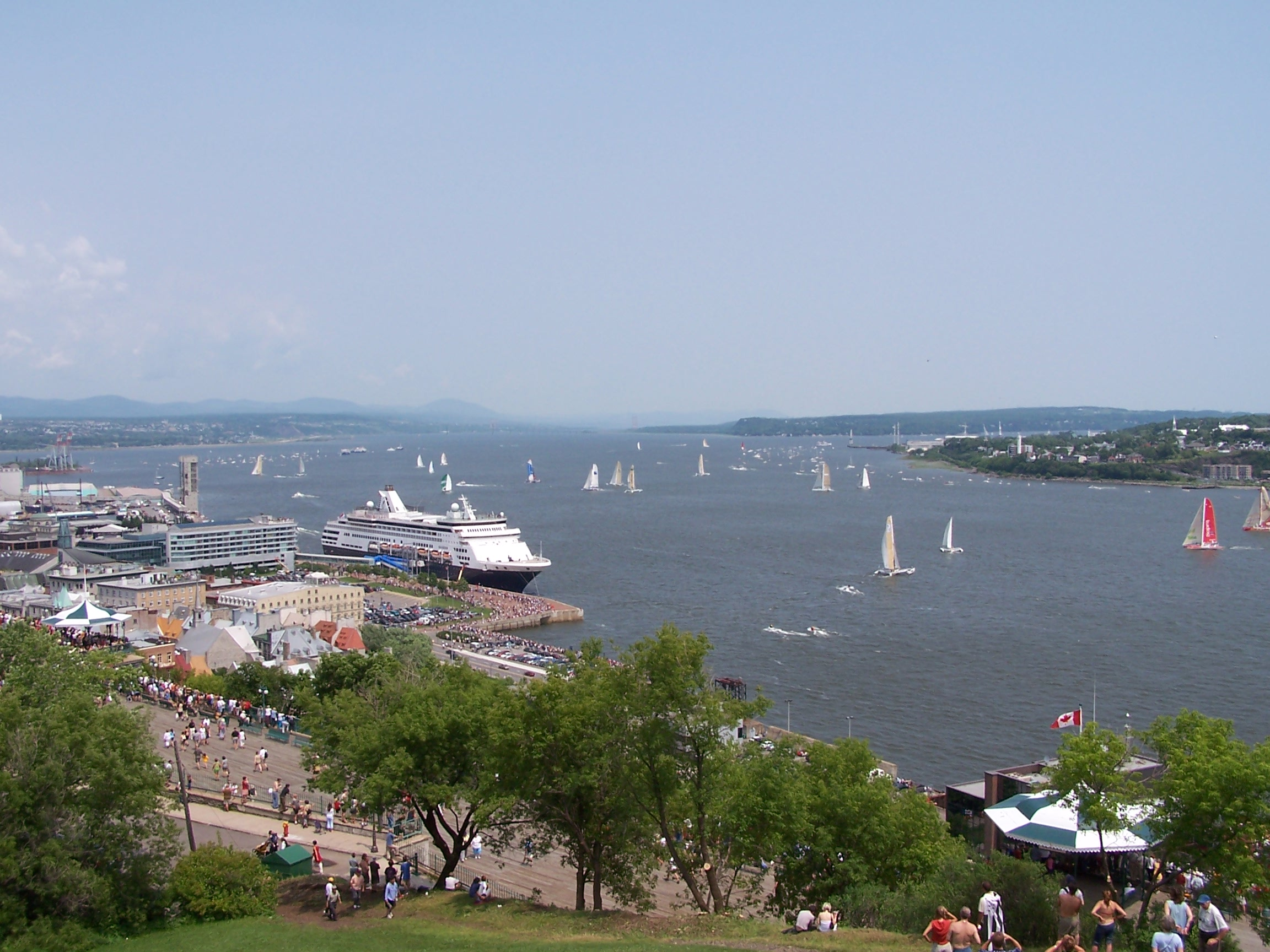
Transat Québec Saint-Malo

Eishockey ist hinsichtlich des Zuschauerinteresses die beliebteste Sportart in Québec. Die Remparts de Québec spielen in der Ligue de hockey junior majeur du Québec, einer von drei professionellen Juniorenligen in Kanada. Sie tragen ihre Heimspiele im Centre Vidéotron aus, das eine Kapazität von 18.500 Zuschauern besitzt und im September 2015 eröffnet wurde. Hinter dem Bau des neuen Stadions steckt die Absicht, wieder ein Team der National Hockey League (NHL), der höchsten Profi-Eishockeyliga Nordamerikas, nach Québec zu holen. Die Nordiques de Québec hatten von 1972 bis 1979 in der World Hockey Association gespielt, danach in der NHL, bis das Team 1995 nach Denver umzog (wo es als Colorado Avalanche in Erscheinung tritt). Ihre Heimspiele hatten die Nordiques in der 15.400 Zuschauer fassenden Colisée Pepsi ausgetragen. Ein weiteres Eishockeystadion ist der Pavillon de la Jeunesse mit 5000 Plätzen.
Die Capitales de Québec spielen Baseball in der Can-Am League; ihre Heimspiele tragen sie im Stade Canac aus, das 5.100 Zuschauern Platz bietet. Der Frauenfußballverein Amiral SC de Québec ist in der USL W-League vertreten. Unter der Bezeichnung Rouge et Or („Rot und Gold“) stellt die Université Laval Teams in über einem Dutzend Sportarten.
In Québec finden mehrere bedeutende Sportereignisse statt. Seit 1984 zieht die renommierte Hochseeregatta Transat Québec Saint-Malo alle vier Jahre internationale Segler von Weltklasse und auch Amateure an. Die Segelregatta führt ohne Zwischenhalt über den Nordatlantik nach Saint-Malo, der Heimatstadt von Jacques Cartier. Es handelt sich um die einzige Transatlantikregatta für Mannschaften in West-Ost-Richtung. Seit 1993 wird jährlich die Challenge Bell ausgetragen, ein bedeutendes Frauentennisturnier der WTA Tour. Der 2010 erstmals ausgetragene Grand Prix Cycliste de Québec ist ein Eintages-Radrennen im Rahmen der UCI WorldTour. Zahlreiche Zuschauer zieht auch die Extremsportveranstaltung Red Bull Crashed Ice an, das Elemente von Eishockey und Snowboardcross enthält; das Rennen in Québec ist Teil der von Red Bull organisierten inoffiziellen Weltmeisterschaft.
Québec bewarb sich um die Durchführung der Olympischen Winterspiele 2002, die Kandidatur war aber bei der IOC-Session 1995 in Budapest chancenlos. Eine weitere Bewerbung im Hinblick auf die Olympischen Winterspiele 2010 scheiterte bereits in der innerkanadischen Selektion am späteren Veranstaltungsort Vancouver. Möglicherweise wird sich Québec um die Ausrichtung der Winterspiele 2026 bewerben. 1967 war die Stadt Gastgeberin der ersten Ausgabe der Canada Games, 2005 der World Police and Fire Games. 2008 fand hier die Eishockey-Weltmeisterschaft statt (gemeinsam mit Halifax), 2011 das Grand-Prix-Finale der Eiskunstläufer.
In Québec stehen 21 Hallenbäder zur Verfügung, im Sommer zusätzlich 42 Freibäder. Eine beliebte Freizeitbeschäftigung im Winter ist das Eislaufen. In Québec gibt es 12 städtische Indoor-Kunsteisbahnen (die auch für Eishockey genutzt werden) sowie mehrere Dutzend Eisbahnen im Freien. Auf Loipen mit einer Länge von rund 125 km Länge kann Skilanglauf betrieben werden. In der näheren Umgebung befinden sich etwas außerhalb der Stadtgrenze drei Wintersportgebiete in den Laurentinischen Bergen, die auch Austragungsort professioneller Wintersportwettbewerbe sind: Mont Sainte-Anne, Le Relais und Stoneham.

## Persönlichkeiten
Québec ist der Geburts- und Wirkungsort zahlreicher prominenter Persönlichkeiten, beispielsweise Guy Laliberté (Gründer des Cirque du Soleil). Aufgrund der engen Verflechtungen, die im Laufe der Jahrzehnte in der Stadt Québec zwischen Bundes-, Provinz- und Lokalpolitik entstanden sind, stammen zahlreiche namhafte Politiker von hier. Sowohl Bürgermeister der Stadt als auch Premierminister der Provinz Québec waren Narcisse-Fortunat Belleau und Simon-Napoléon Parent. Das Amt des Quebecer Premierministers hatten Pierre-Joseph-Olivier Chauveau, Jean Lesage, Pauline Marois und John Jones Ross inne. Zu den Gründervätern des kanadischen Bundesstaates gehört Hector-Louis Langevin, Robert Taschereau war Vorsitzender des Obersten Gerichtshofes von Kanada. Pierre de Rigaud war der einzige nicht in Europa geborene Gouverneur Neufrankreichs. Unter den bekanntesten Sportlern sind hauptsächlich Eishockeyspieler zu finden, die mehrmals den Stanley Cup gewinnen konnten. Zu diesen gehören Patrice Bergeron, Simon Gagné, Marcel Pronovost und Patrick Roy. Hinzu kommt mit Myriam Bédard einer der erfolgreichsten kanadischen Biathletin der 1990er Jahre.